# Distritos da Turquia

Distritos da Turquia

As 81 províncias da Turquia são divididas em 923 distritos (em turco: ilçeler; sing. ilçe), correspondentes às antigas cazas, subdivisões existentes no início da República da Turquia e do Império Otomano.
O distrito quase sempre leva o nome da sua capital (com a exceção dos distritos de Antáquia, na província de Hatay, İzmit, na província de Cocaeli, e Adapazarı na província de Sacaria). Um distrito pode cobrir tanto áreas urbanas quanto rurais; um dos distritos da província é considerado o "distrito central" (merkez ilçe), que é administrador por um "vice-governador", enquanto os outros distritos são administrados por um "sub-governador" (caimacão). Cada município (belediye) na área urbana (belde) de um distrito é uma divisão administrativa sujeita a eleições (dependendo da província).
Cada um dos distritos (incluindo o central) corresponde a uma área específica dentro da província; esta área é administrada pelo "centro distrital" (ilçe merkezi - não confundir com "distrito central", merkez ilçe), onde se situa a residência do caimacão escolhido, o principal funcionário público daquele distrito, que presta contas ao governador da província. Os distritos centrais não têm caimacãos, e são administrados pelo vice-governador.
Todos os centros distritais têm municípios que são administrador por um prefeito eleito, que administra esta área definida do município (quase sempre equivalente à sua área urbana). Cada vez mais diversos assentamentos localizados fora dos centros distritais também têm municípios, uma exigência comum de suas populações; passam então a serem chamados de belde, porém ainda estão sujeitos à influência administrativa dos centros distritais vizinhos.
No fim da linha existem as vilas, que elegem muhtar para cuidar de assuntos administrativos específicos, como o registro de residências. Além disso, cada quarteirão (almofala) de um centro distrital ou belde também tem um muhtar para questões administrativas específicas; a denominação é um pouco diferente de acordo com cada caso (köy muhtarı para o muhtar de uma vila, "mutari almofala" (mahalle muhtarı) para o muhtar de um quarteirão) e com as tarefas realizadas.
Em diversos casos um belde tornou-se maior que o centro distrital do qual ele depende, ou um centro distrital tornou-se maior que o distrito central do qual ele depende. Existe ainda o büyükşehir belediyesi (ou "grande município"), título dado a metrópoles como Istambul ou Esmirna, numa espécie de camada administrativa extra que têm em seu topo um prefeito, também eleito, que supervisiona um número de municípios e prefeitos diferentes.

## Distritos
Esta é a lista dos distritos e de suas populações (em 31 de dezembro de 2007), agrupados por província (a capital do distrito em negrito):

### Província de Istambul

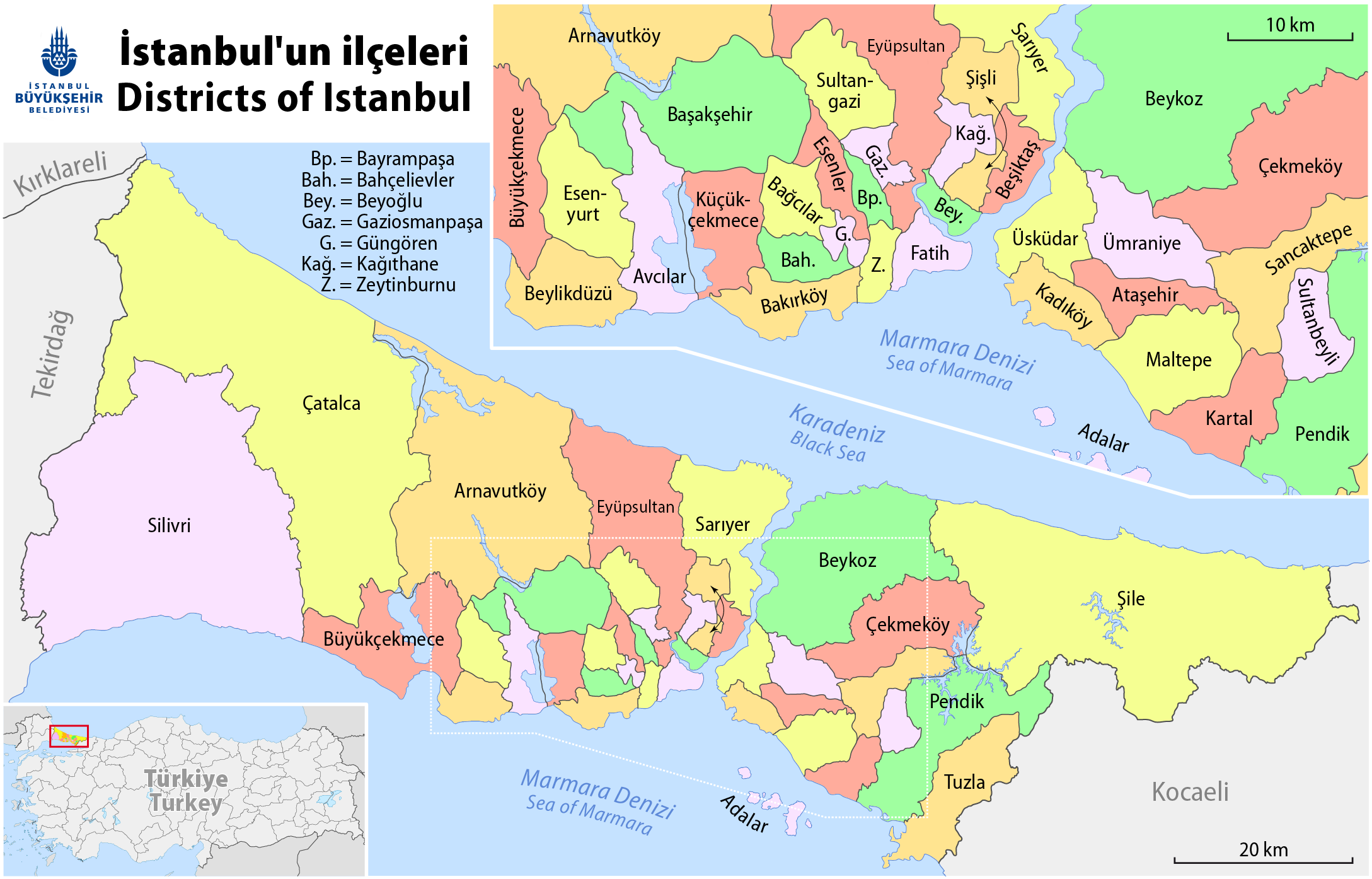
Distritos de Istambul

Total12.573.836 (todos os distritos são "centrais")
- Gaziosmanpaşa: 1.013.048
- Ümraniye: 897.260
- Küçükçekmece: 785.392
- Kadıköy: 744.670
- Bağcılar: 719.267
- Büyükçekmece: 688.774
- Üsküdar: 582.666
- Bahçelievler: 571.711
- Kartal: 541.209
- Pendik: 520.486
- Esenler: 517.235
- Fatih: 422.941
- Kâğıthane: 418.229
- Maltepe: 415.117
- Eyüp: 325.532
- Avcılar: 323.596
- Güngören: 318.545
- Şişli: 314.684
- Zeytinburnu: 288.743
- Sarıyer: 276.407
- Sultanbeyli: 272.758
- Bayrampaşa: 272.196
- Beyoğlu: 247.256
- Beykoz: 241.833
- Bakırköy: 214.821
- Beşiktaş: 191.513
- Tuzla: 165.239
- Silivri: 125.364
- Çatalca: 89.158
- Eminönü: 32.557
- Şile: 25.169
- Adalar: 10.460

### Província de Ancara

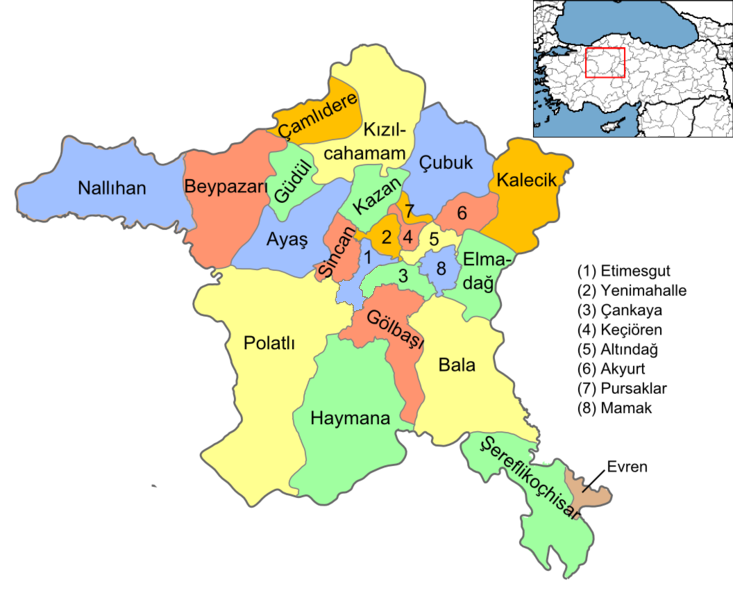
Distritos de Ancara

Total4.466.756
- Ancara (capital): 4.146.212
- Keçiören: 843.535 (central)
- Çankaya: 792.189 (central)
- Yenimahalle: 614.778 (central)
- Mamak: 503.663 (central)
- Sincan: 413.030 (central)
- Altındağ: 370.735 (central)
- Etimesgut: 289.601 (central)
- Polatlı: 118.454
- Çubuk: 83.826 (central)
- Gölbaşı: 73.670 (central)
- Elmadağ: 48.013 (central)
- Beypazarı: 46.884
- Caimana: 39.310
- Kazan: 36.147 (central)
- Şereflikoçhisar: 34.808
- Nallıhan: 31.768
- Kızılcahamam: 25.288
- Bala: 23.505 (central)
- Akyurt: 23.354 (central)
- Kalecik: 17.007 (central)
- Ayaş: 13.159 (central)
- Güdül: 10.676
- Çamlıdere: 9.329
- Evren: 4.027

### Província de Esmirna

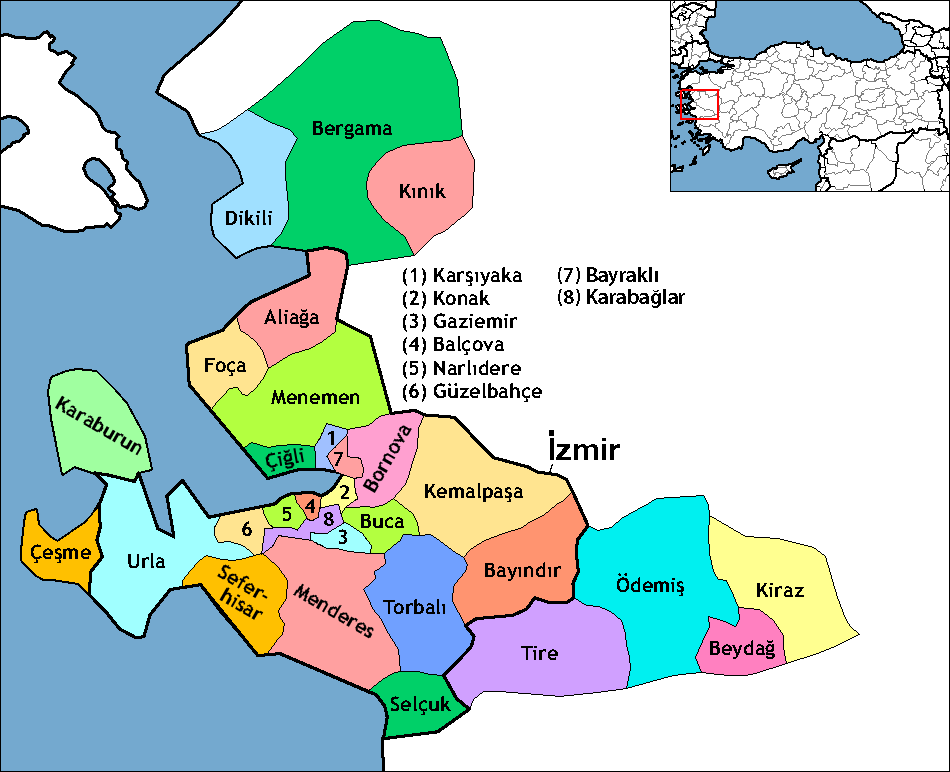
Distritos de Esmirna

Total3.739.353
- Esmirna (capital): 2.649.582
- Konak: 848.226 (central)
- Karşıyaka: 515.184 (central)
- Bornova: 476.153 (central)
- Buca: 400.930 (central)
- Çiğli: 144.251 (central)
- Ödemiş: 128.253
- Menemen: 126.934
- Torbalı: 119.506
- Gaziemir: 109.291 (central)
- Bergama: 102.581
- Kemalpaşa: 81.777
- Tire: 76.327
- Balçova: 74.837 (central)
- Menderes: 64.065
- Narlidere: 61.455 (central)
- Aliağa: 60.043
- Urla: 48.058
- Kiraz: 45.072
- Bayındır: 42.152
- Selçuk: 34.002
- Foça: 30.549
- Kınık: 27.938
- Çeşme: 27.796
- Dikili: 27.348
- Seferihisar: 25.830
- Güzelbahçe: 19.255 (central)
- Beydağ: 13.500
- Karaburun: 8.040

### Província de Bursa

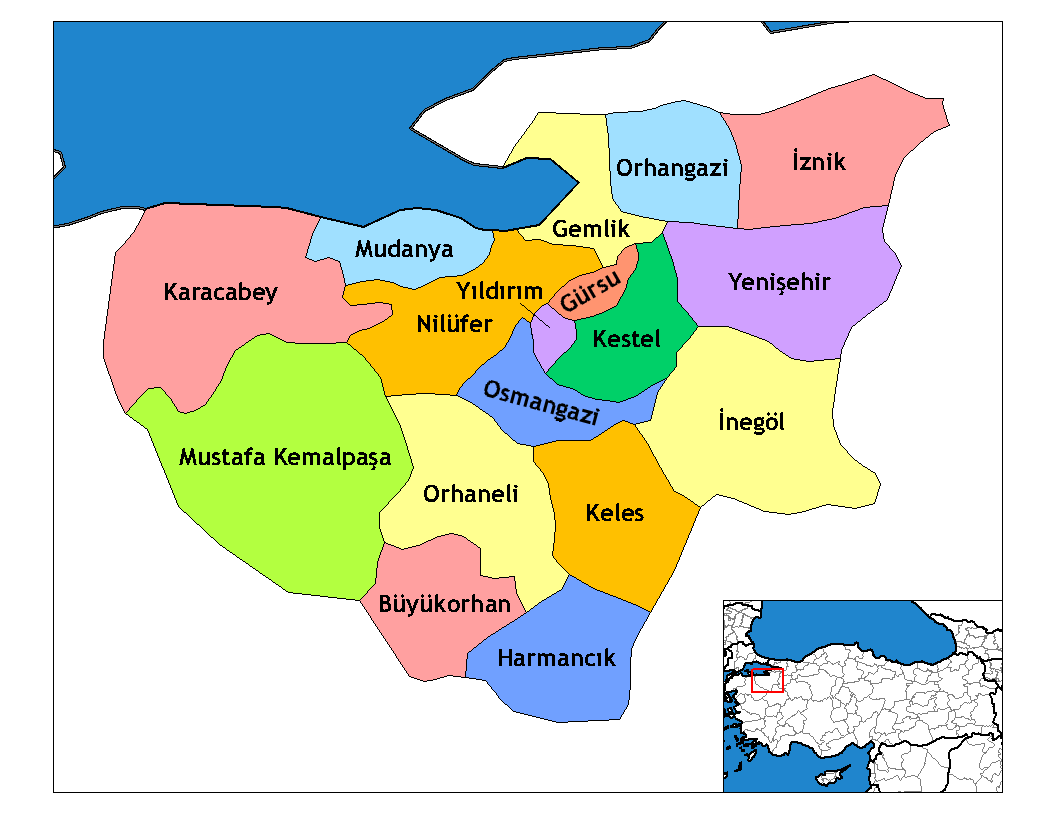
Distritos de Bursa

Total2.439.876
- Bursa (capital): 1.817.777
- Osmangazi: 736.034 (central)
- Yıldırım: 575.450 (central)
- Nilüfer: 251.344 (central)
- İnegöl: 208.314
- Mustafakemalpaşa: 102.000
- Gemlik: 98.085 (central)
- Karacabey: 79.115
- Orhangazi: 73.633
- Mudanya: 62.369 (central)
- Yenişehir: 51.227
- Gürsu: 50.039 (central)
- İznik: 44.514
- Kestel: 44.456 (central)
- Orhaneli: 24.798
- Keles: 15.959
- Büyükorhan: 14.199
- Harmancık: 8.340

### Província de Adana

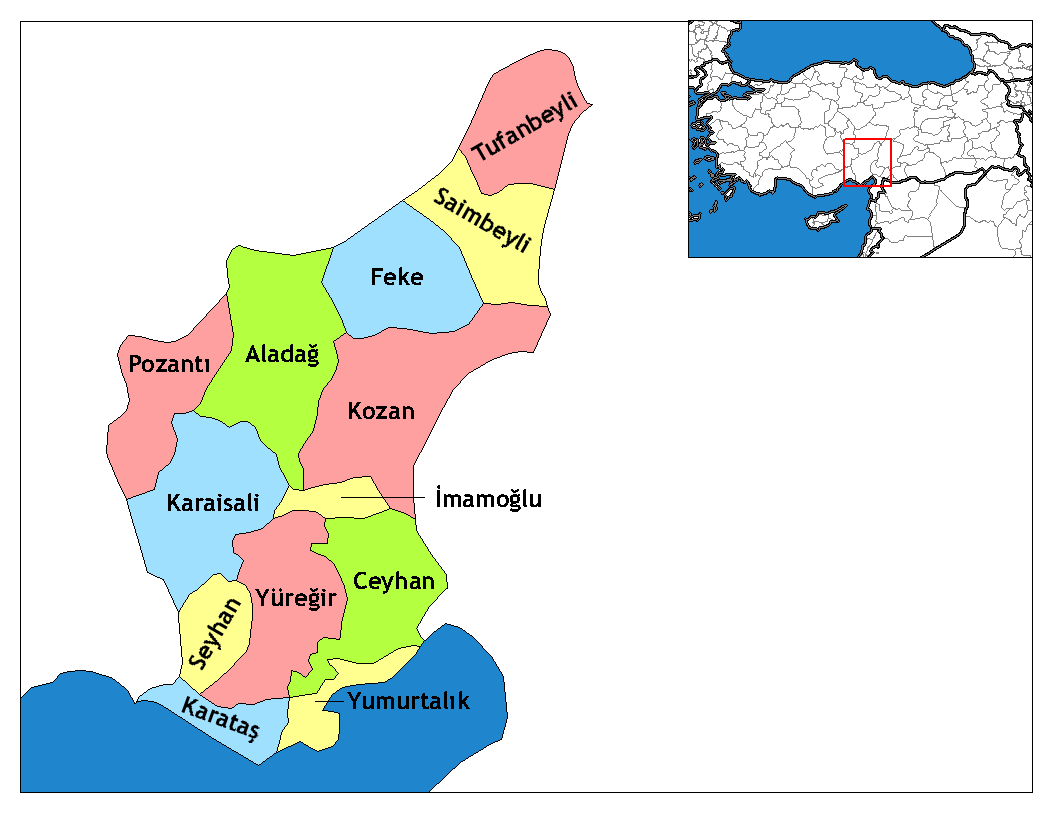
Distritos de Adana

Total2.006.650
- Adana (capital): 1.558.997
- Seyhan: 1.007.992 (central)
- Yüreğir: 522.265 (central)
- Ceyhan: 158.459
- Kozan: 123.980
- İmamoğlu: 31.629
- Karaisalı: 28.740 (central)
- Karataş: 21.485
- Pozantı: 19.896
- Feke: 19.489
- Yumurtalik: 19.155
- Tufanbeyli: 18.279
- Saimbeyli: 17.775
- Aladağ: 17.506

### Província de Cônia

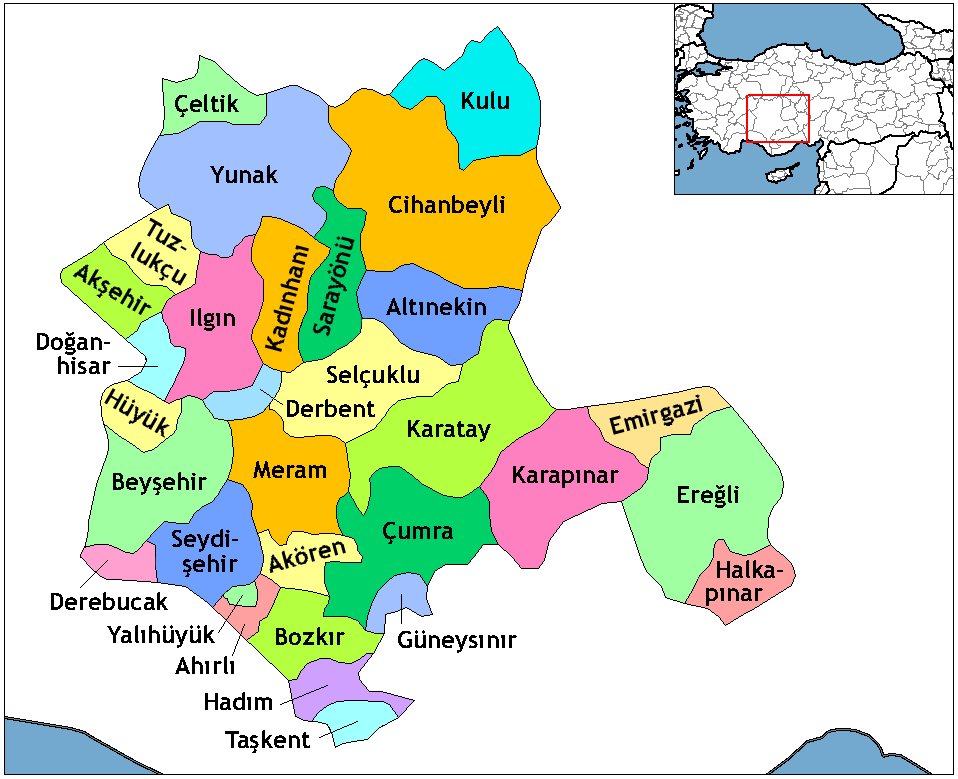
Distritos de Cônia

Total1.959.082
- Cônia (capital): 1.019.755
- Selçuklu: 466.233 (central)
- Meram: 304.696 (central)
- Karatay: 248.826 (central)
- Ereğli: 134.438
- Akşehir: 99.831
- Beyşehir: 72.712
- Çumra: 64.247
- Seydişehir: 63.798
- Cihanbeyli: 62.572
- Ilgın: 61.814
- Karapınar: 48.821
- Kulu: 46.366
- Kadınhanı: 35.483
- Bozkır: 32.054
- Yunak: 29.490
- Sarayönü: 28.813
- Doğanhisar: 22.510
- Hüyük: 19.148
- Hadım: 16.490
- Altınekin: 14.874
- Çeltik: 11.505
- Güneysınır: 11.286
- Emirgazi: 10.739
- Derebucak: 9.740
- Taşkent: 8.497
- Tuzlukçu: 8.167
- Akören: 6.899
- Ahırlı: 6.080
- Derbent: 5.819
- Halkapınar: 5.356
- Yalıhüyük: 1.778

### Província de Antália

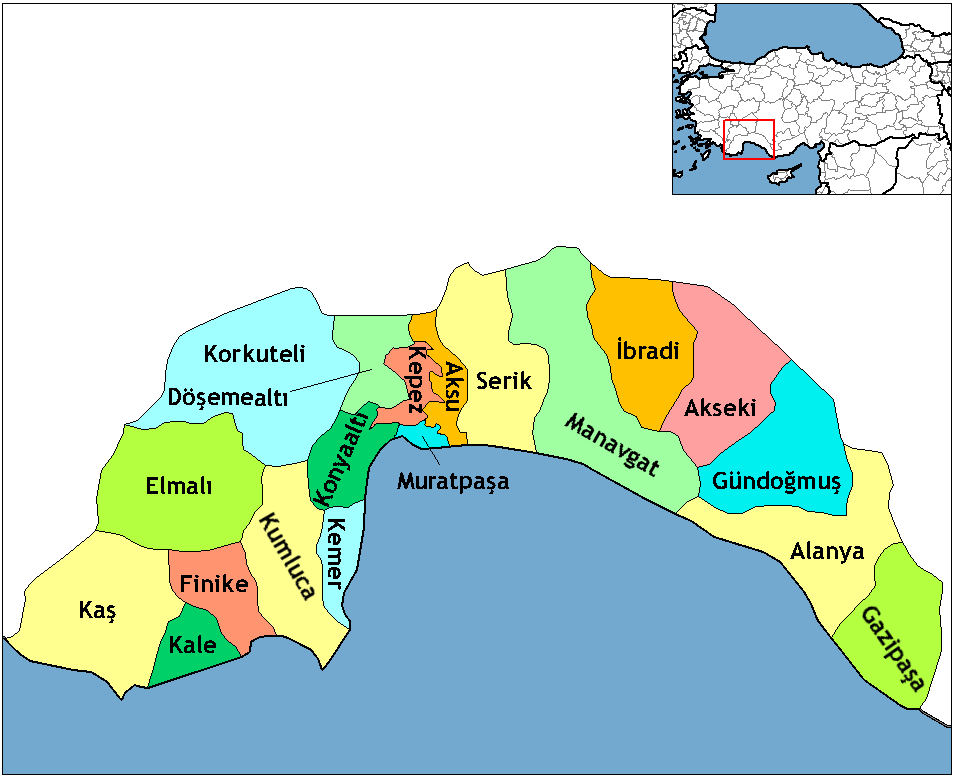
Distritos de Antália

Total1.789.295
- Antália: 913.568 (central)
- Alanya: 226.236
- Manavgat: 165.114
- Serik: 105.755
- Kumluca: 65.904
- Kaş: 49.629
- Korkuteli: 48.159
- Gazipaşa: 47.699
- Finike: 45.296
- Elmalı: 36.213
- Kemer: 33.153
- Demre: 24.809
- Akseki: 13.621
- Gündoğmuş: 9.446
- İbradi: 4.693

### Província de Mersin

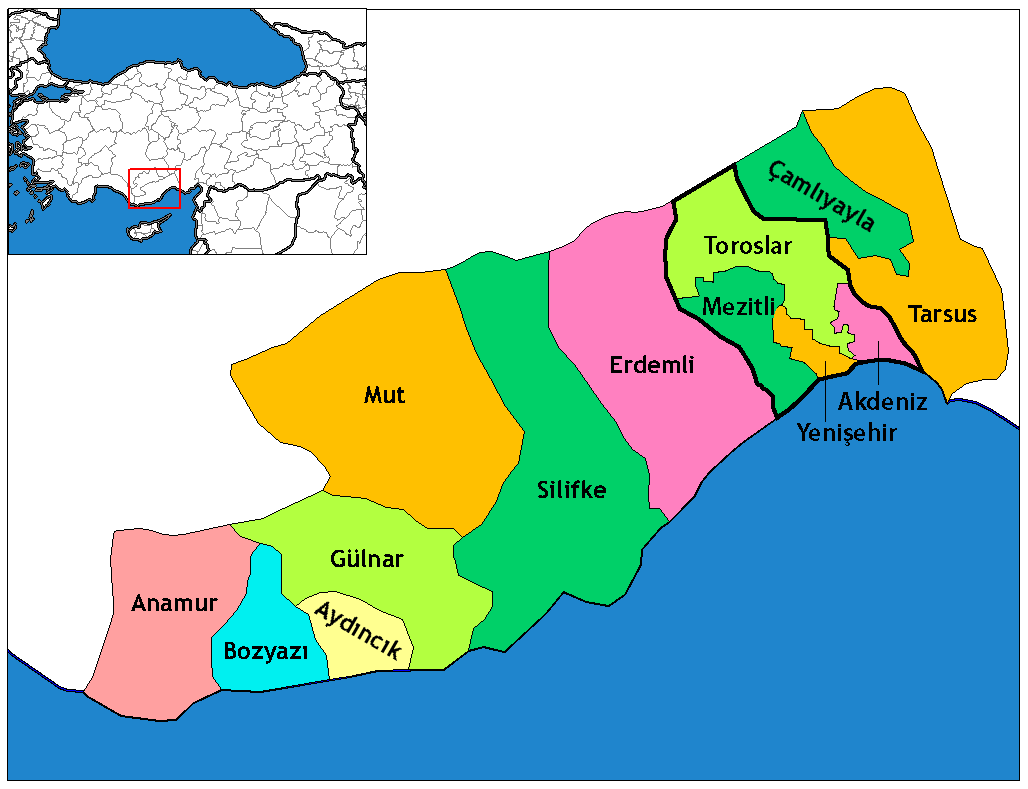
Distritos de Mersin

Total1.595.938
- Mersin: 825.299 (central)
- Tarso: 318.553
- Erdemli: 126.745
- Silifke: 111.698
- Mut: 66.356
- Anamur: 63.850
- Gülnar: 33.785
- Bozyazı: 26.161
- Çamlıyayla: 11.844
- Aydıncık: 11.647

### Província de Gaziantep
Total1.560.023
- Gaziantep(Capital): 1.237.874

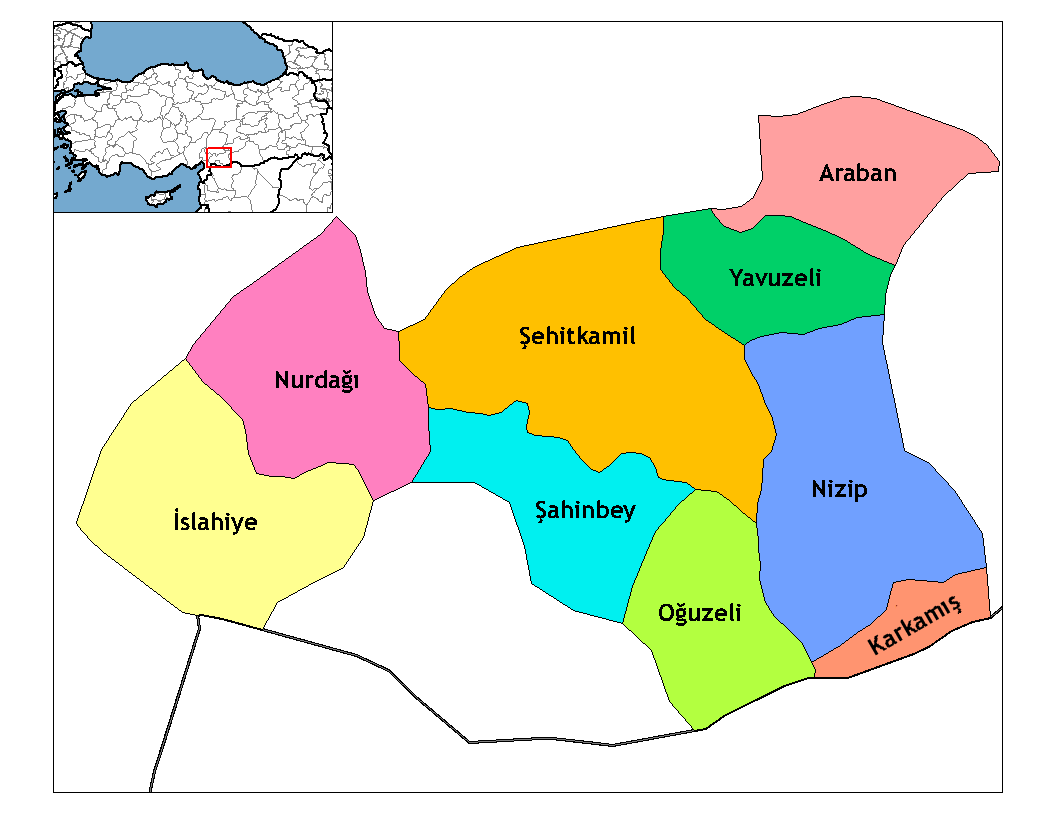
Distritos de Gaziantep

- Şahinbey: 679.053 (distrito central)
- Şehitkamil: 558.821 (distrito central)
- Nizip: 129.432
- Islahiye: 66.083
- Nurdağı: 35.237
- Araban: 31.861
- Oğuzeli: 26.897
- Yavuzeli: 21.058
- Karkamış: 11.581

### Província de Şanlıurfa
Total1.523.099

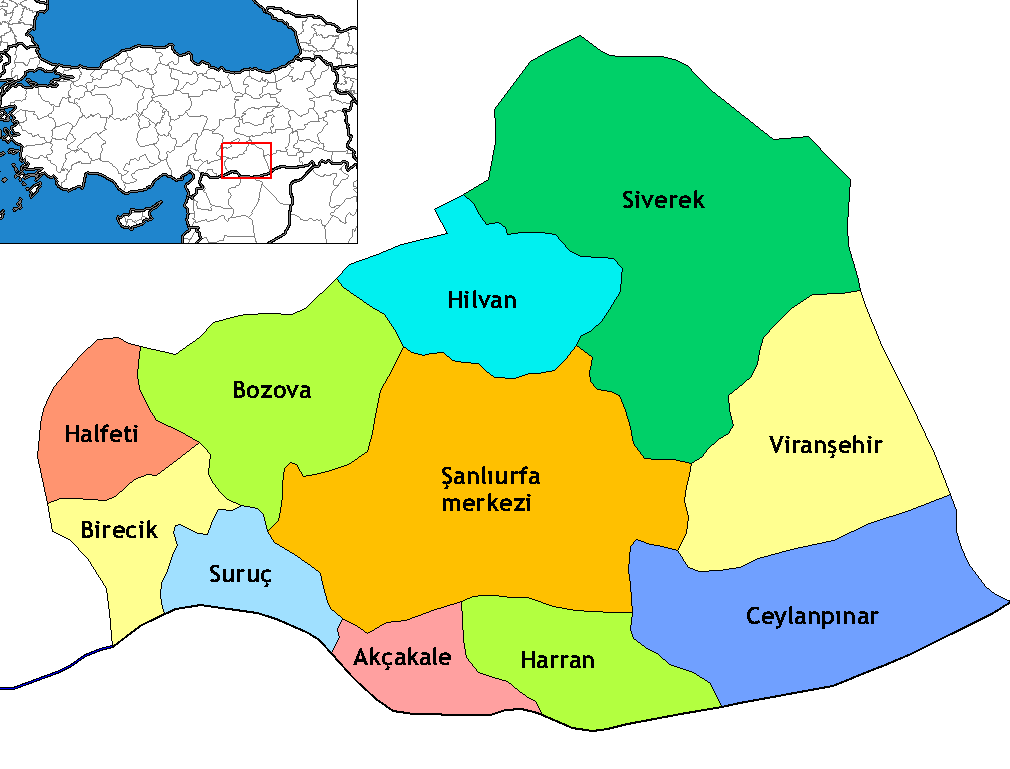
Distritos de Şanlıurfa

- Şanlıurfa: 638.131 (distrito central)
- Siverek: 201.768
- Viranşehir: 152.469
- Suruç: 102.667
- Birecik: 83.319
- Akçakale: 76.800
- Ceylanpınar: 69.571
- Harrã: 58.734
- Bozova: 58.150
- Halfeti: 40.800
- Hilvan: 40.690

### Província de Diarbaquir
Total1.460.714

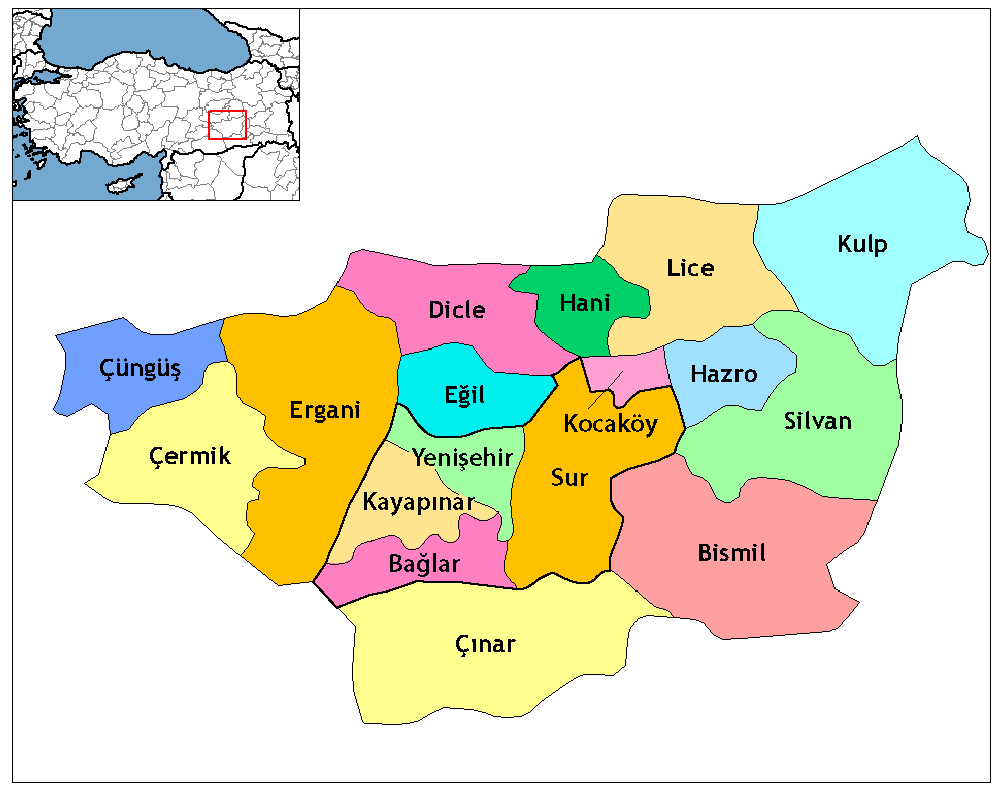
Distritos de Diarbaquir

- Diarbaquir: 826.414 (distrito central)
- Ergani: 109.678
- Bismil: 108.706
- Silvan: 87.851
- Çınar: 62.871
- Çermik: 51.381
- Dicle: 44.610
- Kulp: 35.464
- Hani: 31.509
- Lice: 30.560
- Eil: 23.608
- Hazro: 18.386
- Kocaköy: 15.705
- Çünguş: 13.971

### Província de Cocaeli

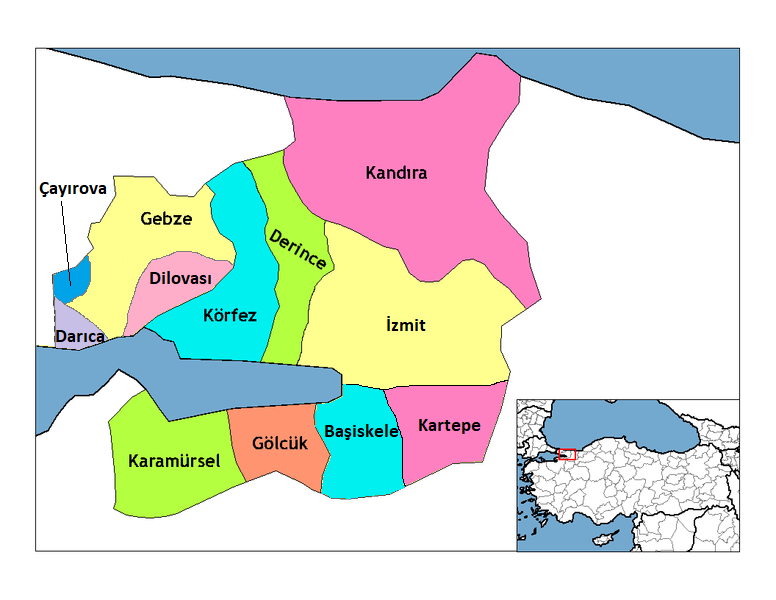
Distritos de Cocaeli

Total1.437.926 (todos os distritos são "distritos centrais")
- Gebze: 521.291
- İzmit: 447.898
- Gölcük: 131.992
- Körfez: 123.289
- Derince: 117.303
- Karamürsel: 48.831
- Kandıra: 47.322

### Província de Hatay
Total1.386.224

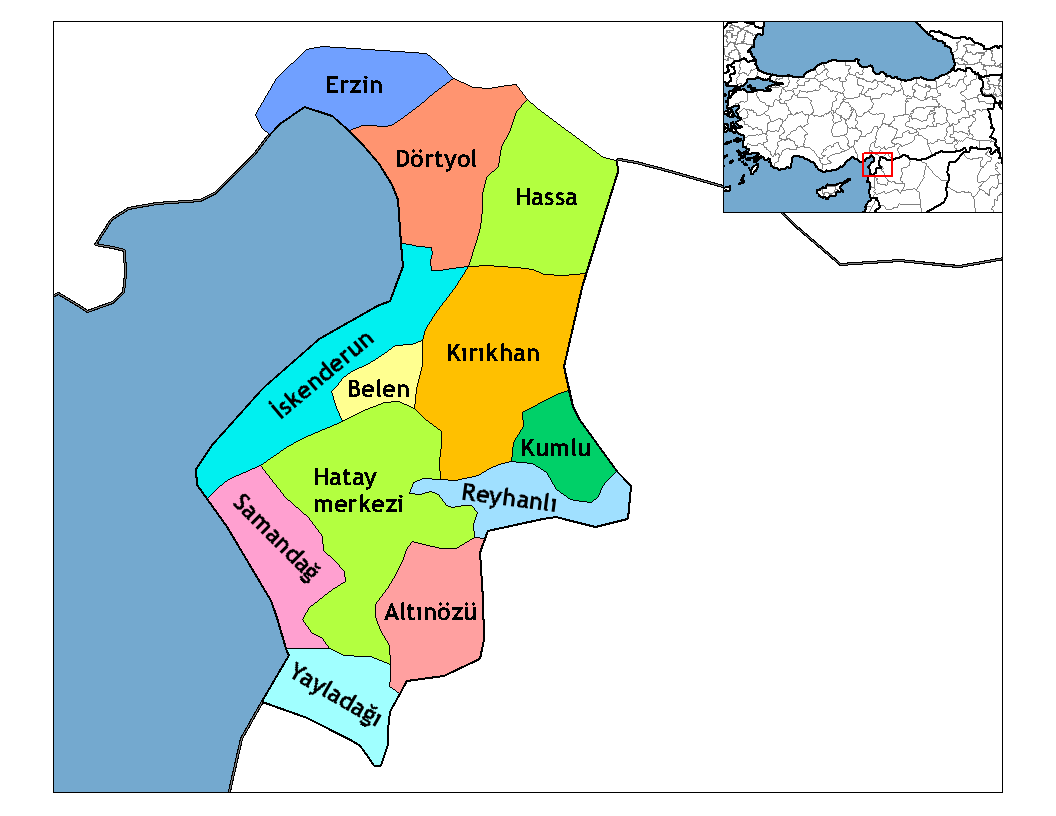
Distritos of Hatay

- Antáquia: 415.310 (distrito central)
- İskenderun: 306.594
- Dörtyol: 140.517
- Samandağ: 124.830
- Kırıkhan: 99.866
- Reyhanlı: 82.391
- Altınözü: 61.323
- Hassa: 54.020
- Erzin: 38.918
- Belen: 26.256
- Yayladağı: 22.989
- Kumlu: 13.210

### Província de Manisa
Total1.319.920

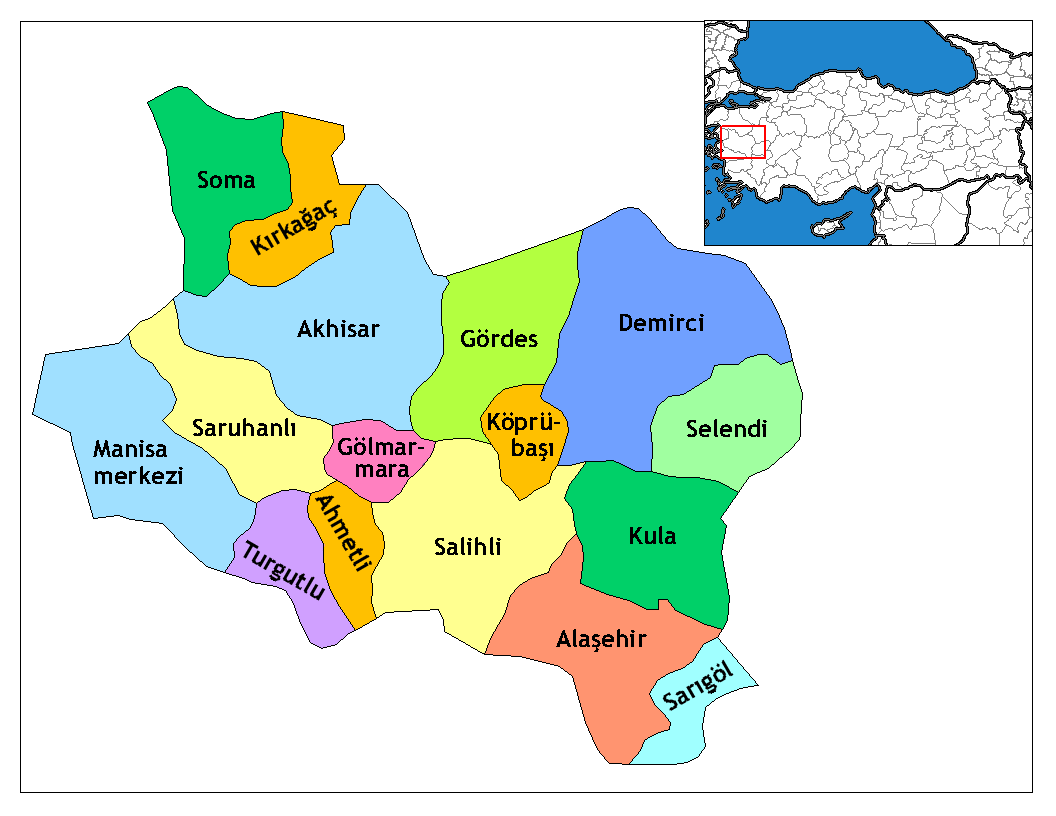
Distritos de Manisa

- Manisa: 332.346 (distrito central)
- Akhisar: 157.161
- Salihli: 155.016
- Turgutlu: 135.830
- Soma: 97.739
- Alaşehir: 97.541
- Saruhanlı: 58.205
- Demirci: 51.958
- Kırkağaç: 50.903
- Kula: 48.034
- Sarıgöl: 35.893
- Gördes: 33.171
- Selendi: 24.355
- Gölmarmara: 16.087
- Ahmetli: 15.830
- Köprübaşı: 9.851

### Província de Samsun
Total1.228.959

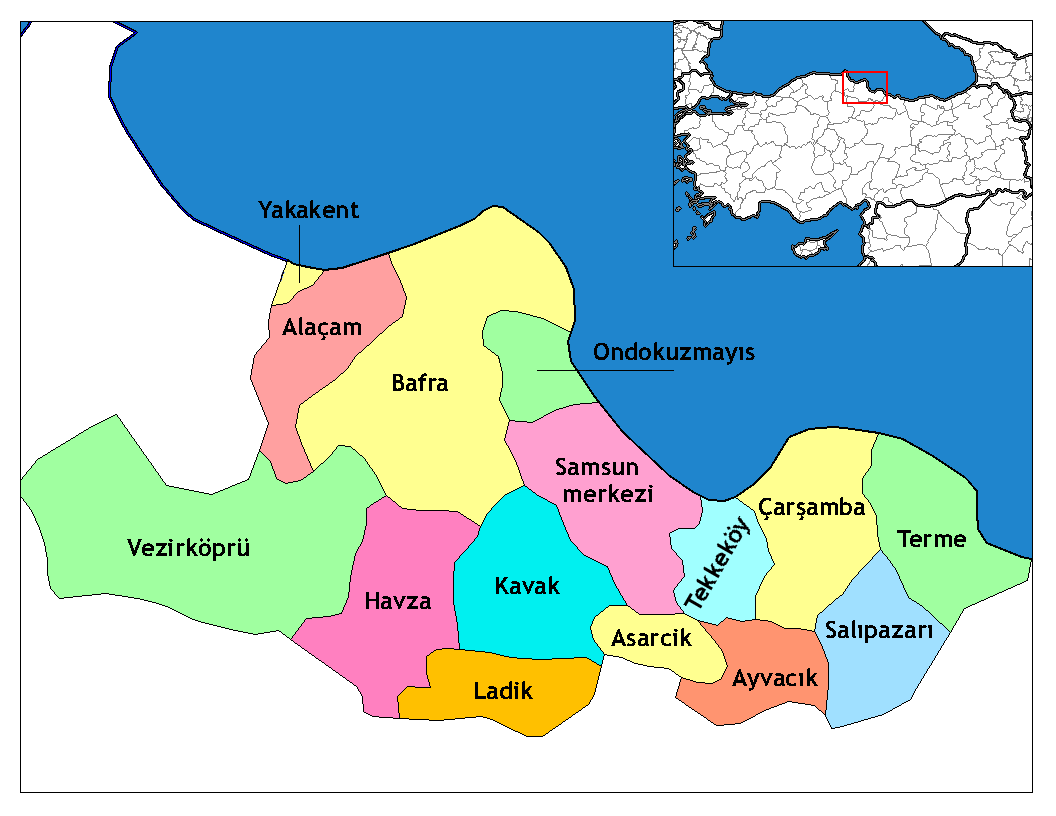
Distritos de Samsun

- Samsun: 496.334 (distrito central)
- Bafra: 143.084
- Çarşamba: 136.343
- Vezirköprü: 107.868
- Terme: 74.833
- Tekkeköy: 49.046
- Havza: 48.615
- Alaçam: 31.669
- Ayvacık: 26.465
- Ondokuz Mayıs: 24.740
- Kavak: 21.854
- Salıpazarı: 20.986
- Asarcık: 19.207
- Ladik: 18.394
- Yakakent: 9.521

### Província de Kayseri
Total1.165.088
- Kayseri(Capital): 790.706

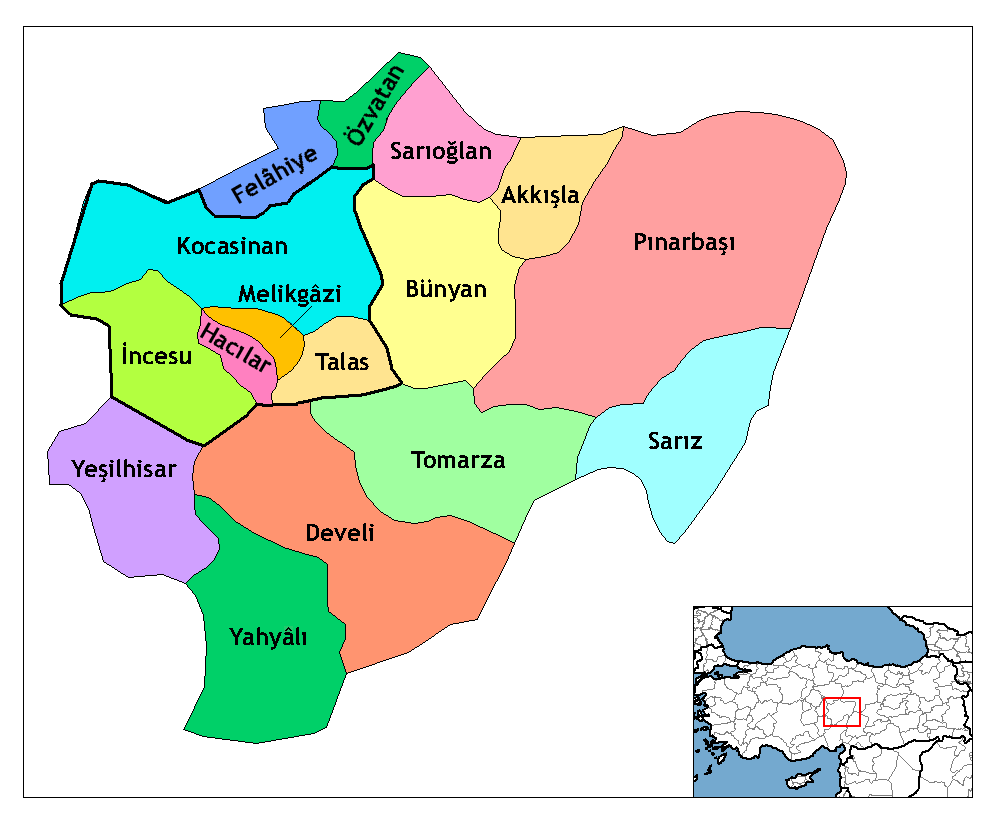
Distritos de Kayseri

- Melikgazi: 425.092 (distrito central)
- Kocasinan: 365.614 (distrito central)
- Talas: 75.675
- Develi: 65.695
- Yahyalı: 37.834
- Bünyan: 35.106
- Pınarbaşı: 30.898
- Tomarza: 28.697
- İncesu: 20.489
- Yeşilhisar: 17.658
- Sarıoğlan: 17.491
- Sarız: 12.705
- Hacılar: 11.905
- Akkışla: 8.627
- Felahiye: 6.938
- Özvatan: 4.664

### Província de Balıkesir
Total1.118.313

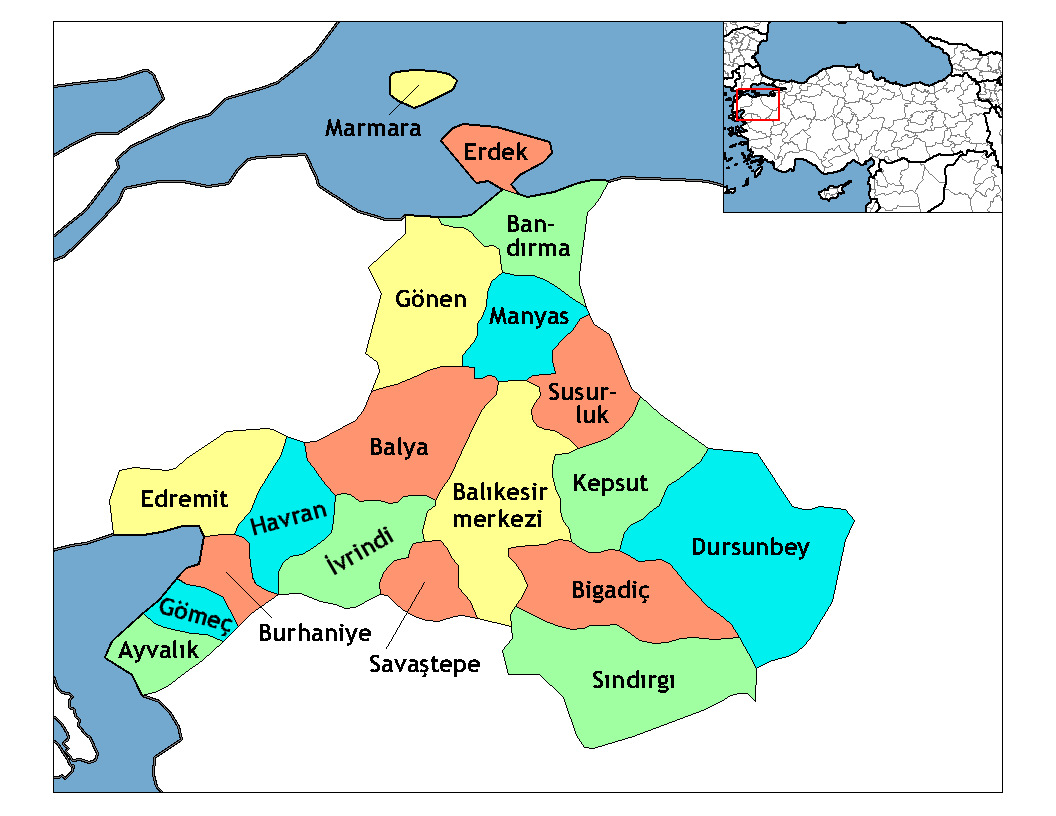
Distritos de Balıkesir

- Balıkesir: 313.630 (distrito central)
- Bandirma: 128.603
- Edremit: 107.620
- Gönen: 72.920
- Ayvalik: 58.638
- Bigadiç: 49.676
- Burhaniye: 48.602
- Dursunbey: 46.938
- Susurluk: 42.726
- Sındırgı: 42.088
- İvrindi: 39.542
- Erdek: 33.187
- Havran: 27.711
- Kepsut: 26.015
- Manyas: 23.135
- Savaştepe: 20.868
- Balya: 16.712
- Gömeç: 11.105
- Marmara: 8.597

### Província de Kahramanmaraş
Total1.004.414

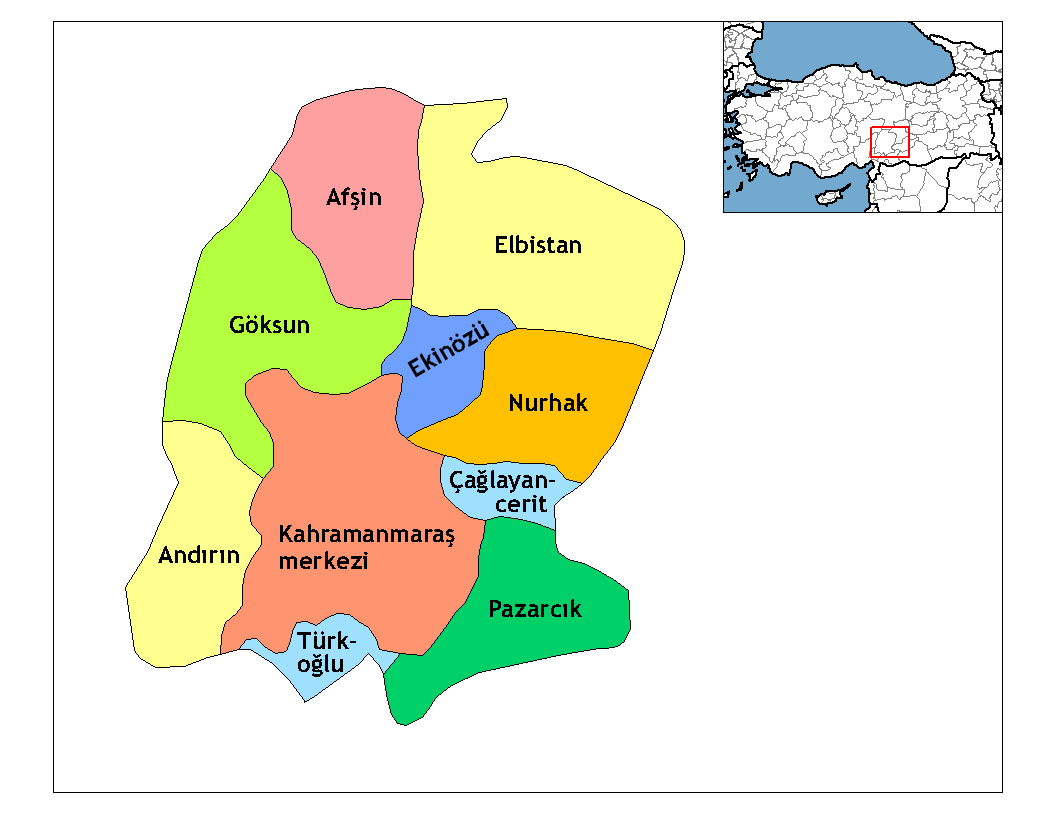
Distritos de Kahramanmaraş

- Kahramanmaraş: 500.950 (distrito central)
- Elbistan: 129.379
- Afşin: 84.786
- Pazarcık: 74.560
- Türkoğlu: 62.154
- Göksun: 54.553
- Andırın: 40.915
- Çağlayancerit: 26.846
- Ekinözü: 15.684
- Nurhak: 14.587

### Província de Vã

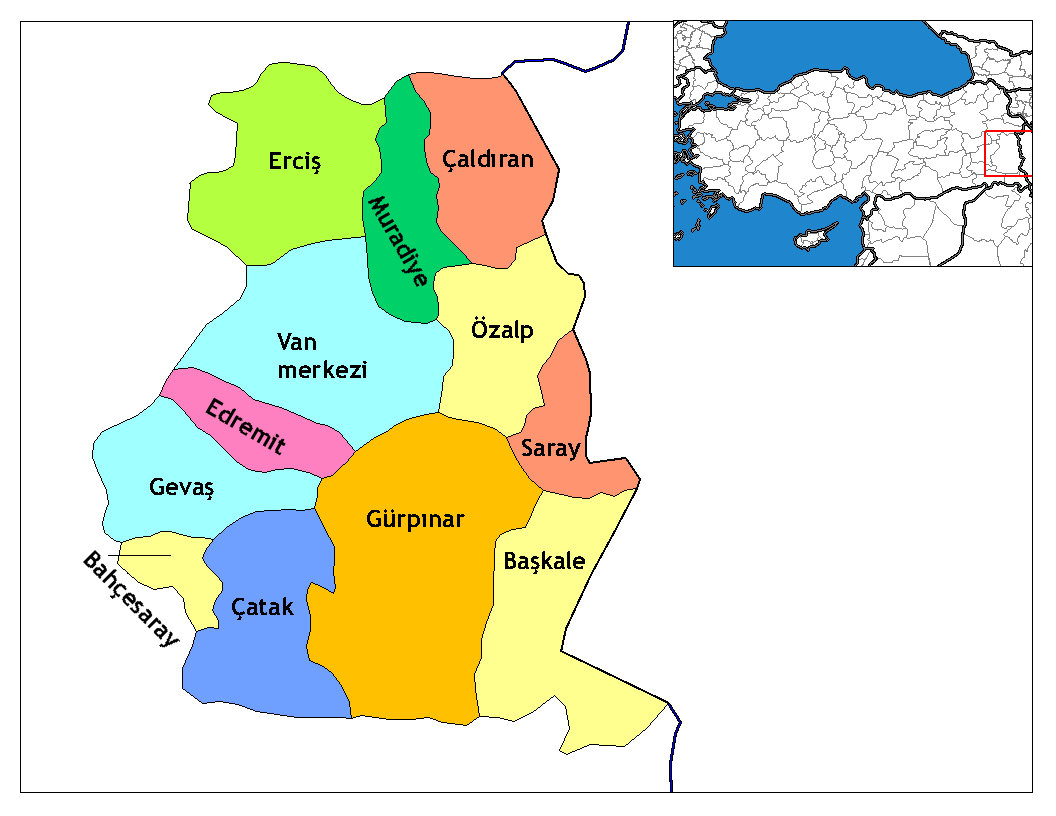
Distritos de Vã

Total979.671
- Vã: 413.907 (distrito central)
- Erjixe: 152.201
- Özalp: 72.343
- Çaldıran: 63.864
- Bascale: 63.123
- Muradie: 51.336
- Gurpenar: 42.629
- Guevaxe: 29.783
- Edremite: 24.228
- Çatak: 24.152
- Saray: 24.072
- Bahçesaray: 18.033

### Província de Aidim

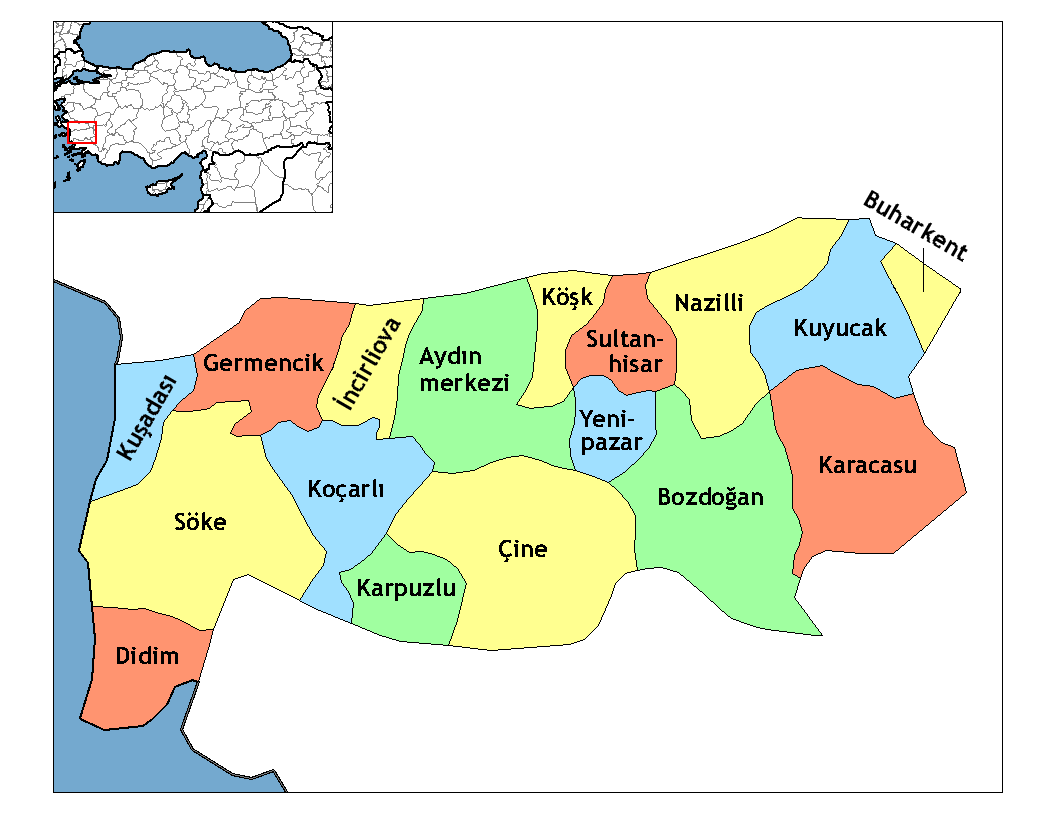
Distritos de Aidim

Total946.971
- Aidim: 231.884 (distrito central)
- Nazilli: 140.922
- Söke: 115.939
- Kuşadası: 73.543
- Çine: 53.820
- Germencik: 43.803
- Didim: 42.266
- Incirliova: 41.566
- Bozdoğan: 36.463
- Kuyucak: 30.534
- Koçarlı: 27.221
- Köşk: 27.039
- Karacasu: 21.447
- Sultanhisar: 21.446
- Yenipazar: 13.715
- Karpuzlu: 12.836
- Buharkent: 12.527

### Província de Denizli
Total907.325

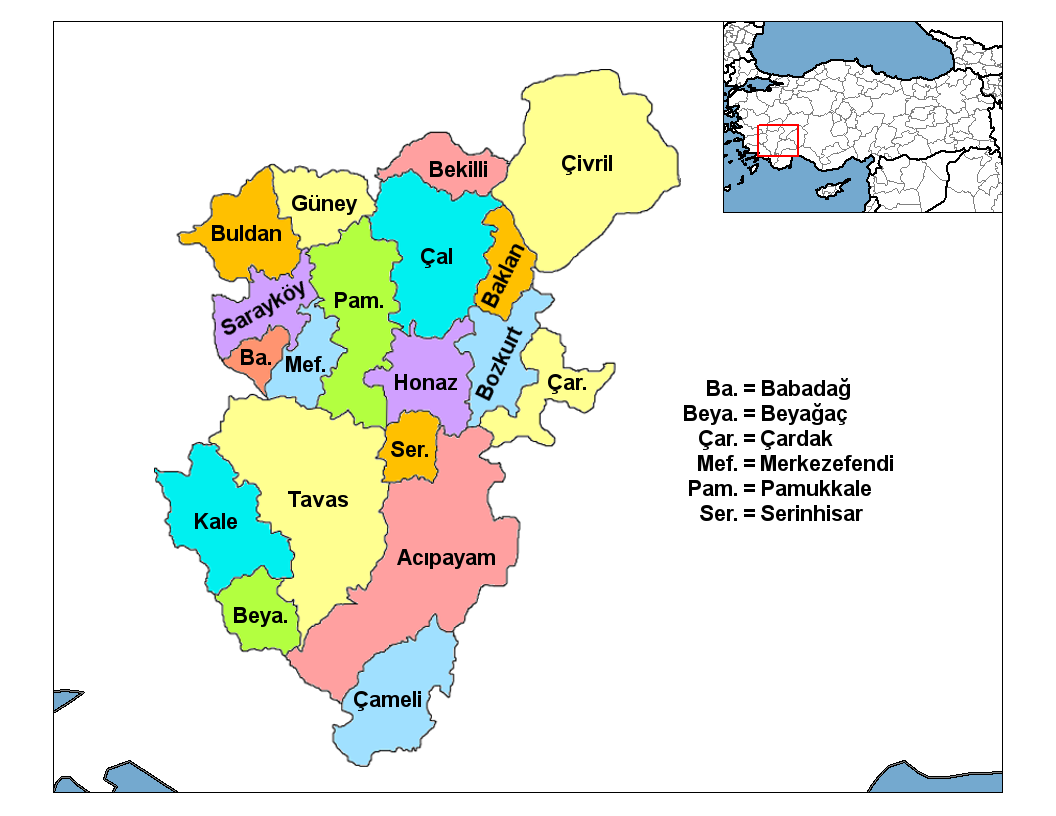
Distritos de Denizli

- Denizli: 494.961 (distrito central)
- Çivril: 61.301
- Acıpayam: 58.687
- Tavas: 53.475
- Sarayköy: 30.028
- Honaz: 28.941
- Buldan: 27.380
- Çal: 24.157
- Kale: 22.542
- Çameli: 20.953
- Serinhisar: 15.371
- Güney: 12.422
- Bozkurt: 11.834
- Çardak: 9.372
- Bekilli: 8.691
- Babadağ: 7.950
- Beyağaç: 7.122
- Baklan: 6.913
- Akköy: 5.225

### Província de Sacaria
Total835.222

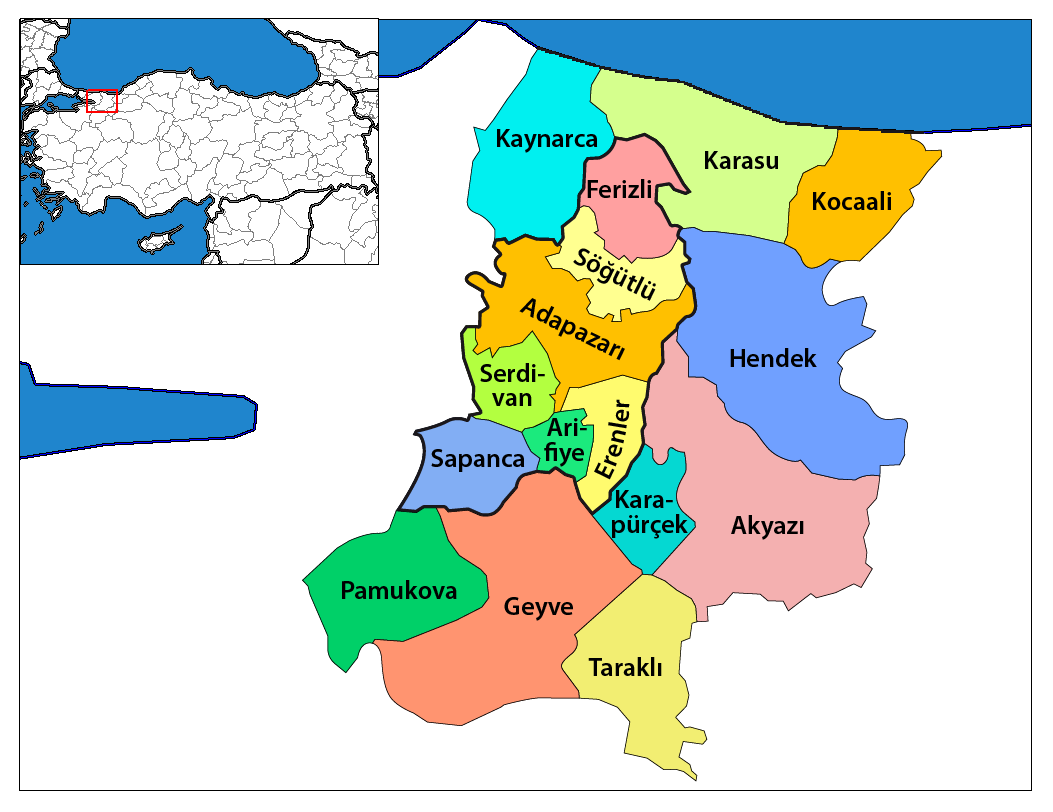
Distritos de Sacaria

- Adapazarı: 412.994 (distrito central)
- Akyazı: 83.255
- Hendek: 74.890
- Carasu: 51.596
- Geyve: 45.923
- Sapanca: 35.551
- Pamukova: 25.767
- Kocaali: 24.521
- Ferizli: 23.491
- Kaynarca: 23.366
- Söğütlü: 14.115
- Karapürçek: 12.250
- Taraklı: 7.503

### Província de Erzurum
Total784.941

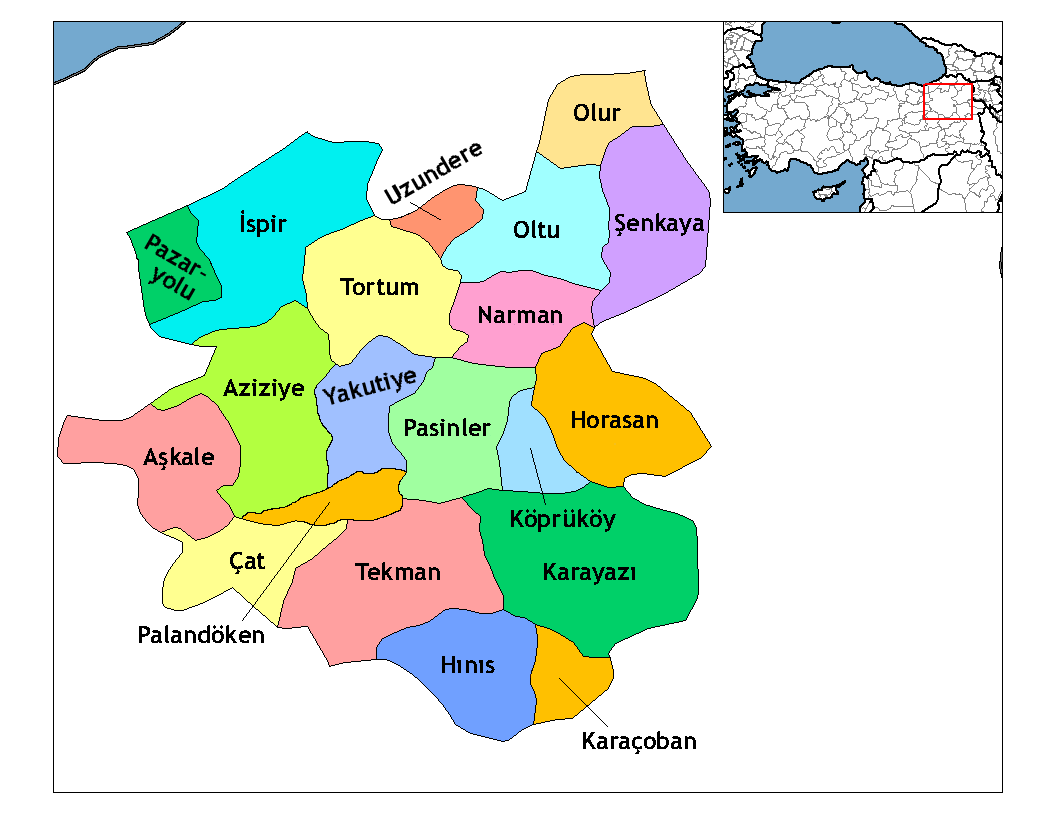
Distritos de Erzurum

- Erzurum: 348.156 (distrito central)
- Horasan: 45.241
- Pasinler: 34.453
- Karayazı: 34.332
- Oltu: 32.192
- Tekman: 32.090
- Quenes: 32.059
- Aşkale: 27.890
- Ilıca: 26.698
- Karaçoban: 25.999
- Şenkaya: 22.987
- Tortum: 22.372
- Çat: 21.491
- Köprüköy: 18.909
- İspir: 18.381
- Narman: 18.277
- Uzundere: 9.338
- Olur: 8.812
- Pazaryolu: 5.264

### Província de Muğla

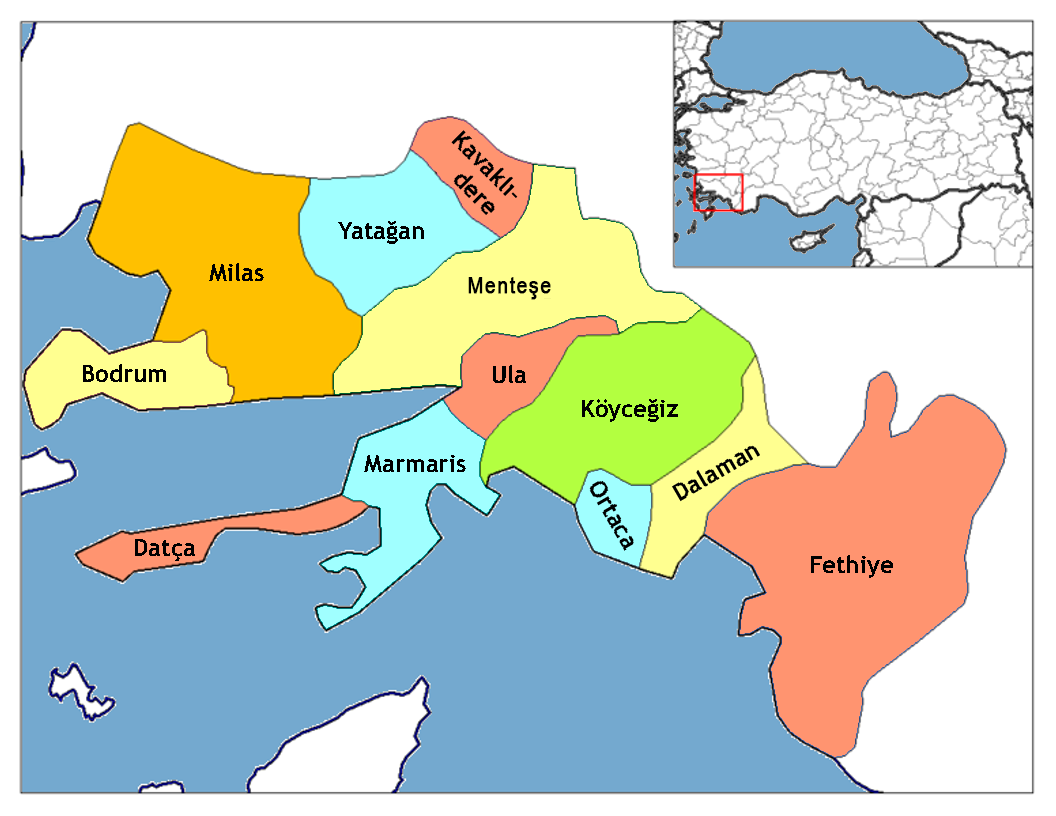
Distritos de Muğla

Total766.156
- Fethiye: 173.426
- Milas: 120.508
- Bodrum: 105.474
- Muğla: 94.207 (distrito central)
- Marmaris: 73.461
- Yatağan: 46.275
- Ortaca: 39.648
- Köyceğiz: 32.395
- Dalaman: 31.318
- Ula: 23.455
- Datça: 14.836
- Kavaklıdere: 11.153

### Província de Mardin
Total745.778
- Kızıltepe: 198.672

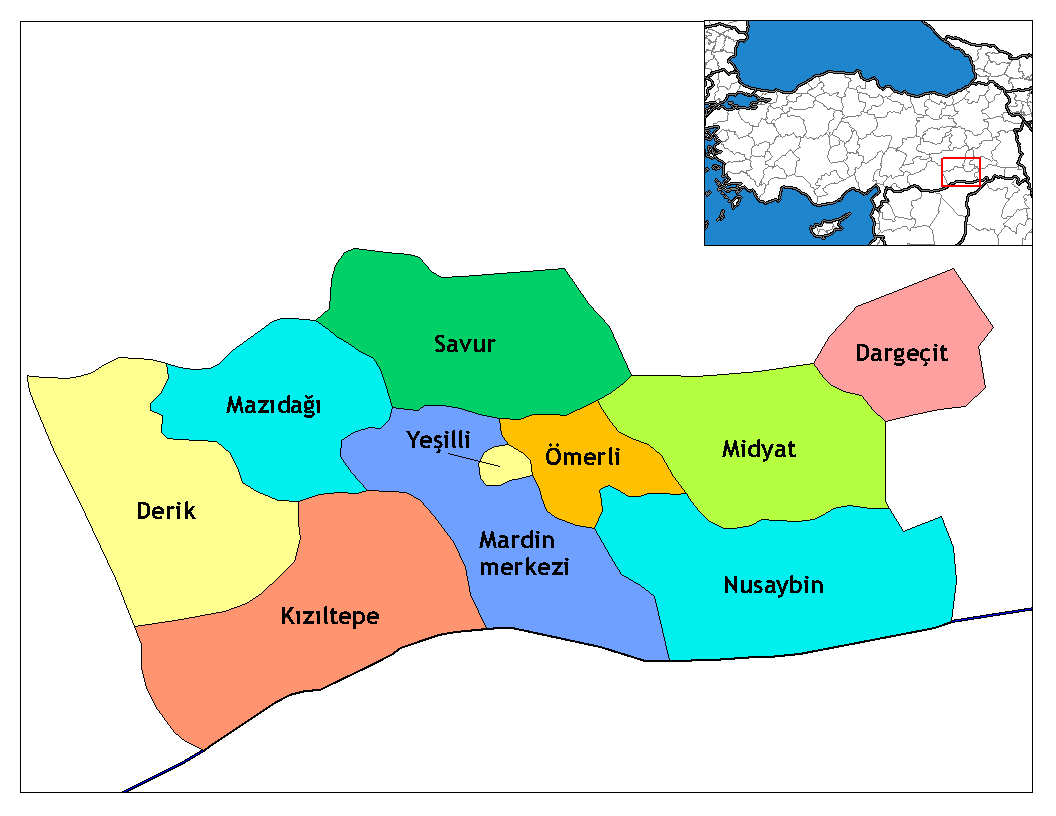
Distritos de Mardin

- Mardin: 130.916 (Distrito Central)
- Nusaybin: 116.465
- Midyat: 114.040
- Derik: 58.151
- Savur: 36.066
- Mazıdağı: 31.135
- Dargeçit: 26.988
- Yeşilli: 17.892
- Ömerli: 15.453

### Província de Trebisonda
Total740.569

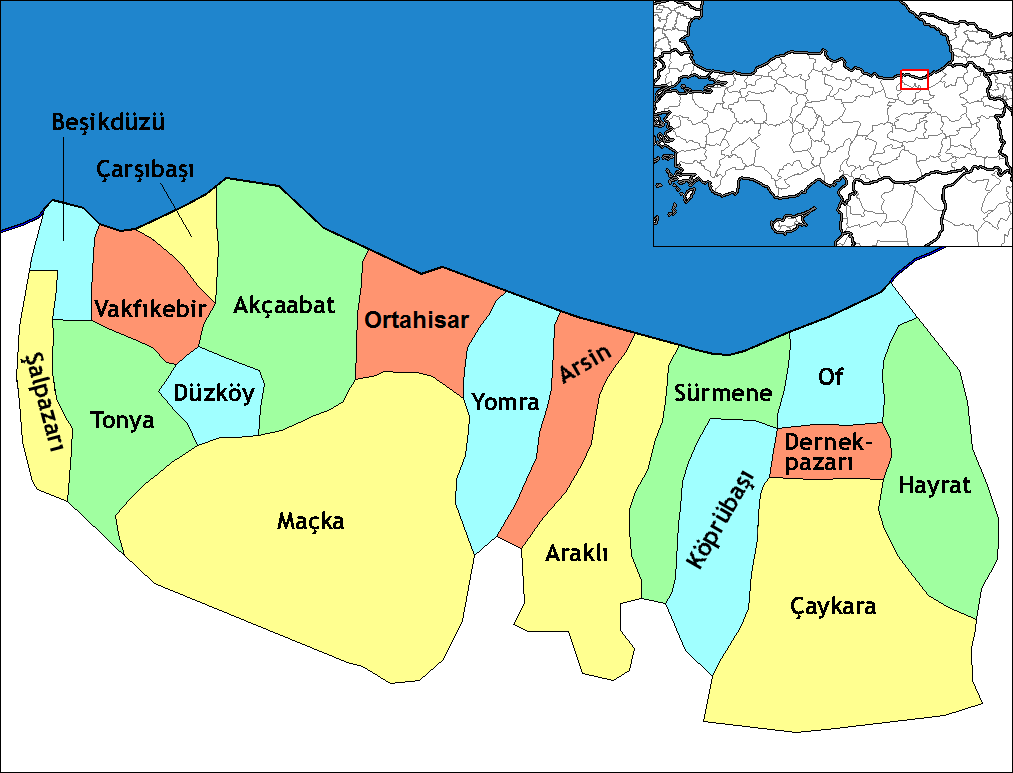
Distritos de Trabzon

- Trabzon: 292.513 (Distrito Central)
- Akçaabat: 106.475
- Araklı: 50.285
- Of: 43.293
- Yomra: 29.083
- Sürmene: 28.115
- Vakfıkebir: 26.551
- Maçka: 24.832
- Arsin: 24.758
- Beşikdüzü: 21.149
- Tonya: 17.052
- Çarşıbaşı: 16.216
- Düzköy: 16.150
- Çaykara: 14.018
- Şalpazarı: 12.490
- Hayrat: 8.142
- Köprübaşı: 5.866
- Dernekpazarı: 3.581

### Província de Tekirdağ
Total728.396
- Çorlu: 225.244

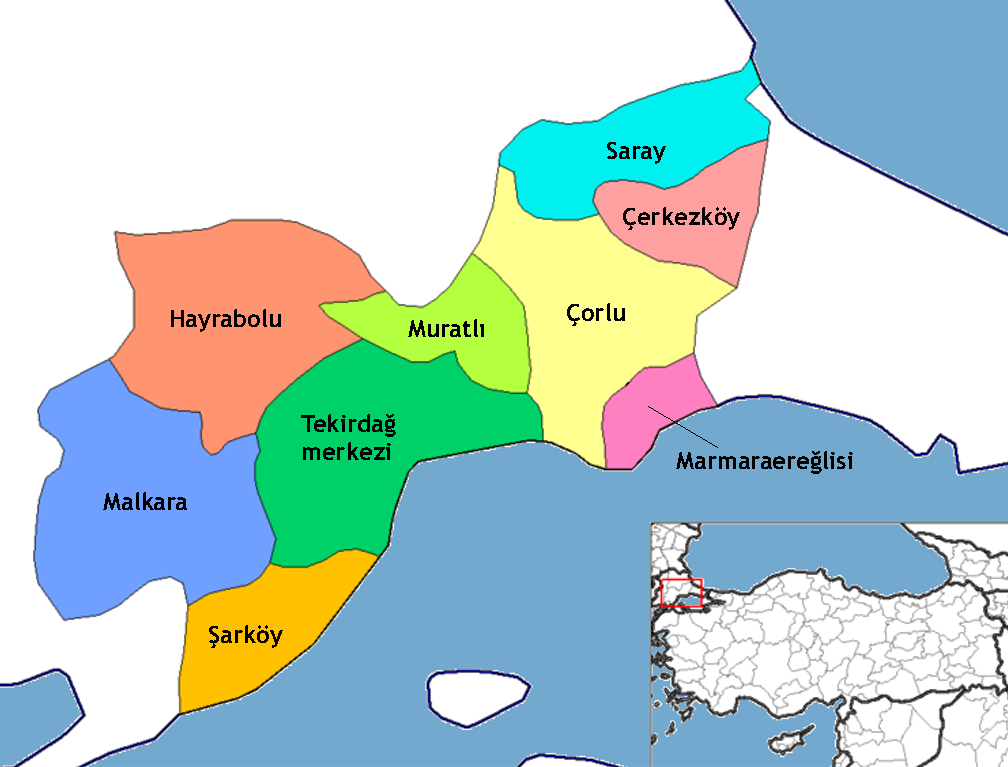
Distritos de Tekirdağ

- Tekirdağ: 161.136 (Distrito Central)
- Çerkezköy: 131.723
- Malkara: 56.484
- Saray: 44.540
- Hayrabolu: 36.942
- Şarköy: 29.395
- Muratlı: 25.962
- Marmaraereğlisi: 16.970

### Província de Esquixequir
Total724.849

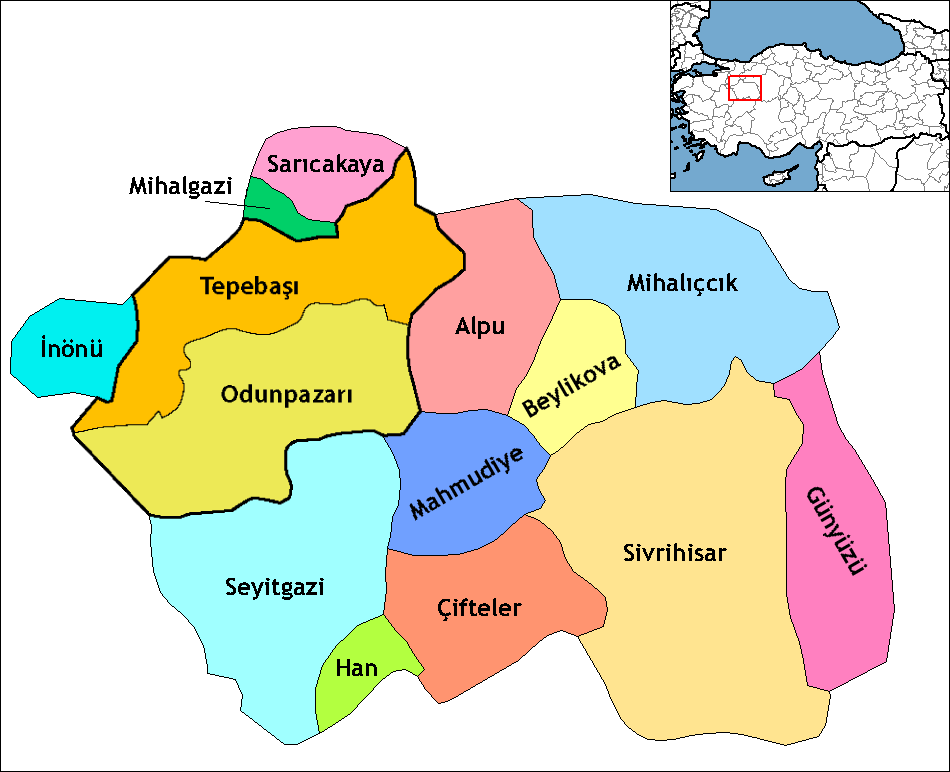
Distritos de Esquixequir

- Esquixequir: 595.157 (Distrito Central)
- Sivrihisar: 25.406
- Seyitgazi: 17.624
- Çifteler: 16.936
- Alpu: 13.870
- Mihalıççık: 11.618
- Mahmudiye: 9.144
- Günyüzü: 8.135
- İnönü: 7.583
- Beylikova: 7.450
- Sarıcakaya: 5.924
- Mihalgazi: 3.476
- Han: 2.526

### Província de Malátia
Total722.065

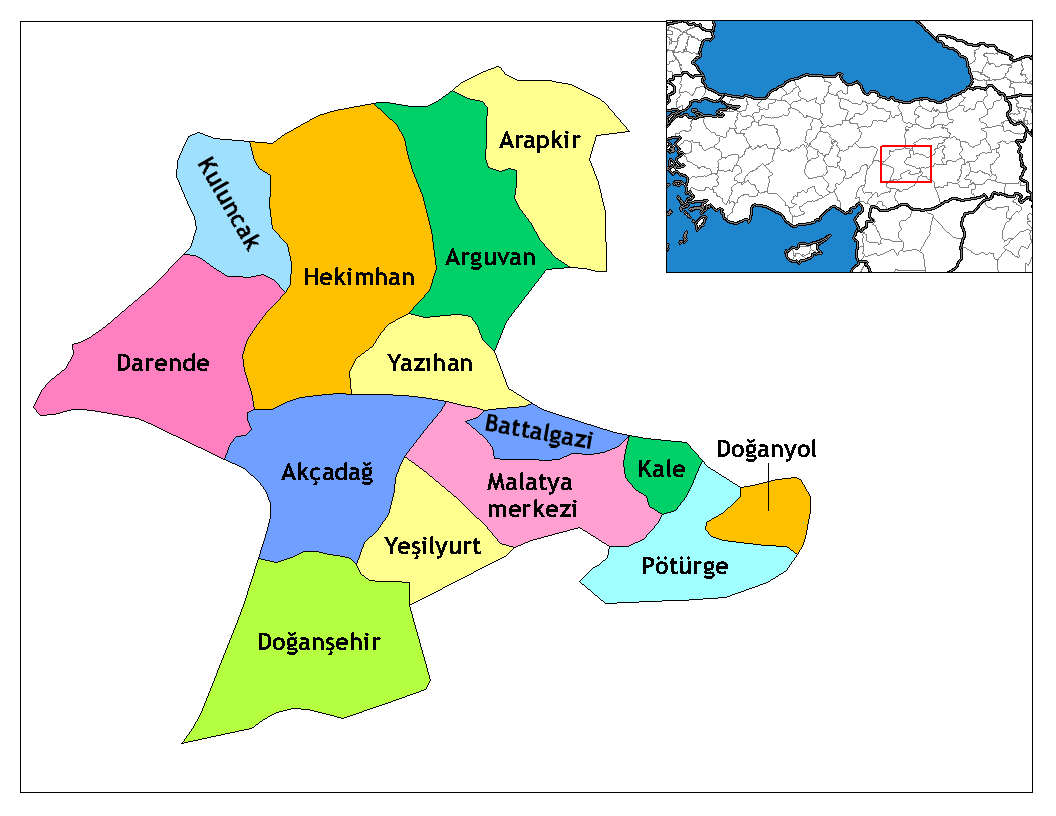
Distritos de Malátia

- Malátia: 454.272 (Distrito Central)
- Doğanşehir: 40.688
- Darende: 33.514
- Yeşilyurt: 33.206
- Akçadağ: 29.940
- Battalgazi: 27.643
- Hekimhan: 23.739
- Pütürge: 22.810
- Yazıhan: 15.993
- Arapeguir: 11.470
- Kuluncak: 9.099
- Arguvan: 8.379
- Kale: 6.286
- Doğanyol: 5.026

### Província de Ordu

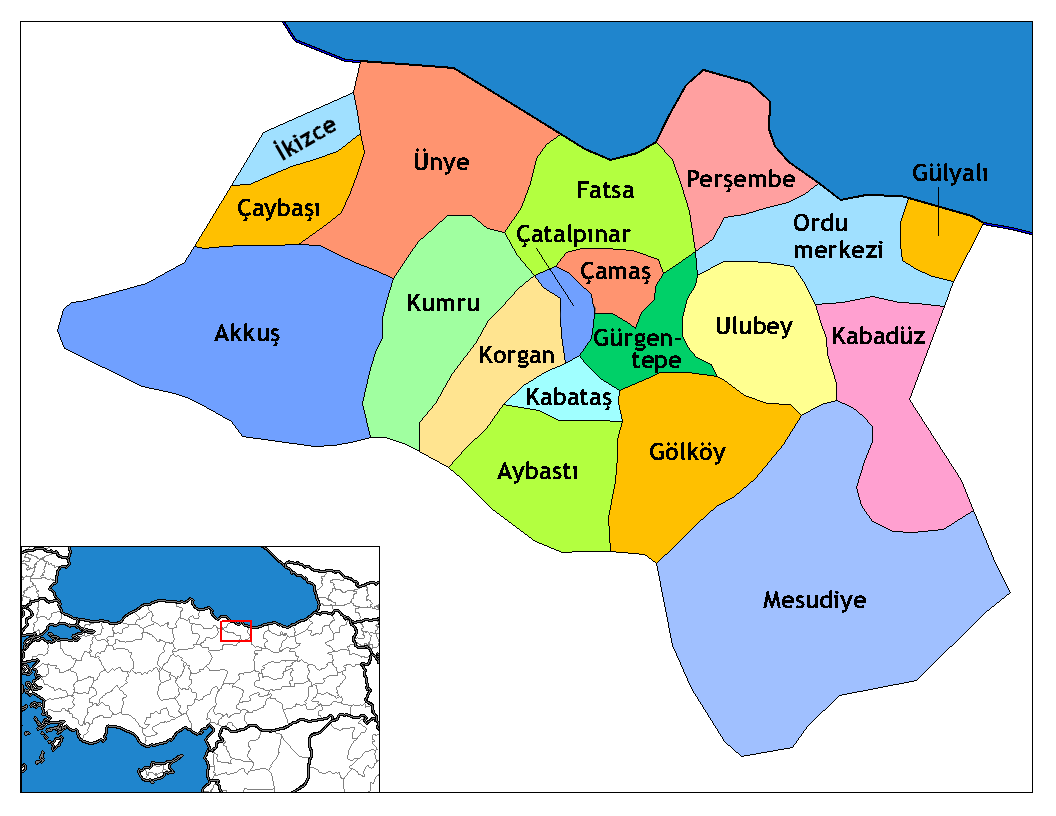
Distritos de Ordu

Total715.409
- Ordu: 167.829 (Distrito Central)
- Ünye: 112.298
- Fatsa: 96.135
- Gölköy: 35.642
- Perşembe: 34.259
- Korgan: 33.755
- Akkuş: 33.059
- Kumru: 32.976
- Aybastı: 26.598
- Ulubey: 20.235
- Gürgentepe: 20.098
- İkizce: 19.301
- Çatalpınar: 16.259
- Çaybaşı: 15.108
- Kabataş: 14.385
- Mesudiye: 12.129
- Çamaş: 10.667
- Gülyalı: 8.165
- Kabadüz: 6.511

### Província de Afyonkarahisar
Total701.572

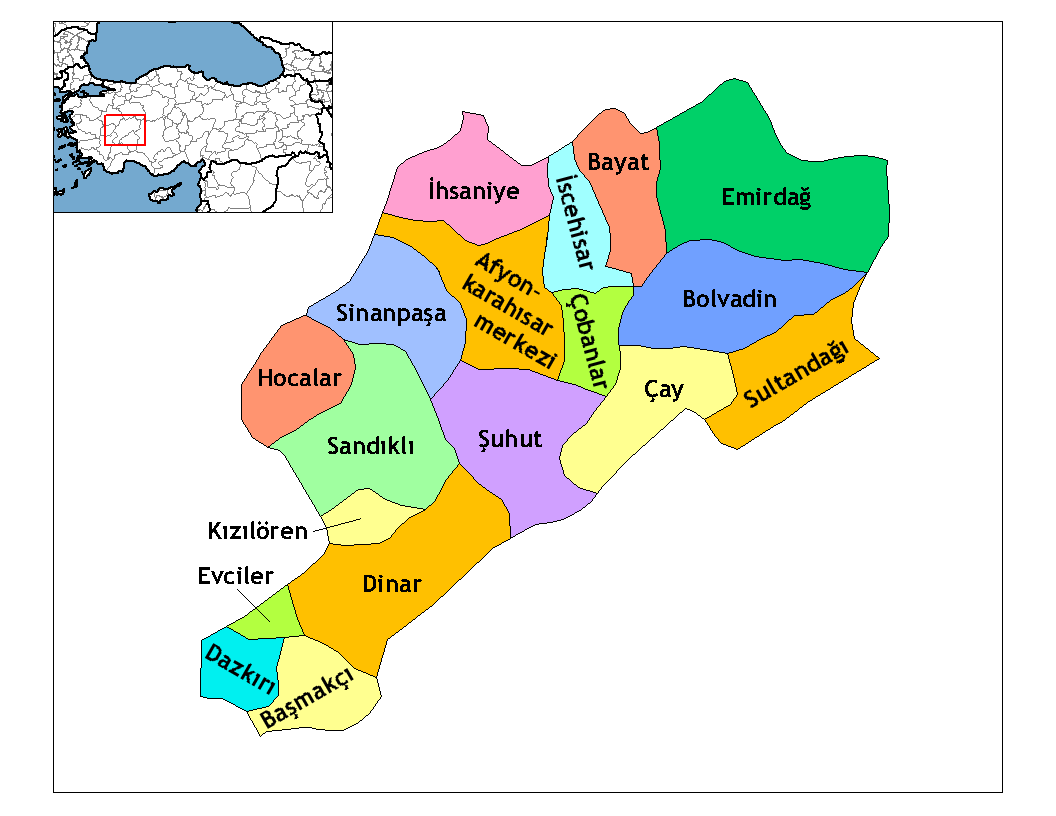
Distritos de Afyonkarahisar

- Afyonkarahisar: 234.807 (Distrito Central)
- Sandıklı: 61.843
- Dinar: 50.311
- Bolvadin: 46.520
- Emirdağ: 46.199
- Sinanpaşa: 42.651
- Şuhut: 40.800
- Çay: 35.876
- İhsaniye: 30.550
- İscehisar: 24.114
- Sultandağı: 19.847
- Çobanlar: 13.092
- Hocalar: 11.683
- Başmakçı: 11.329
- Dazkırı: 11.165
- Bayat: 9.287
- Evciler: 8.609
- Kızılören: 2.889

### Província de Sivas

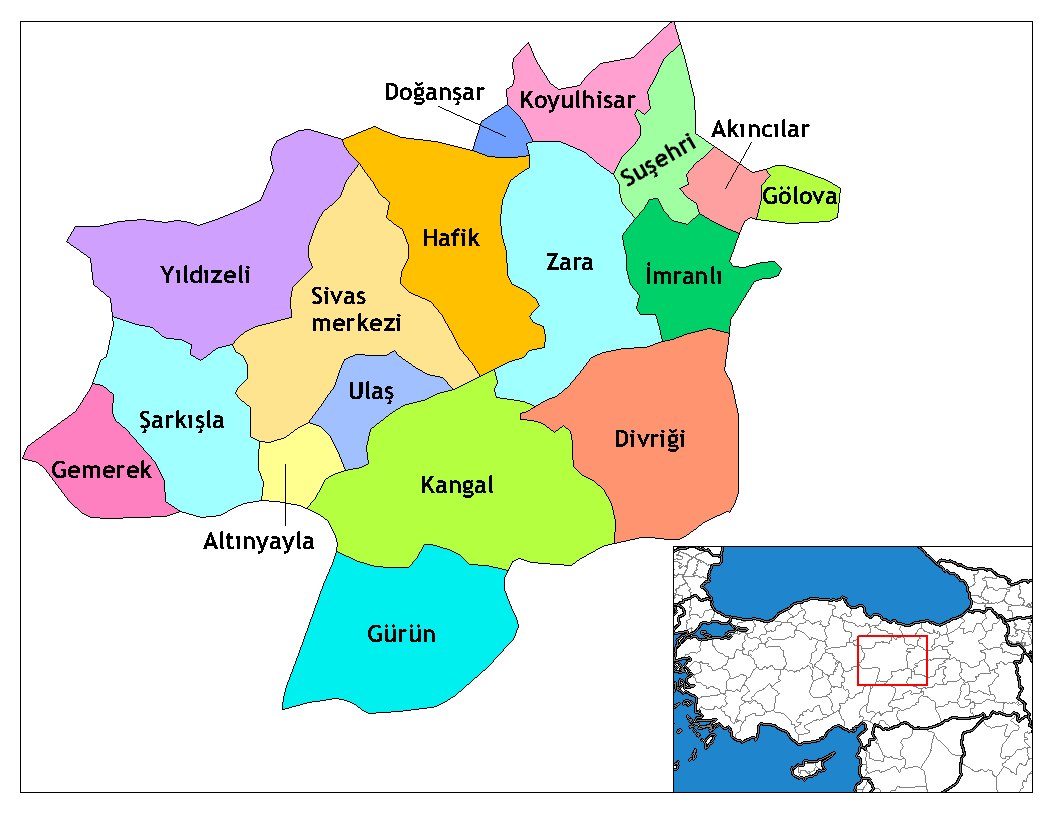
Distritos de Sivas

Total638.464
- Sivas: 335.002 (Distrito Central)
- Yıldızeli: 52.710
- Şarkışla: 41.950
- Kangal: 27.887
- Gemerek: 27.835
- Suşehri: 27.415
- Zara: 22.217
- Gürün: 21.788
- Divriği: 17.176
- Koyulhisar: 13.190
- Ulaş: 11.237
- Altınyayla: 10.548
- Hafik: 9.519
- İmranlı: 7.532
- Akıncılar: 5.845
- Doğanşar: 3.346
- Gölova: 3.267

### Província de Tocate
Total620.722

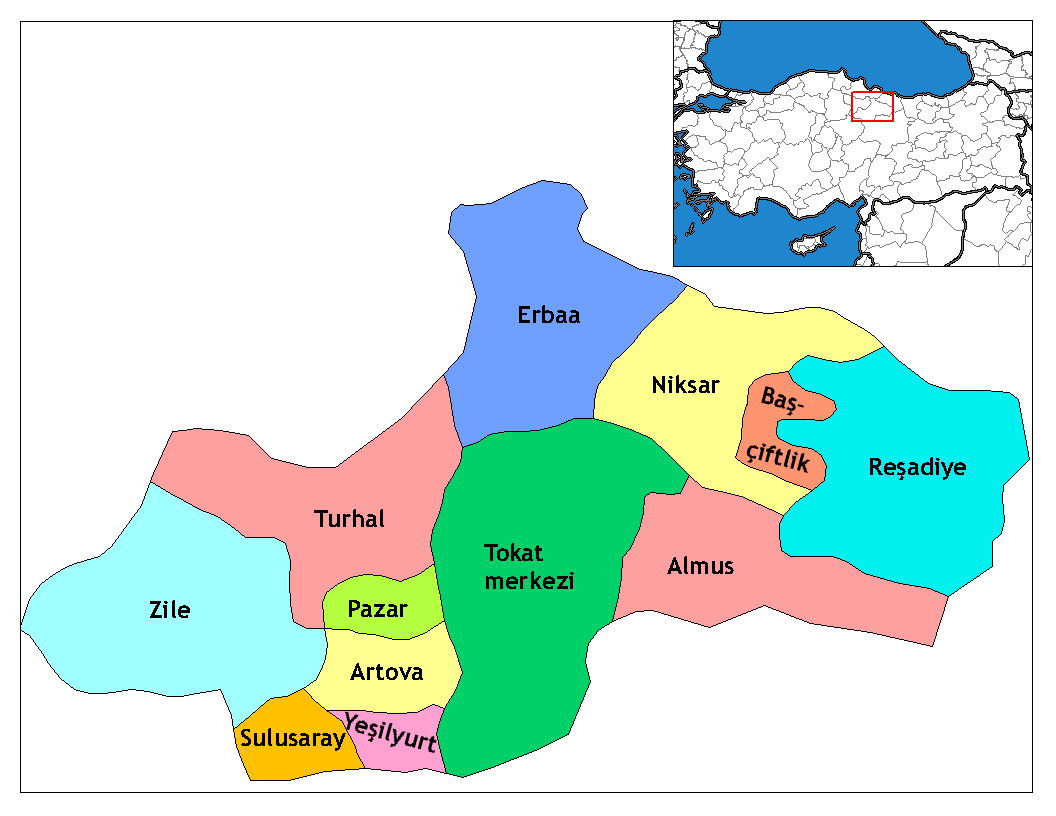
Distritos de Tocate

- Tocate: 181.262 (Distrito Central)
- Erbaa: 95.658
- Turhal: 87.553
- Zile: 68.937
- Niksar: 64.941
- Reşadiye: 40.319
- Almus: 29.009
- Pazar: 15.361
- Yeşilyurt: 11.921
- Artova: 11.073
- Sulusaray: 9.595
- Başçiftlik: 5.093

### Província de Zonguldak
Total615.890

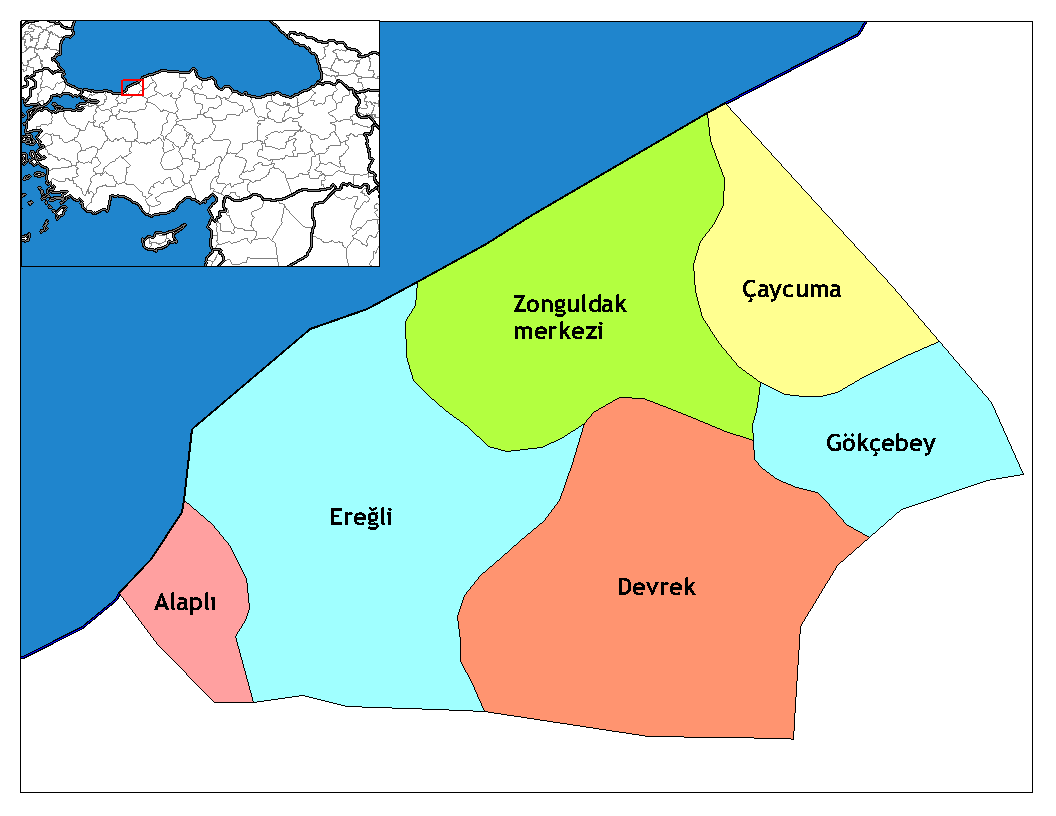
Distritos de Zonguldak

- Zonguldak: 215.922 (Distrito Central)
- Ereğli: 170.371
- Çaycuma: 96.850
- Devrek: 62.790
- Alapli: 46.372
- Gökçebey: 23.585

### Província de Kütahya
Total583.910

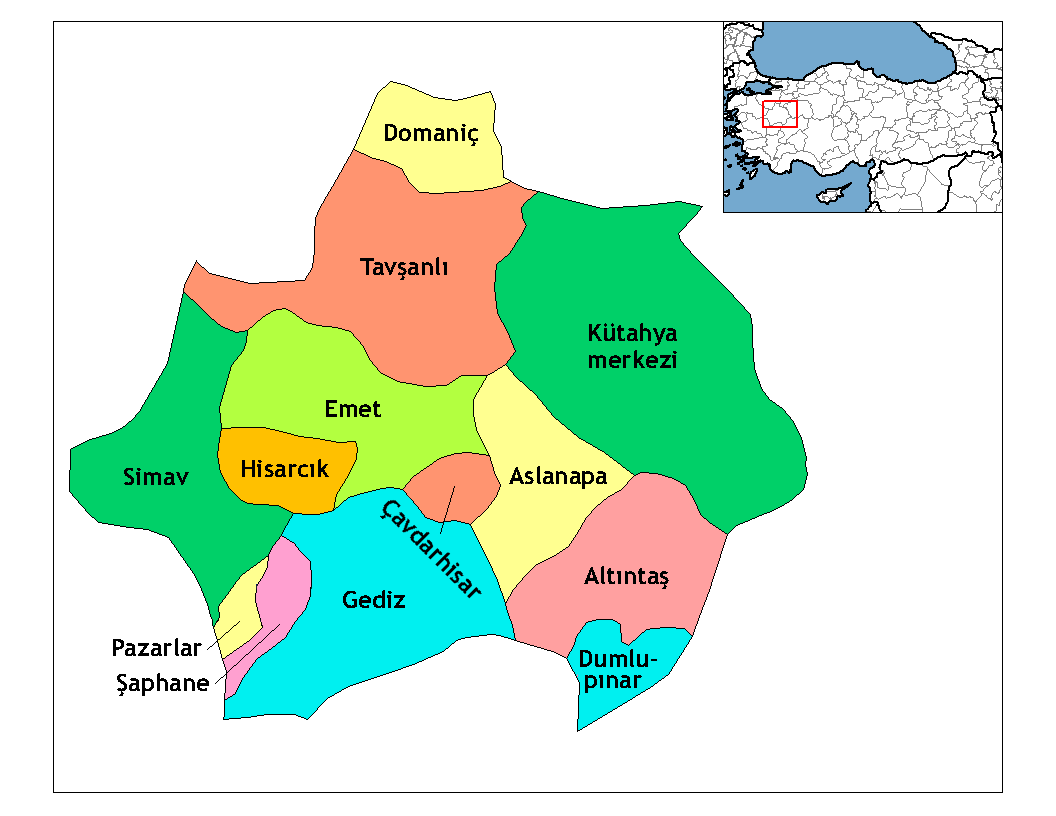
Distritos de Kütahya

- Kütahya: 237.570 (Distrito Central)
- Tavşanlı: 99.433
- Simav: 76.210
- Gediz: 54.259
- Emet: 24.437
- Altıntaş: 20.316
- Domaniç: 17.860
- Hisarcık: 14.807
- Aslanapa: 12.051
- Çavdarhisar: 8.906
- Şaphane: 7.697
- Pazarlar: 7.087
- Dumlupınar: 3.277

### Província de Adıyaman
Total582.762

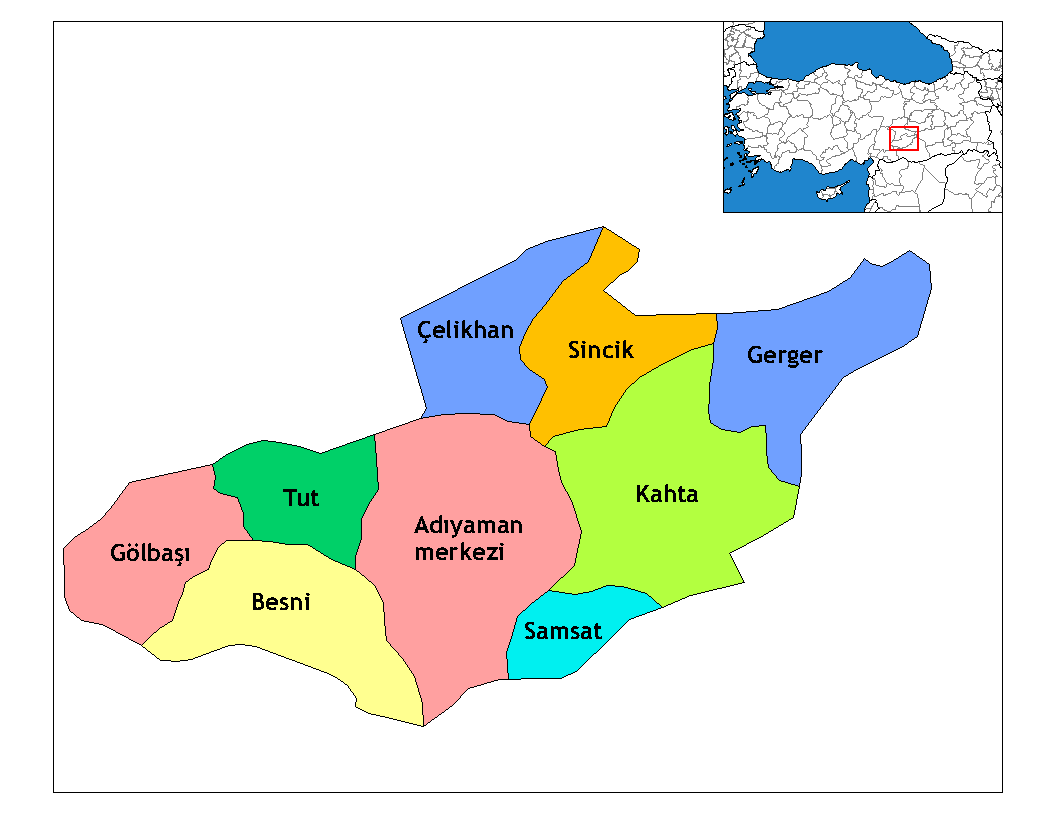
Distritos de Adıyaman

- Adıyaman: 254.505 (Distrito Central)
- Kahta: 115.658
- Besni: 80.468
- Gölbaşı: 47.284
- Guerguer: 25.811
- Sincik: 21.335
- Çelikhan: 15.547
- Tut: 11.798
- Sansate: 10.356

### Província de Çorum

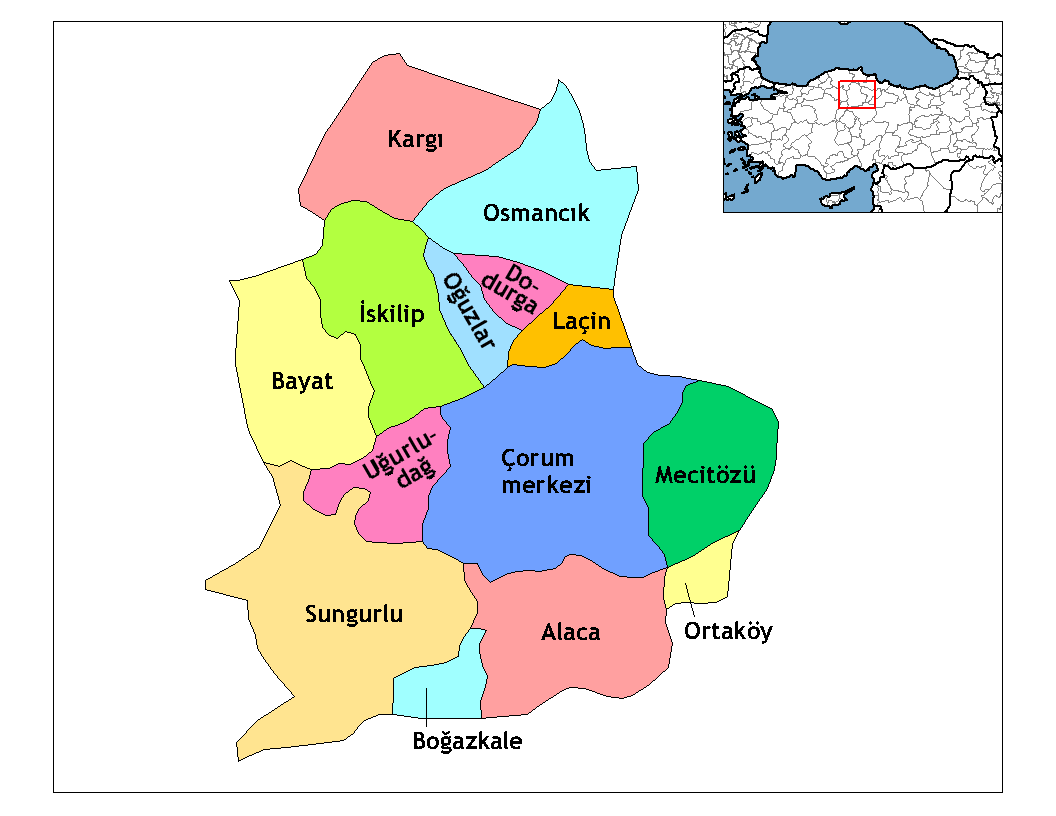
Distritos de Çorum

Total: 549.828
- Çorum: 243.600 (Distrito Central)
- Sungurlu: 64.631
- Osmancık: 45.730
- İskilip: 42.476
- Alaca: 40.770
- Bayat: 27.032
- Mecitözü: 20.689
- Kargı: 17.050
- Ortaköy: 9.711
- Uğurludağ: 9.163
- Dodurga: 8.292
- Oğuzlar: 7.930
- Laçin: 7.058
- Boğazkale: 5.696

### Província de Elaze

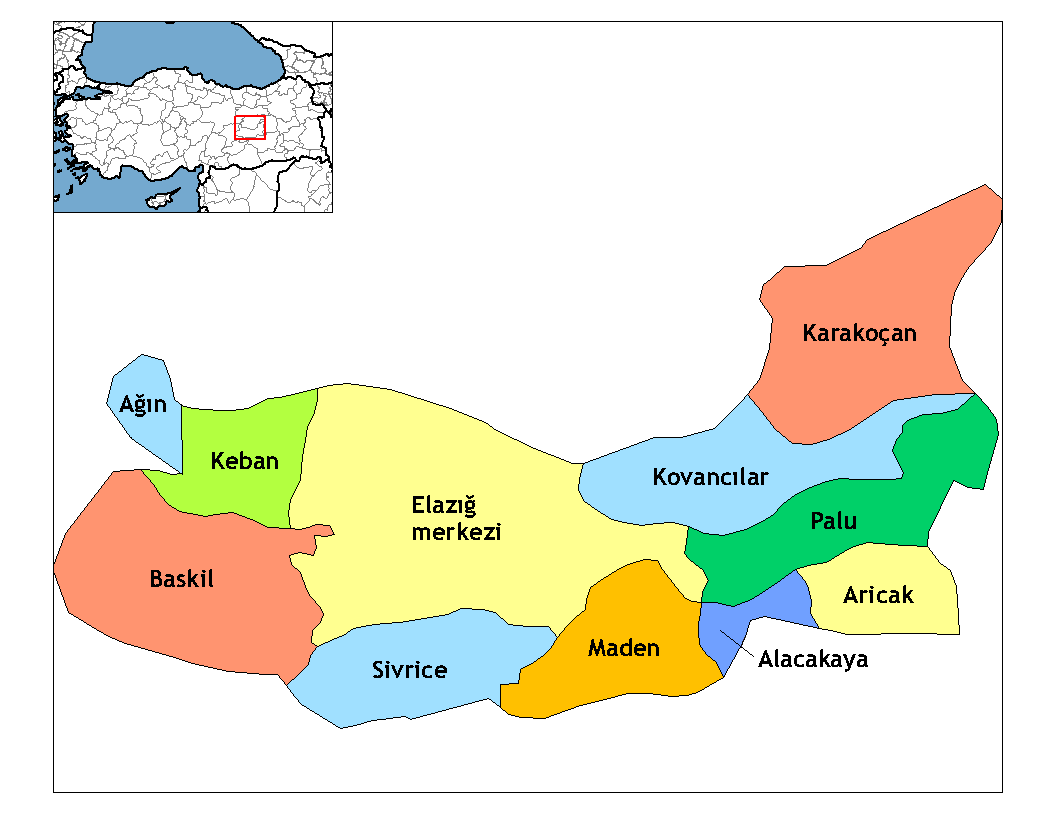
Distritos de Elaze

Total541.258
- Elaze: 375.715 (Distrito Central)
- Kovancılar: 37.742
- Karakoçan: 30.020
- Palu: 22.019
- Arıcak: 16.466
- Baskil: 15.978
- Maden: 15.822
- Sivrice: 9.484
- Alacakaya: 8.306
- Keban: 6.925
- Ağın: 2.781

### Província de Are

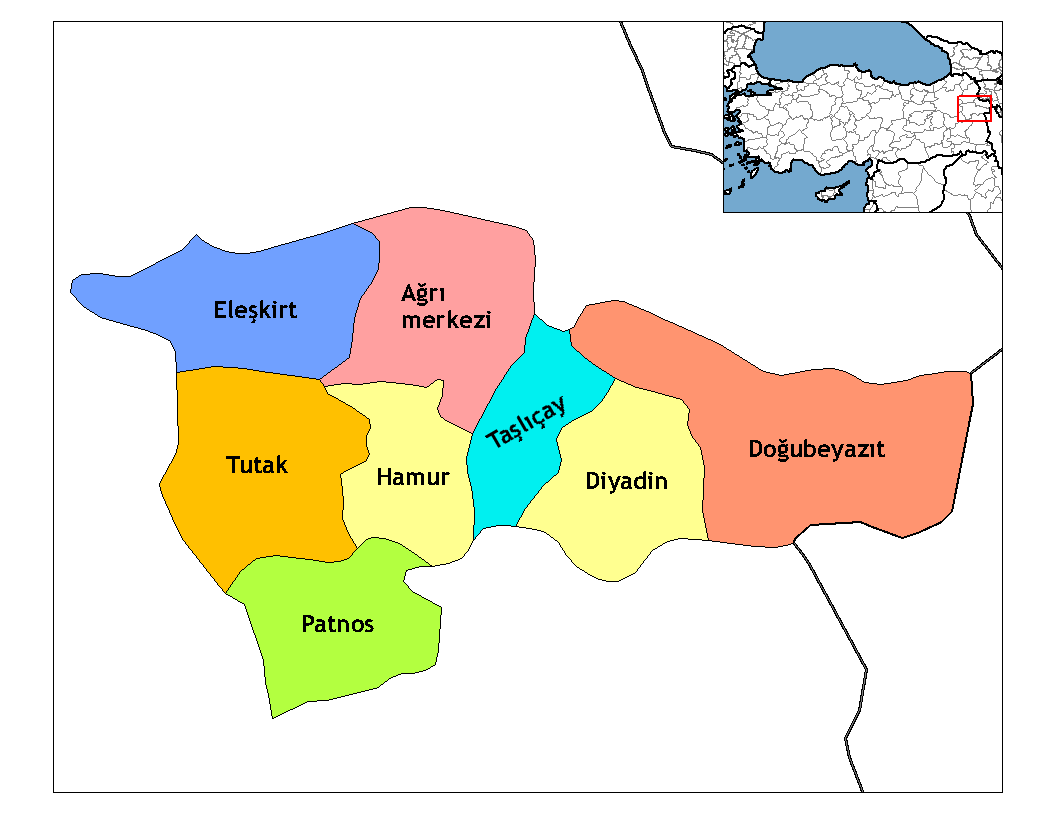
Distritos de Ağrı

Total530.879
- Ağrı: 133.592 (Distrito Central)
- Patnos: 120.480
- Doubeiazete: 111.299
- Diadine: 45.937
- Eleşkirt: 40.867
- Tutak: 33.220
- Hamur: 22.770
- Taslechai: 22.714

### Província de Yozgat

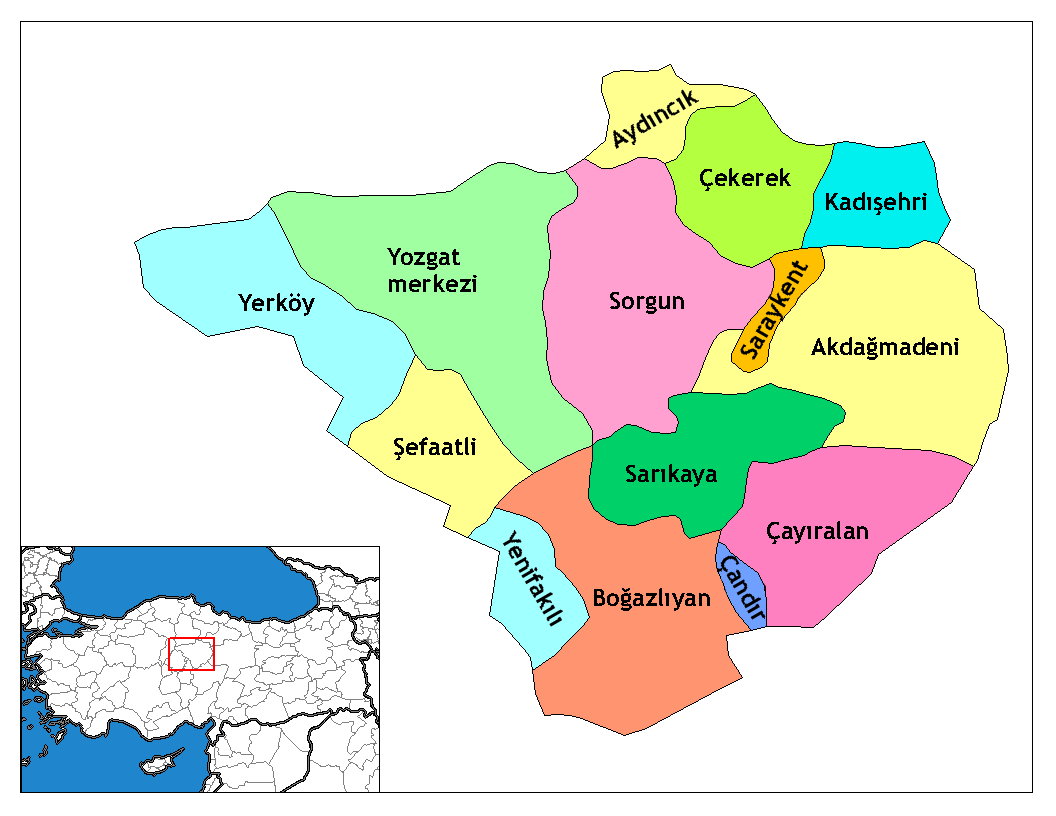
Distritos de Yozgat

Total492.127
- Yozgat: 95.275 (Distrito Central)
- Sorgun: 83.931
- Akdağmadeni: 54.530
- Sarıkaya: 46.131
- Yerköy: 42.219
- Boğazlıyan: 35.170
- Çekerek: 30.463
- Çayıralan: 22.053
- Şefaatli: 19.915
- Saraykent: 19.607
- Kadışehri: 17.976
- Aydıncık: 12.618
- Yenifakılı: 6.955
- Çandır: 5.284

### Província de Çanakkale
Total476.128

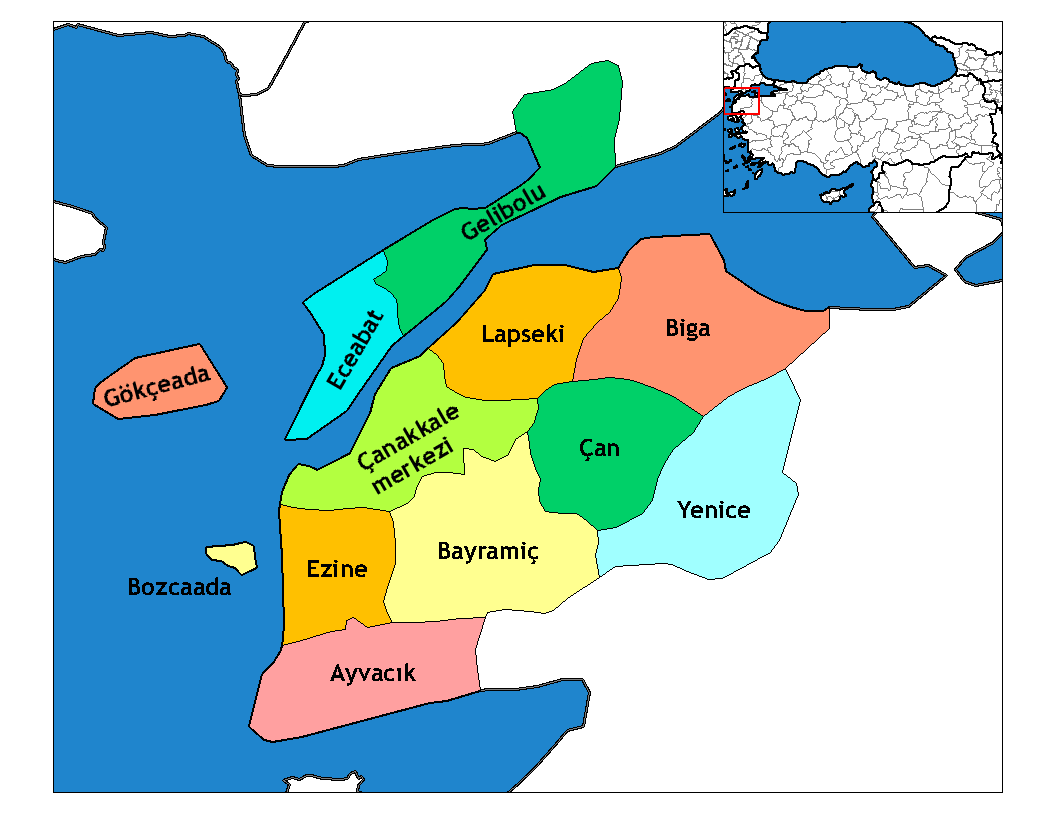
Distritos de Çanakkale

- Çanakkale: 115.775 (distrito central)
- Biga: 79.569
- Çan: 51.965
- Gelibolu: 47.252
- Yenice: 37.827
- Ezine: 34.336
- Bayramiç: 31.372
- Ayvacık: 30.387
- Lapseki: 27.204
- Eceabat: 9.493
- Gökçeada: 8.672
- Bozcaada: 2.276

### Província de Batman
Total472.487

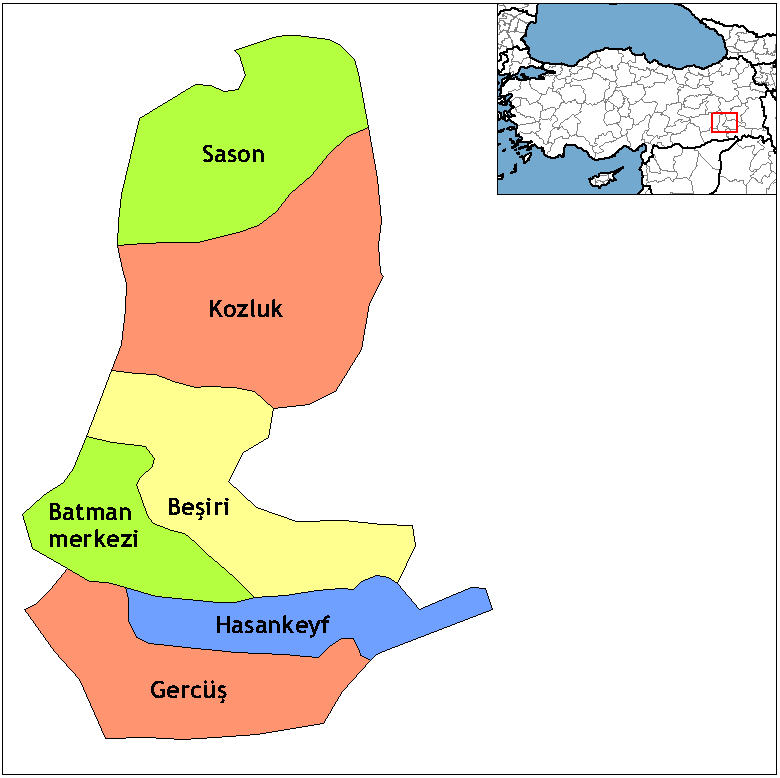
Distritos de Batman

- Batman: 315.964 (distrito central)
- Kozluk: 60.888
- Beşiri: 31.649
- Sason: 31.230
- Gercüş: 25.549
- Hasankeyf: 7.207

### Província de Osmaniye
Total452.880

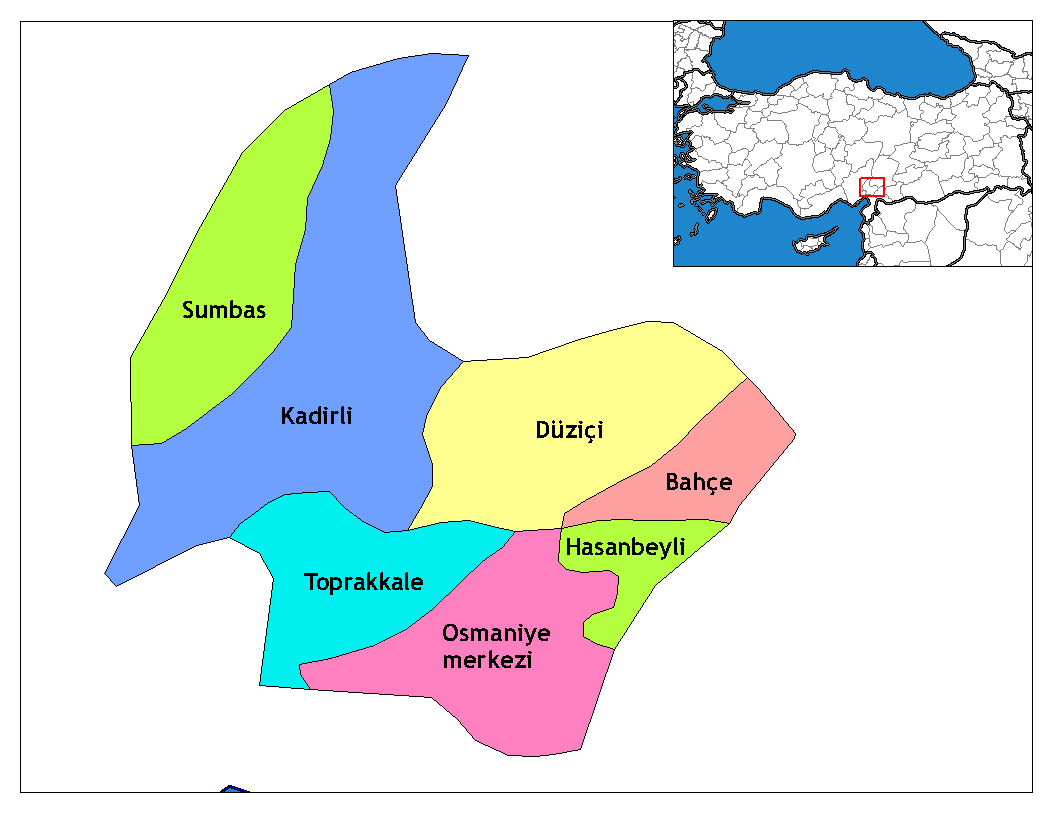
Distritos Osmaniye

- Osmaniye: 210.285 (distrito central)
- Kadirli: 111.455
- Düziçi: 75.617
- Bahçe: 21.175
- Sumbas: 15.837
- Toprakkale: 13.049
- Hasanbeyli: 5.462

### Província de Isparta
Total419.845

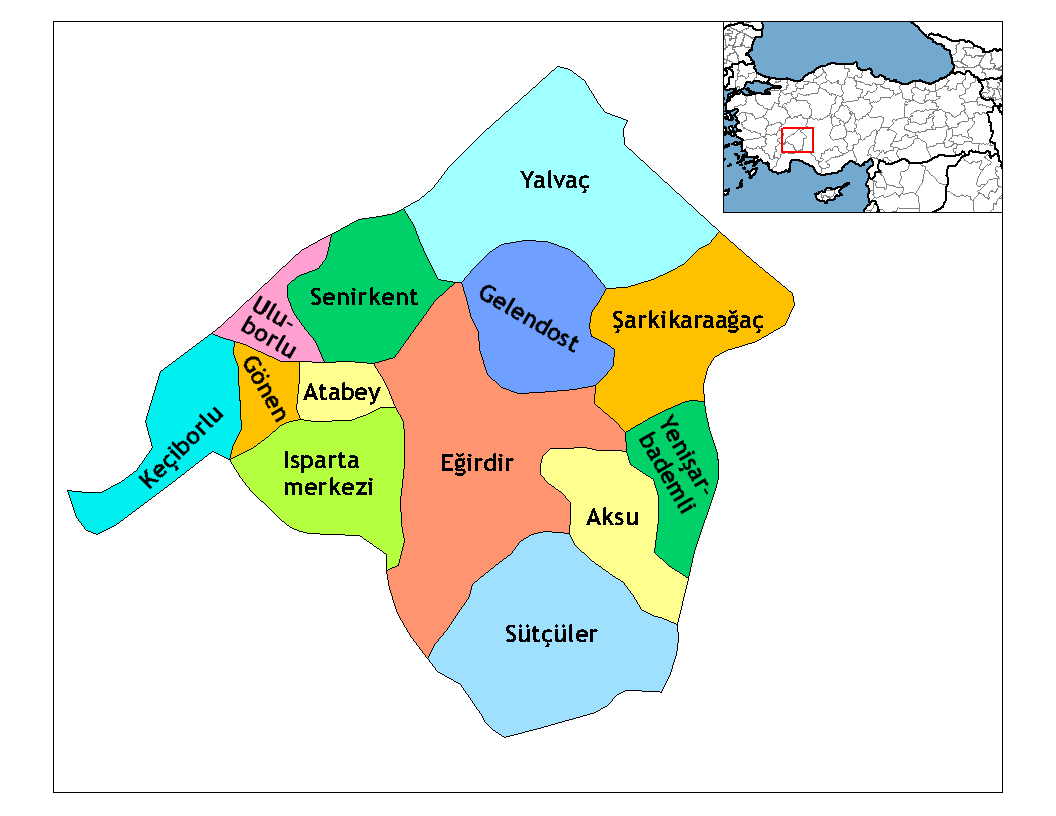
Distritos de Isparta

- Isparta: 206.186 (distrito central)
- Yalvaç: 57.004
- Eğirdir: 39.064
- Şarkikaraağaç: 28.397
- Gelendost: 17.481
- Keçiborlu: 16.131
- Sütçüler: 13.672
- Senirkent: 12.989
- Gönen: 7.775
- Uluborlu: 6.878
- Atabei: 6.209
- Aksu: 5.360
- Yenişarbademli: 2.699

### Província de Giresun
Total417.505

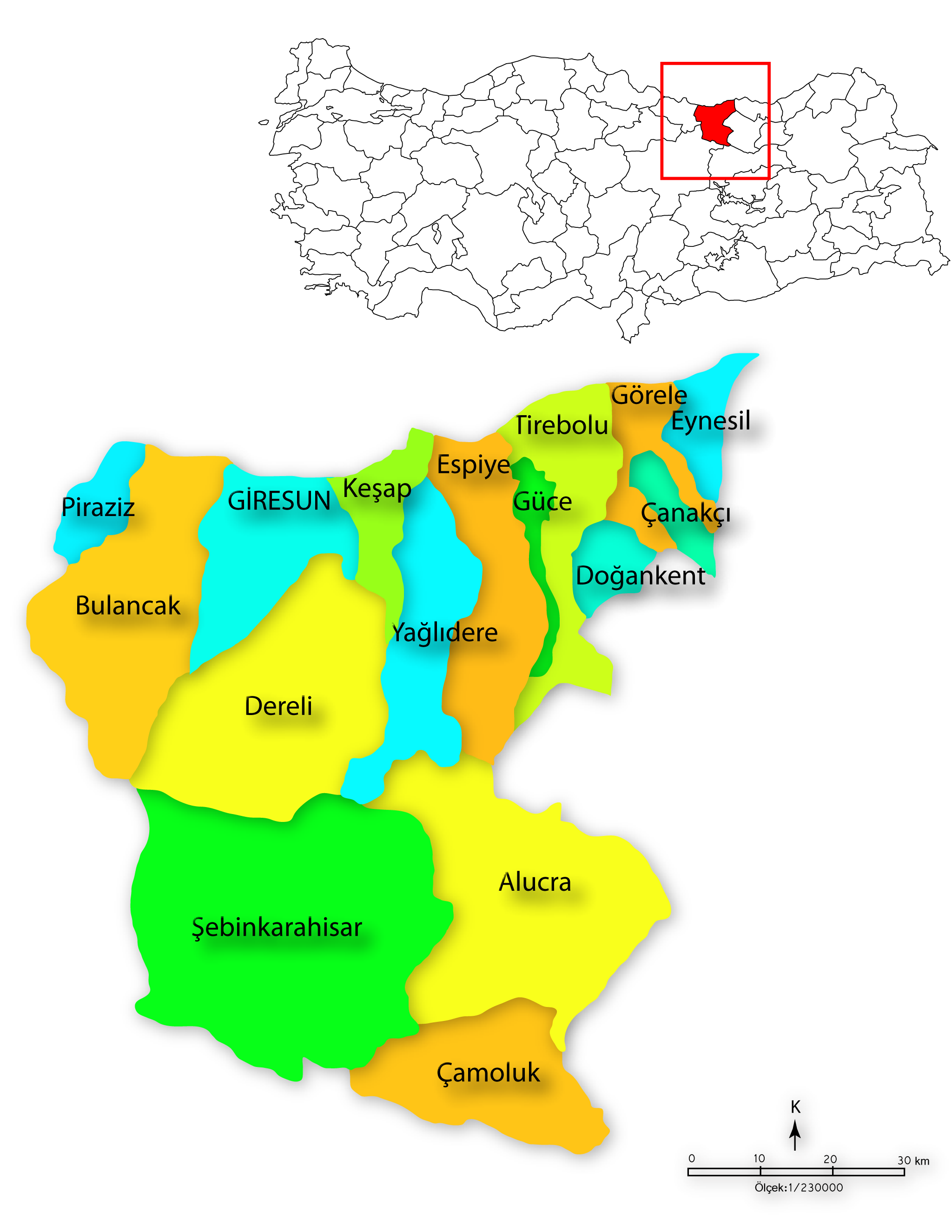
Distritos de Giresun

- Giresun: 113.936 (distrito central)
- Bulancak: 59.325
- Espiye: 31.075
- Tirebolu: 28.835
- Görele: 28.357
- Şebinkarahisar: 23.731
- Dereli: 22.902
- Keşap: 20.244
- Yağlıdere: 19.118
- Piraziz: 14.832
- Eynesil: 14.244
- Alucra: 10.426
- Güce: 8.754
- Çamoluk: 7.588
- Çanakçı: 7.257
- Doğankent: 6.881

### Província de Şirnak

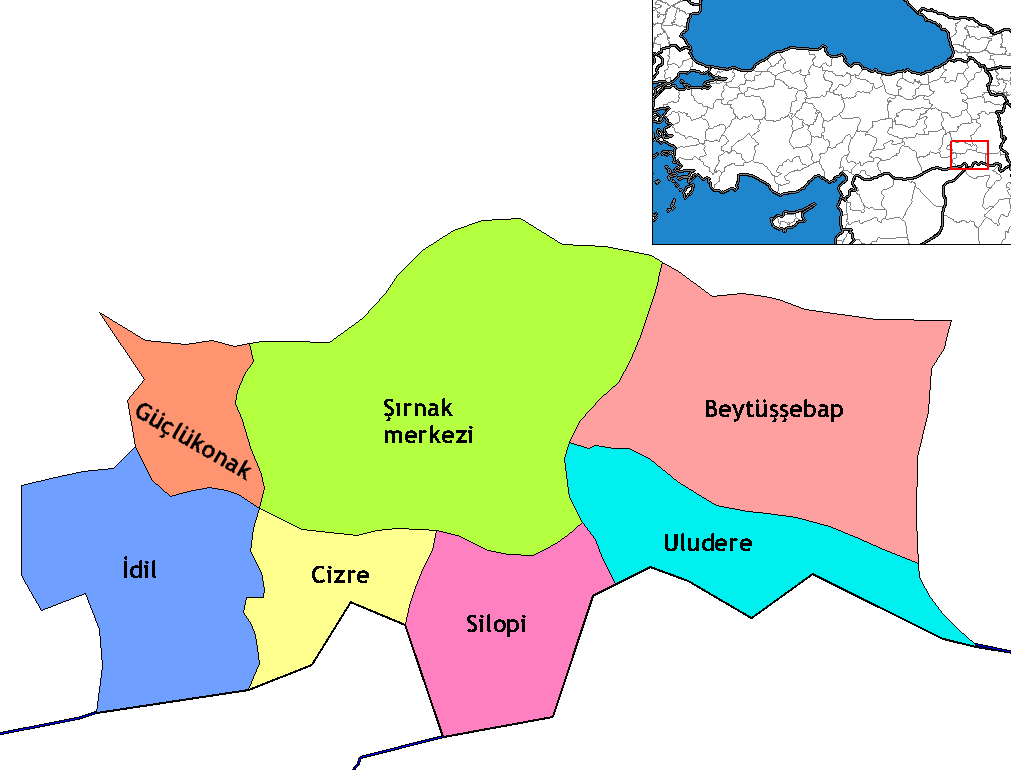
Distritos de Şırnak

Total416.001
- Cizre: 105.651
- Silopi: 96.690
- Şırnak: 78.231 (distrito central)
- İdil: 67.630
- Uludere: 37.894
- Beytüşşebap: 19.947
- Güçlükonak: 9.958

### Província de Muxe

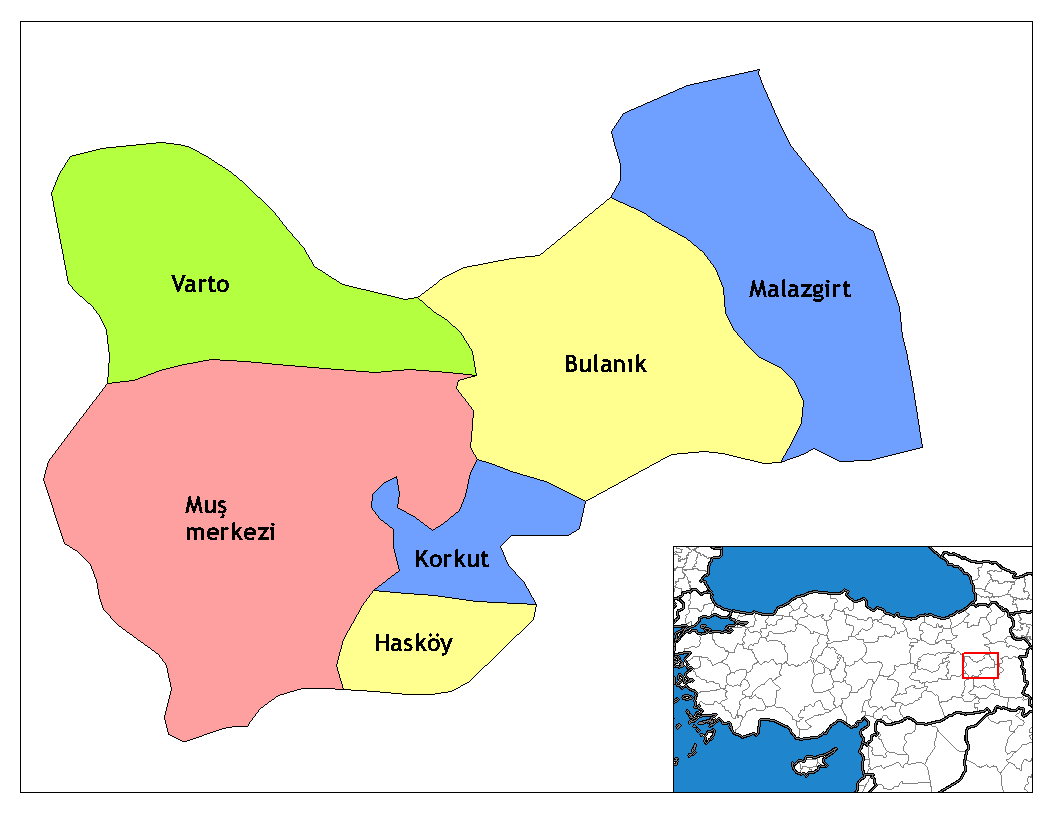
Distritos de Muxe

Total405.509
- Muxe: 167.978 (distrito central)
- Bulaneque: 85.232
- Manzicerta: 60.263
- Varto: 33.587
- Hasköy: 32.385
- Korkut: 26.064

### Província de Edirne
Total396.462

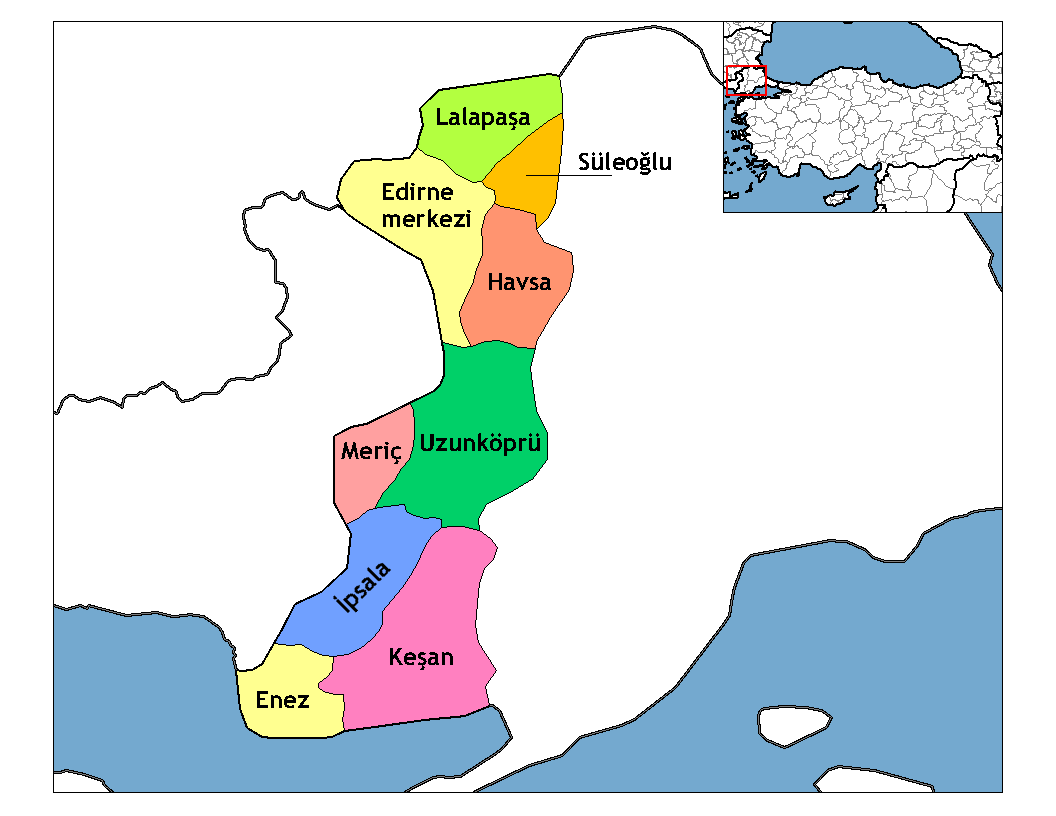
Distritos de Edirne

- Edirne: 150.717 (distrito central)
- Keşan: 77.442
- Uzunköprü: 70.977
- İpsala: 30.240
- Havsa: 21.533
- Meriç: 16.959
- Enez: 10.714
- Süloğlu: 9.474
- Lalapaşa: 8.406

### Província de Aksaray
Total366.109

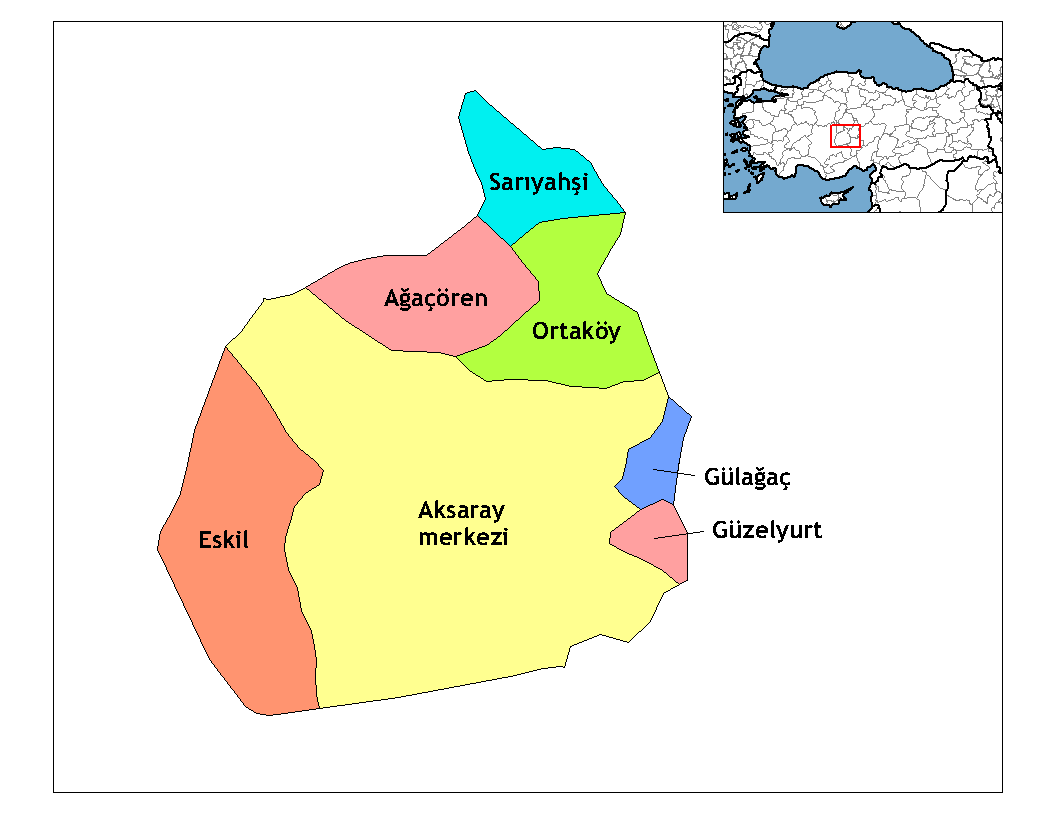
Distritos de Aksaray

- Aksaray: 244.036 (distrito central)
- Ortaköy: 40.477
- Eskil: 26.286
- Gülağaç: 21.906
- Güzelyurt: 14.188
- Ağaçören: 11.870
- Sarıyahşi: 7.346

### Província de Castamonu
Total360.366

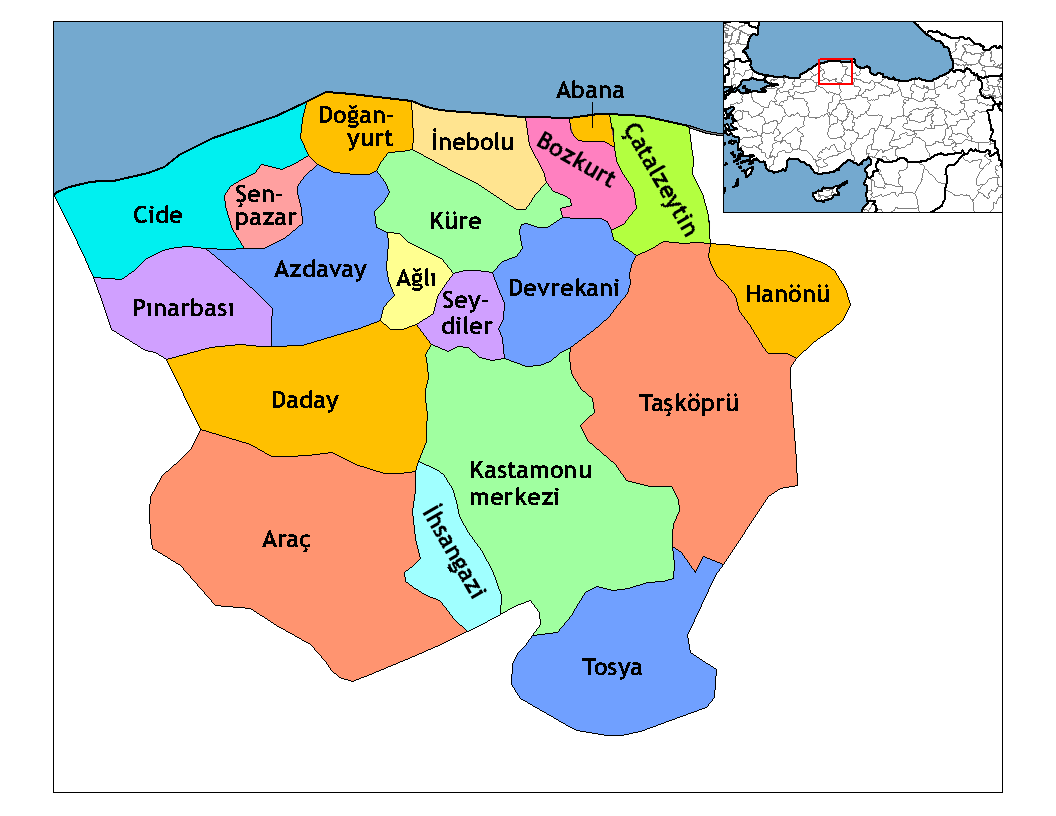
Distritos de Castamonu

- Castamonu: 115.332 (distrito central)
- Taşköprü: 41.424
- Tosya: 41.046
- İnebolu: 24.699
- Araç: 21.054
- Cide: 20.382
- Devrekani: 13.742
- Daday: 10.160
- Doğanyurt: 8.940
- Bozkurt: 8.548
- Azdavay: 7.878
- Küre: 7.766
- Çatalzeytin: 6.597
- İhsangazi: 6.294
- Şenpazar: 5.538
- Pınarbaşı: 5.337
- Hanönü: 4.487
- Seydiler: 4.274
- Abana: 3.562
- Ağlı: 3.306

### Província de Uxaque
Total334.115

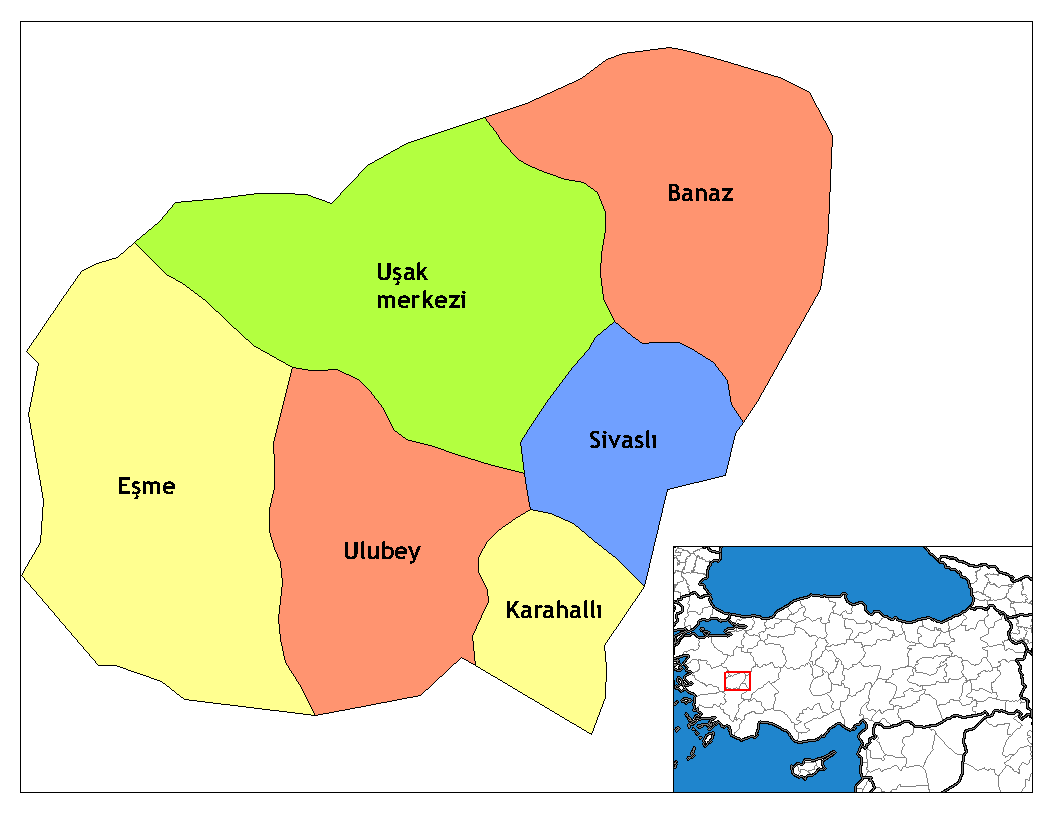
Distritos de Uşak

- Uxaque: 209.033 (distrito central)
- Banaz: 38.594
- Eşme: 36.732
- Sivasle: 21.827
- Ulubey: 15.315
- Karahallı: 12.614

### Província de Kırklareli
Total333.256
- Lüleburgaz: 130.375

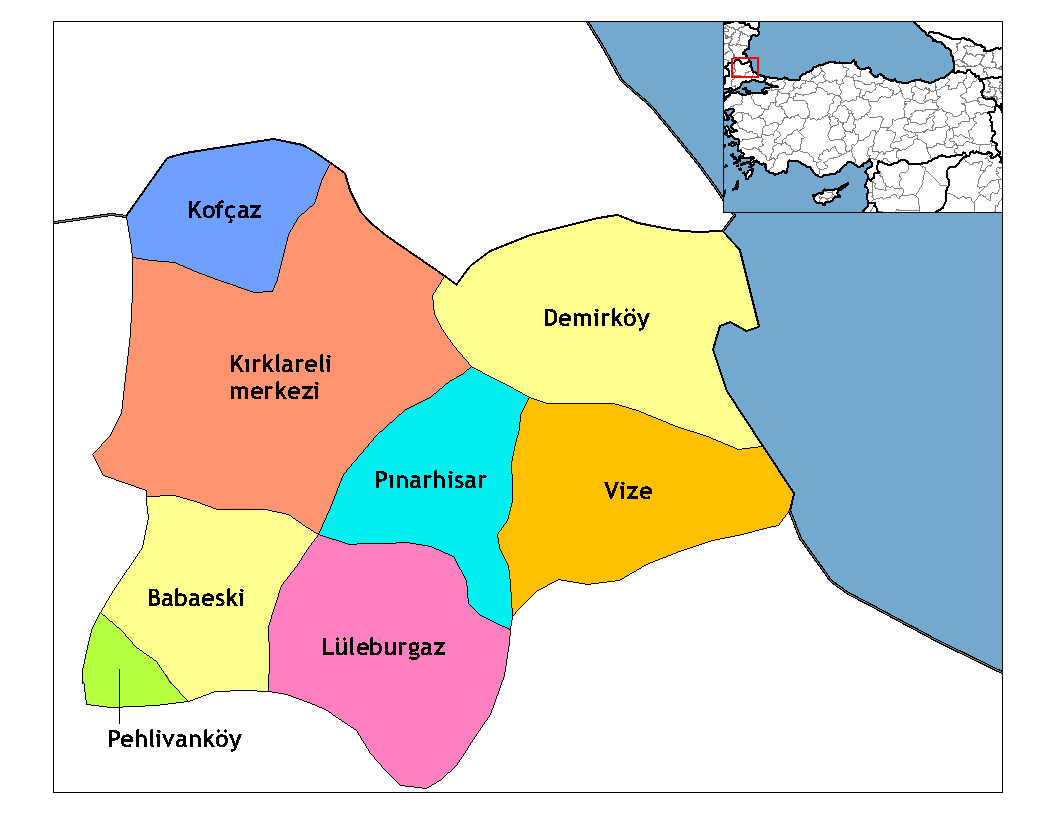
Distritos de Kırklareli

- Kırklareli: 83.378 (distrito central)
- Babaeski: 51.815
- Vize: 30.348
- Pınarhisar: 20.338
- Demirköy: 9.128
- Pehlivanköy: 4.586
- Kofçaz: 3.288

### Província de Nide

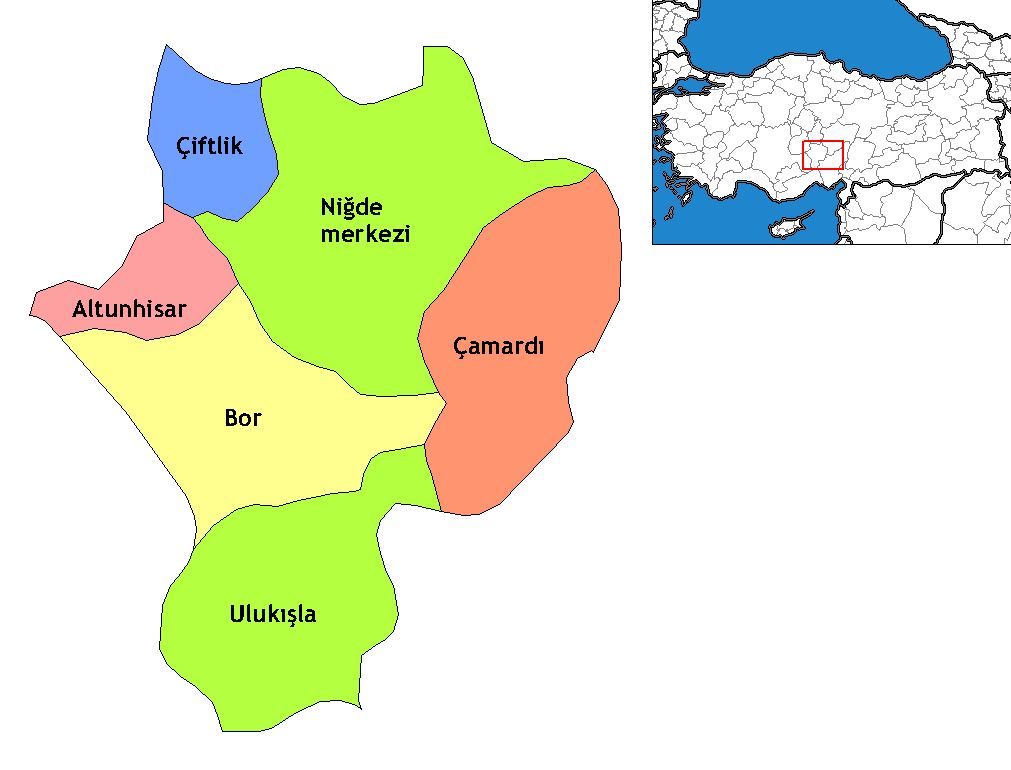
Distritos de Nide

Total331.677
- Nide: 188.999 (distrito central)
- Bor: 59.873
- Çiftlik: 29.236
- Ulukışla: 21.754
- Altunhisar: 16.522
- Çamardı: 15.293

### Província de Amásia
Total328.674

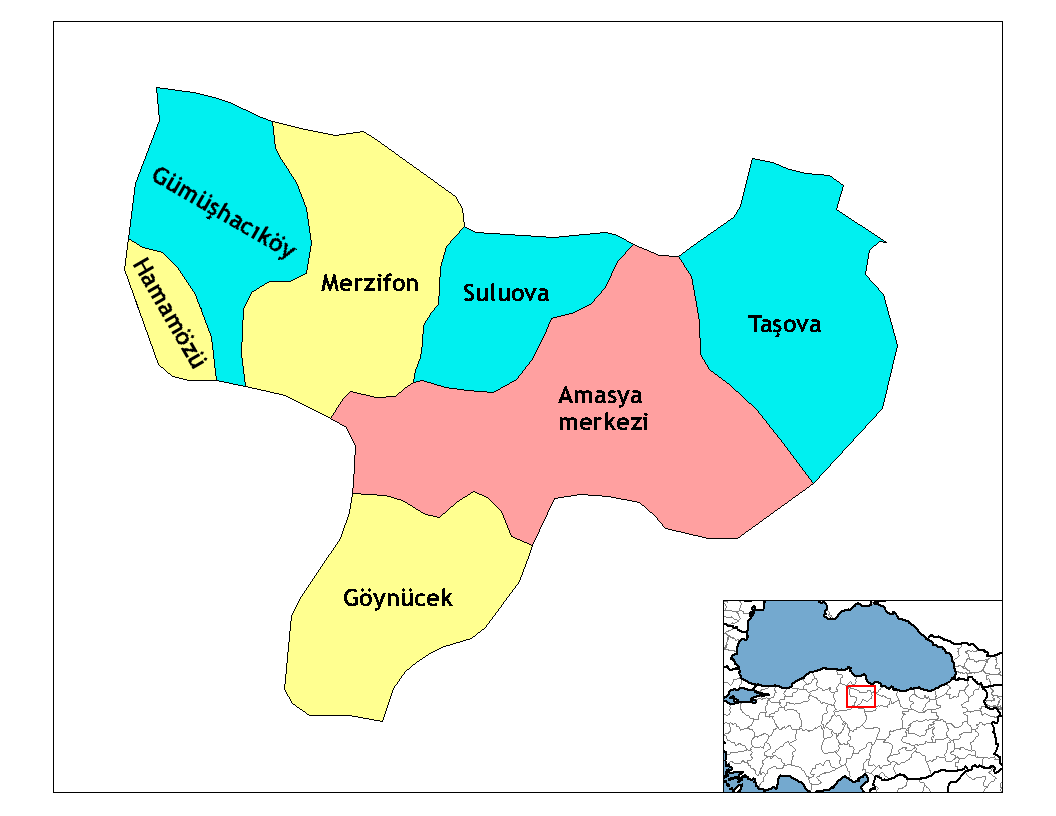
Distritos de Amásia

- Amásia: 132.646 (distrito central)
- Merzifon: 69.093
- Suluova: 47.428
- Taşova: 35.186
- Gümüşhacıköy: 25.632
- Göynücek: 13.425
- Hamamözü: 5.264

### Província de Bitlisse
Total327.886
- Tatvan: 72.873

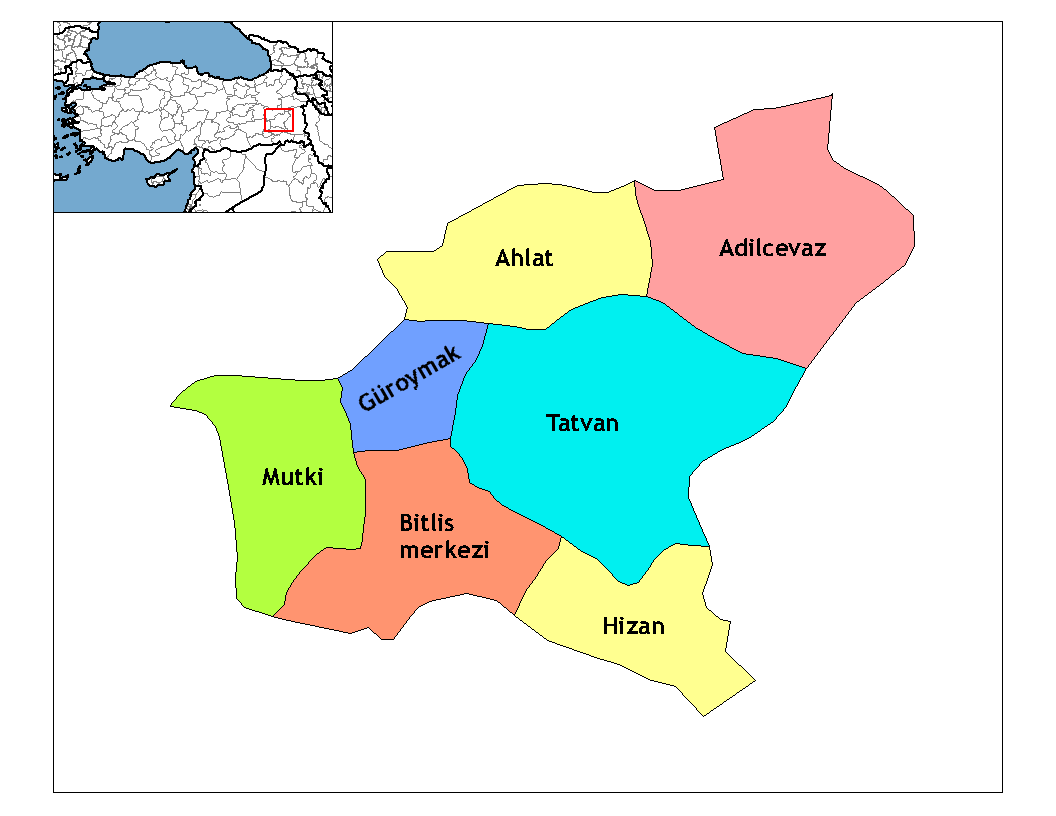
Distritos de Bitlisse

- Bitlisse: 61.787 (distrito central)
- Güroymak: 42.385
- Adiljevaz: 40.464
- Hizan: 39.949
- Aquelate: 35.623
- Mutki: 34.805

### Província de Düzce

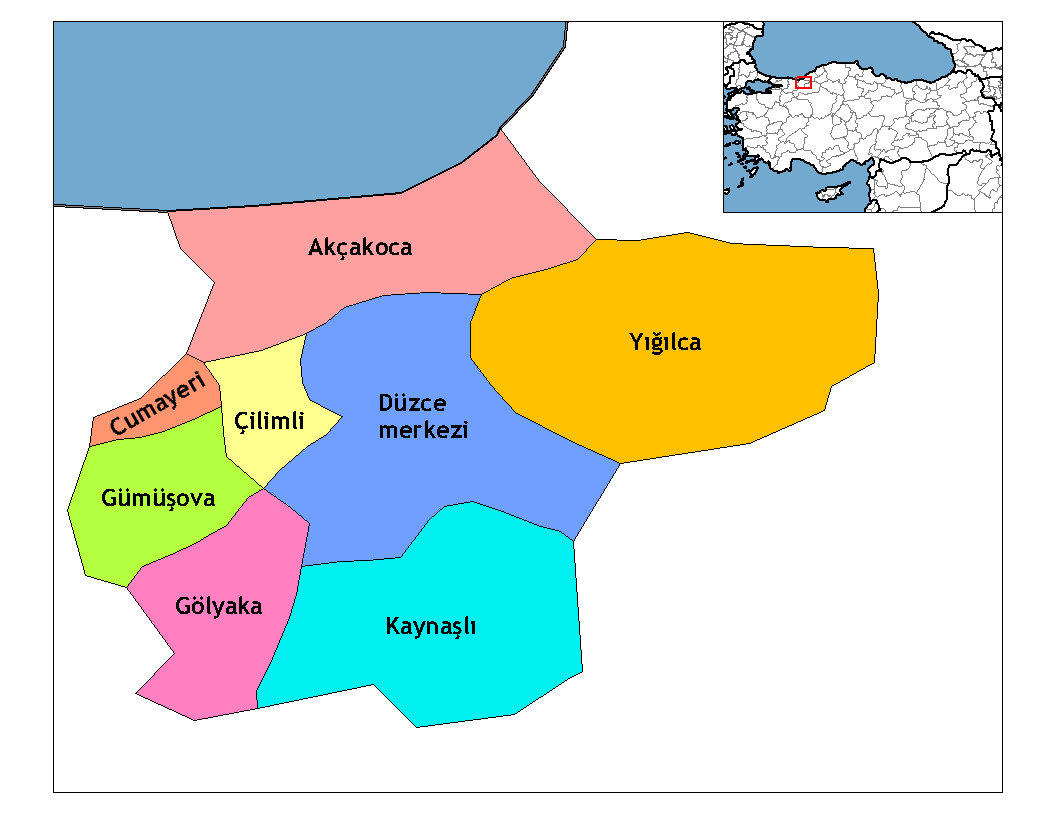
Distritos de Düzce

Total323.328
- Düzce: 183.395 (distrito central)
- Akçakoca: 36.944
- Kaynaşlı: 20.888
- Gölyaka: 19.637
- Yığılca: 18.816
- Çilimli: 16.316
- Gümüşova: 14.527
- Cumayeri: 12.805

### Província de Rize

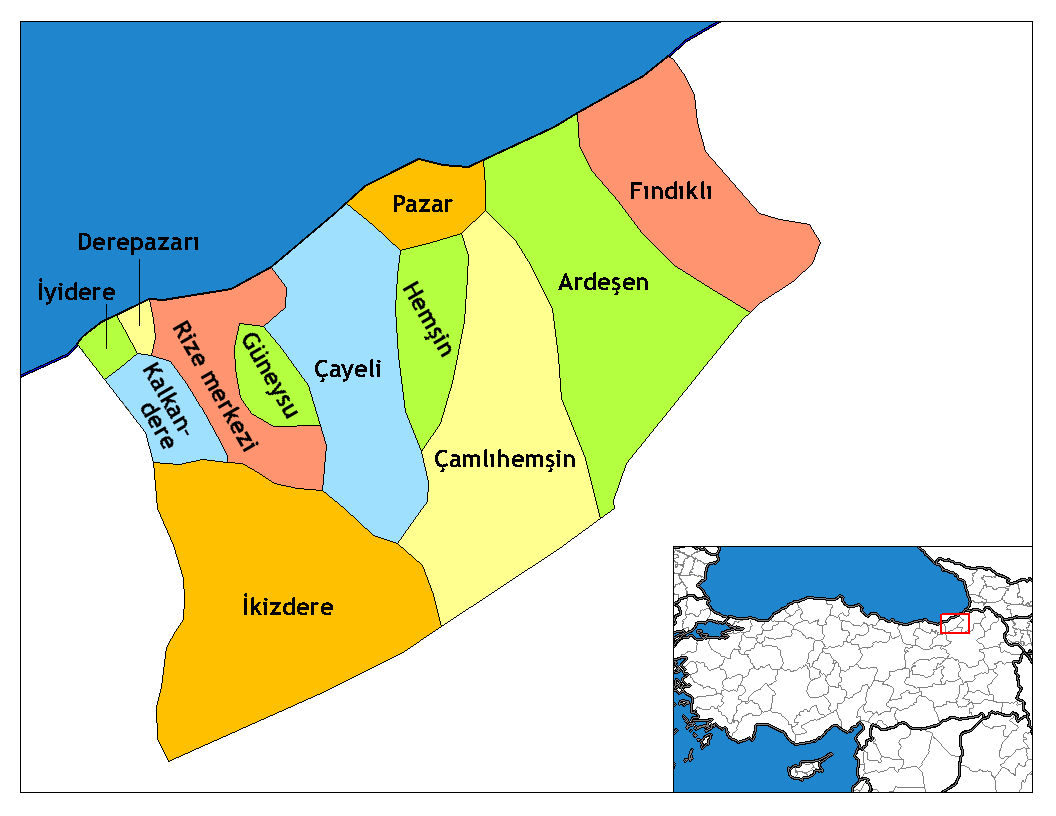
Distritos de Rize

Total316.252
- Rize: 133.258 (distrito central)
- Çayeli: 42.109
- Ardeşen: 38.524
- Pazar: 30.764
- Fındıklı: 15.556
- Kalkandere: 12.712
- Güneysu: 12.616
- İyidere: 8.663
- Derepazarı: 7.651
- İkizdere: 6.034
- Çamlıhemşin: 6.023
- Hemşin: 2.342

### Província de Carse

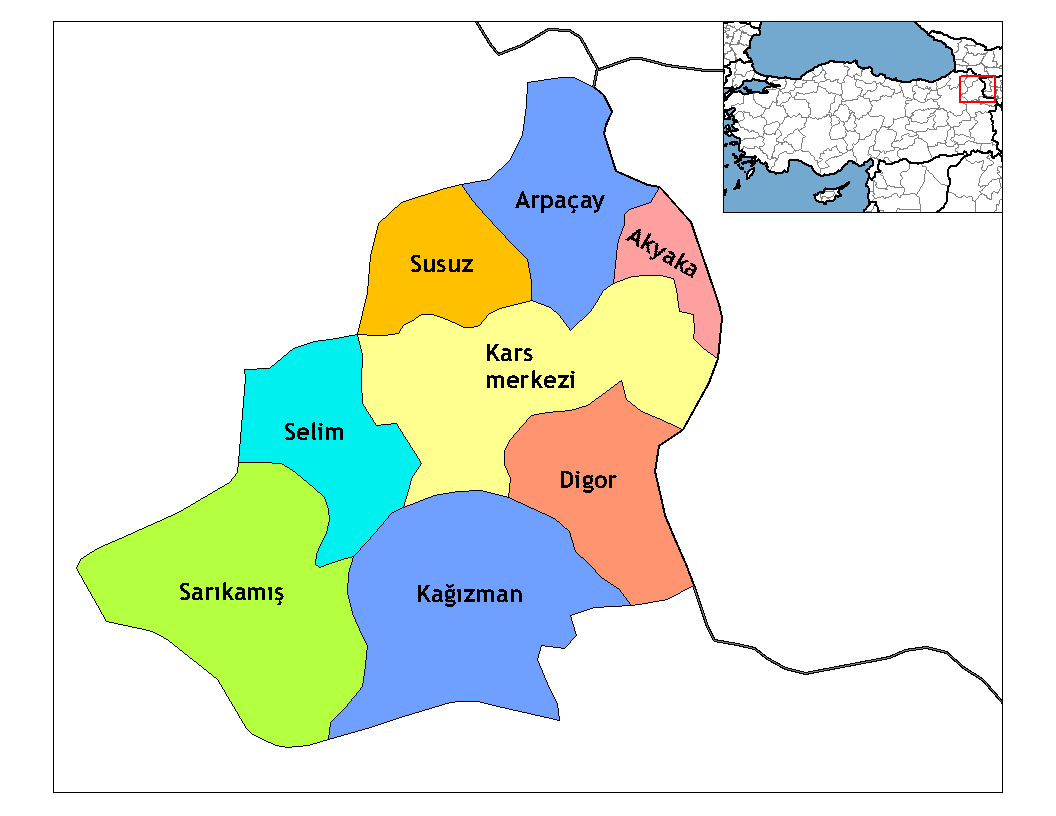
Distritos de Carse

Total312.205
- Carse: 110.443 (distrito central)
- Sarecamixe: 51.591
- Kağızman: 50.585
- Digor: 26.925
- Selim: 25.162
- Arpachai: 21.673
- Susuz: 13.114
- Akyaka: 12.712

### Província de Siirt

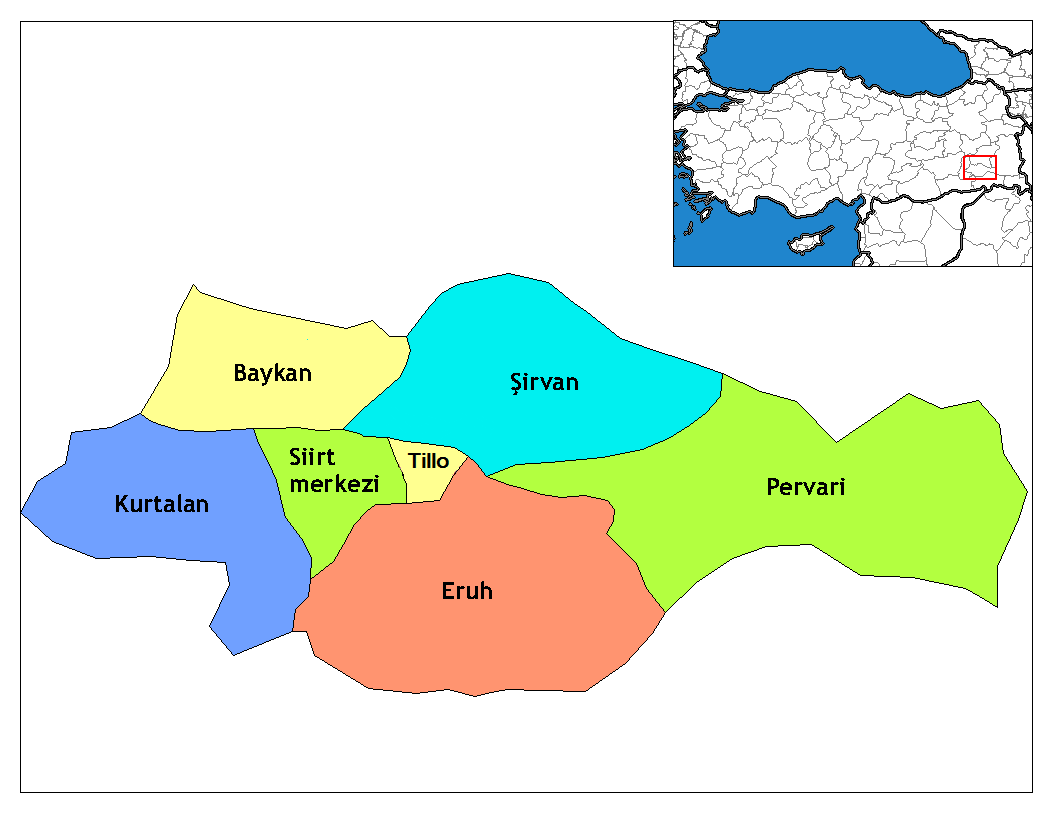
Distritos de Siirt

Total291.528
- Siirt: 127.881 (distrito central)
- Kurtalan: 55.076
- Pervari: 32.642
- Baykan: 28.561
- Şirvan: 24.054
- Eruh: 19.447
- Aydınlar: 3.867

### Província de Kırıkkale
Total280.234

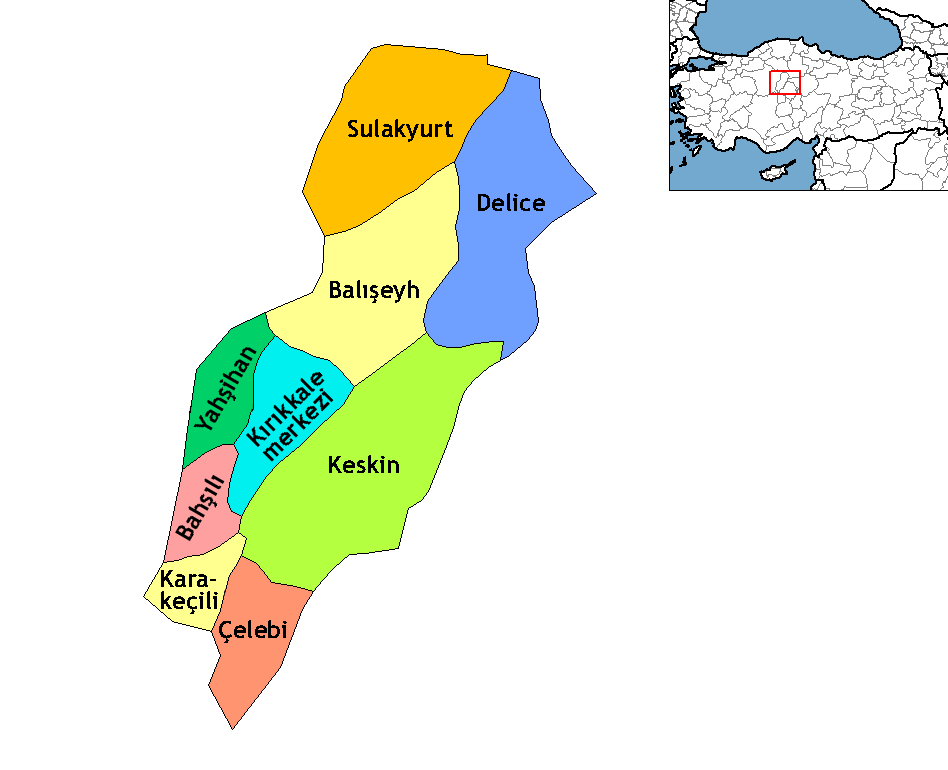
Distritos de Kırıkkale

- Kırıkkale: 204.083 (distrito central)
- Keskin: 21.371
- Yahşihan: 12.963
- Delice: 11.035
- Sulakyurt: 9.427
- Balışeyh: 8.221
- Bahşılı: 7.121
- Karakeçili: 3.835
- Çelebi: 2.178

### Província de Nevşehir
Total280.058

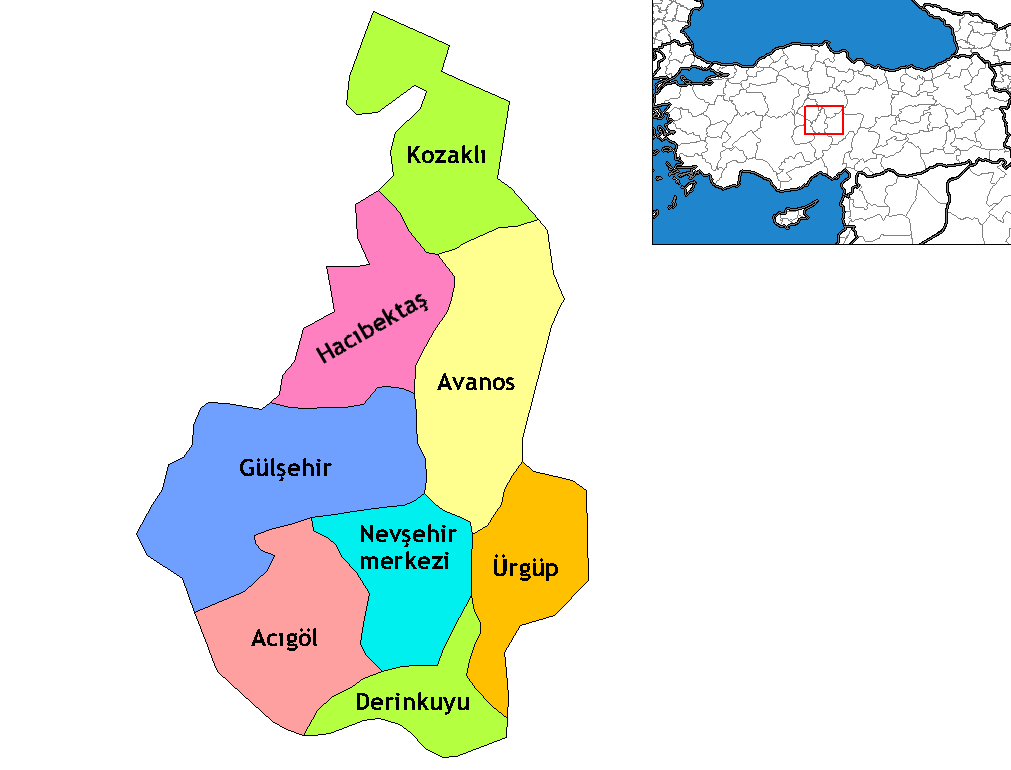
Distritos de Nevşehir

- Nevşehir: 113.192 (distrito central)
- Avanos: 35.120
- Ürgup: 33.400
- Gülşehir: 26.051
- Derinkuyu: 21.880
- Acıgöl: 21.846
- Kozaklı: 16.364
- Hacıbektaş: 12.205

### Província de Bolu

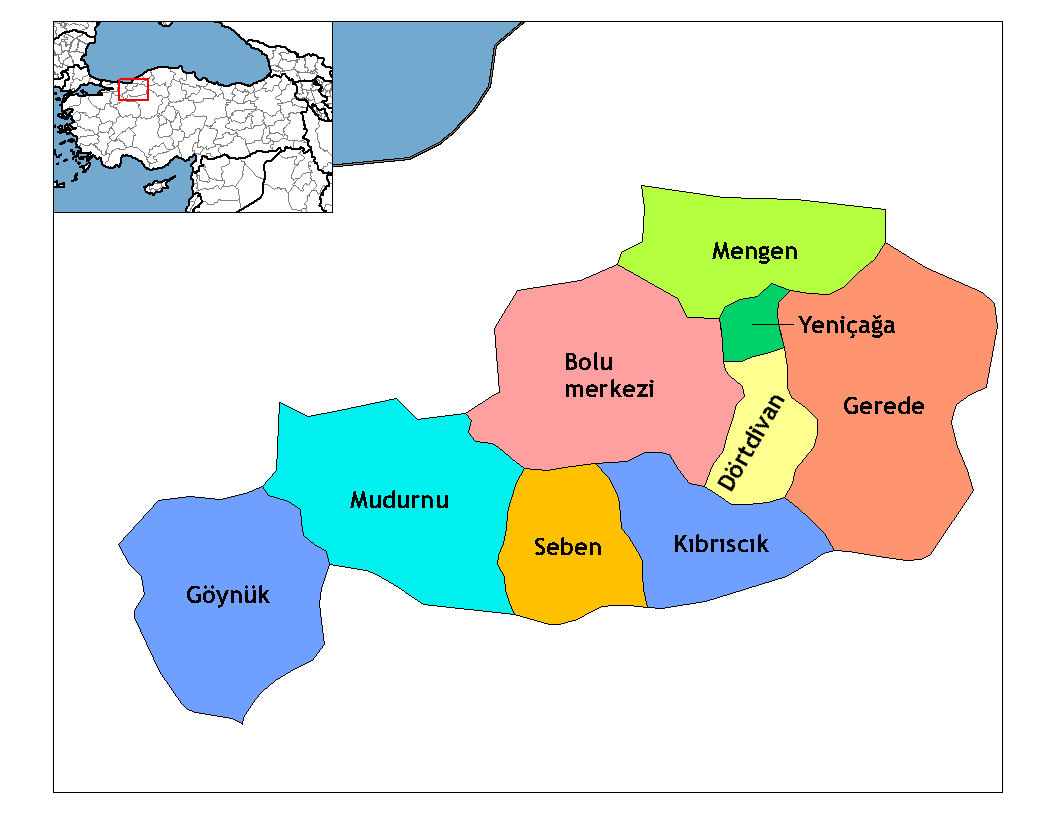
Distritos de Bolu

Total270.417
- Bolu: 156.498 (distrito central)
- Gerede: 34.444
- Mudurnu: 21.450
- Göynük: 16.609
- Mengen: 14.875
- Yeniçağa: 8.528
- Dörtdivan: 7.108
- Seben: 6.973
- Kıbrıscık: 3.932

### Província de Bingol
Total251.552

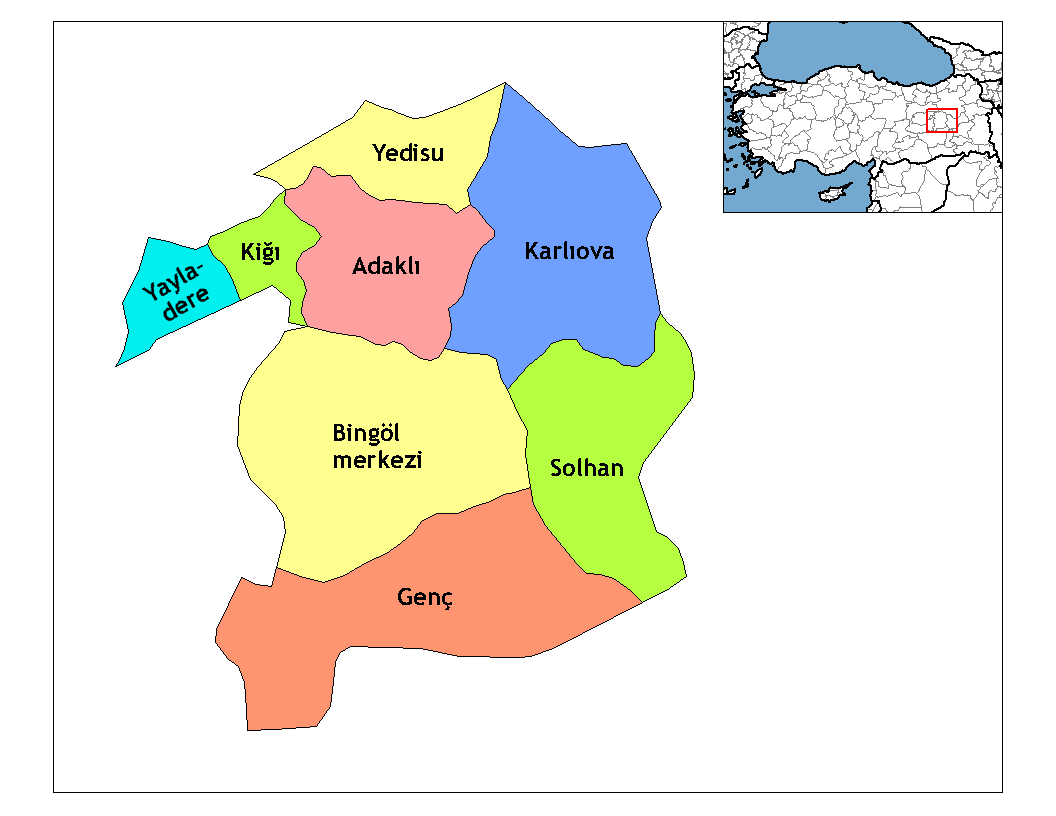
Distritos de Bingöl

- Bingol: 129.885 (distrito central)
- Genç: 35.267
- Solcane: 32.945
- Karlıova: 32.147
- Adaklı: 10.647
- Kiğı: 5.159
- Yedisu: 3.415
- Yayladere: 2.087

### Província de Burdur

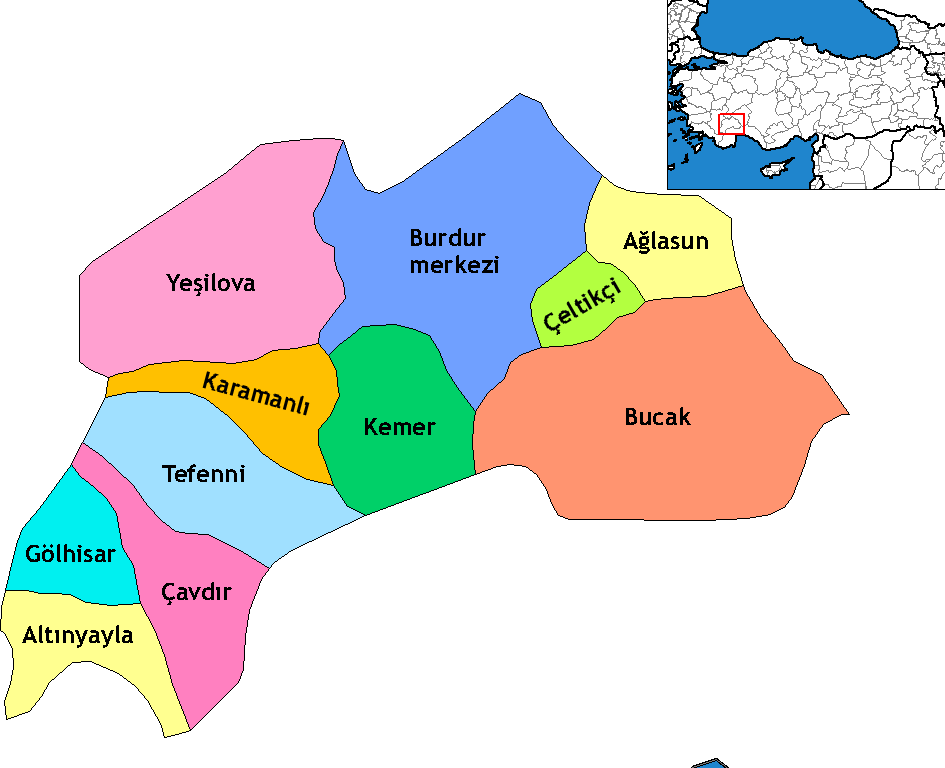
Distritos de Burdur

Total251.181
- Burdur: 95.274 (distrito central)
- Bucak: 58.837
- Gölhisar: 21.242
- Yeşilova: 18.611
- Çavdır: 13.072
- Tefenni: 10.587
- Ağlasun: 9.500
- Karamanli: 7.821
- Çeltikçi: 6.354
- Altınyayla: 5.610
- Kemer: 4.273

### Província de Hakkari
Total246.469
- Yüksekova: 105.157

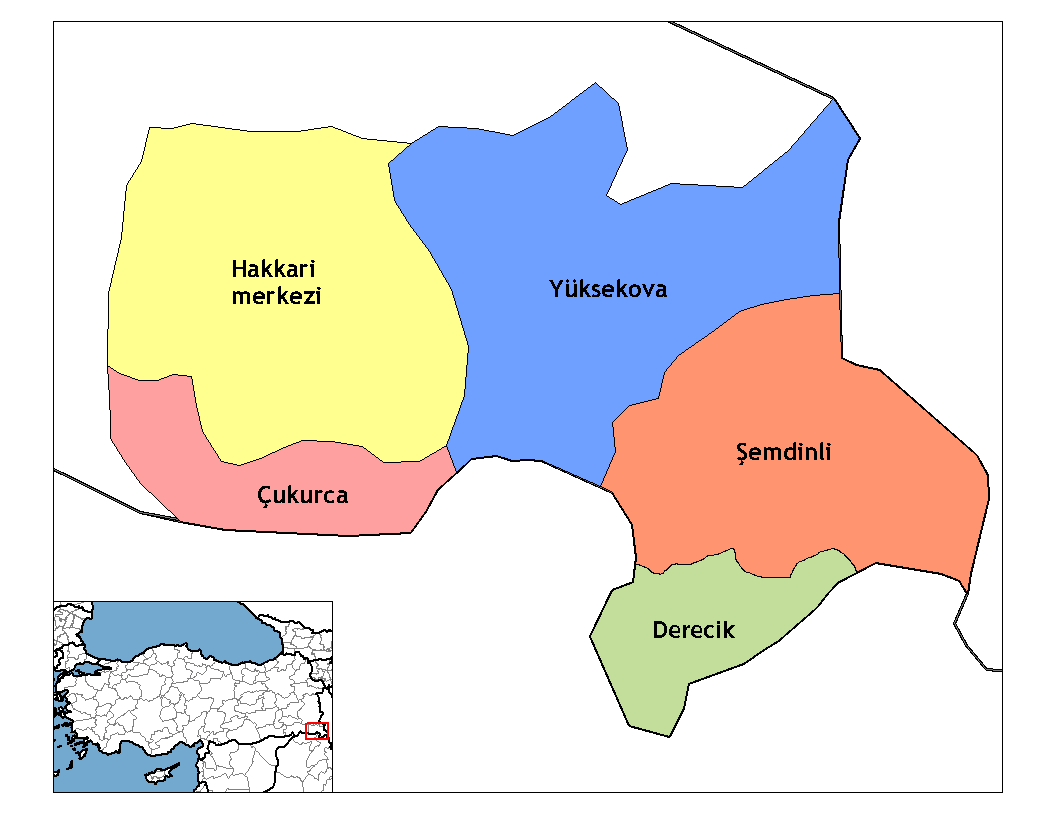
Distritos de Hakkâri

- Hakkâri: 77.926 (distrito central)
- Şemdinli: 51.034
- Çukurca: 12.352

### Província da Caramânia
Total226.049

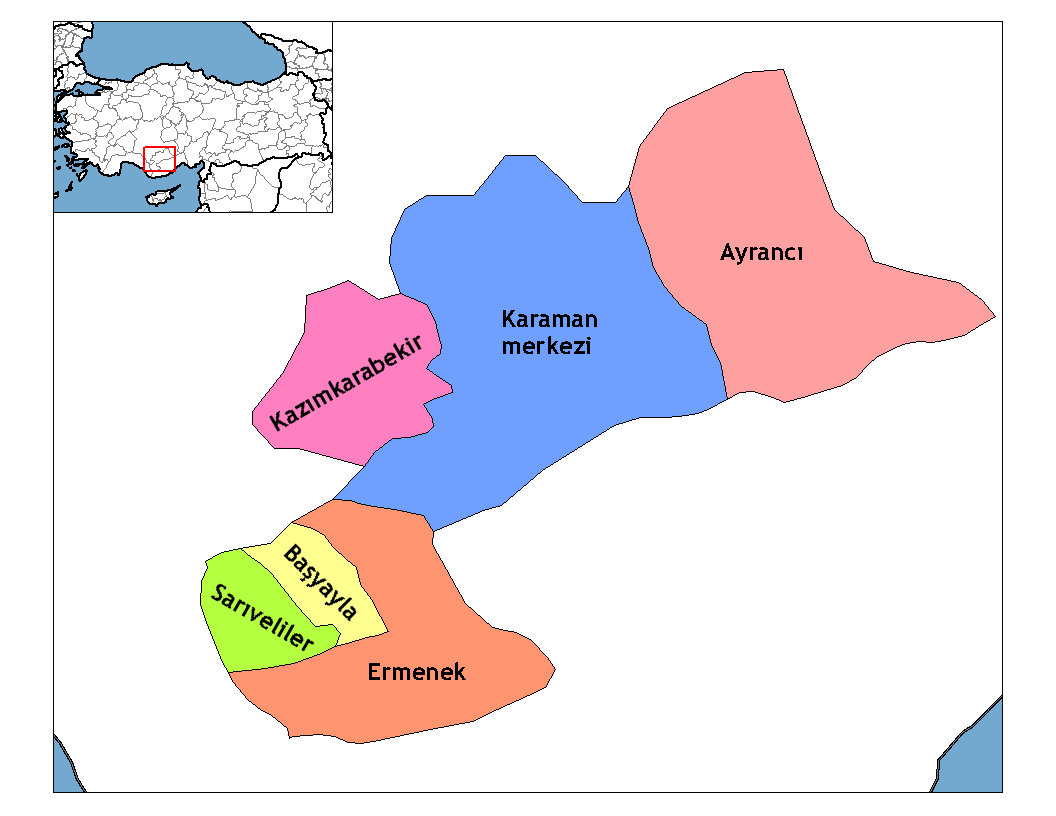
Distritos da Caramânia

- Caramânia: 160.179 (distrito central)
- Ermenek: 31.182
- Sarıveliler: 14.280
- Ayrancı: 10.594
- Başyayla: 5.465
- Kazımkarabekir: 4.349

### Província de Kirşehir
Total223.170

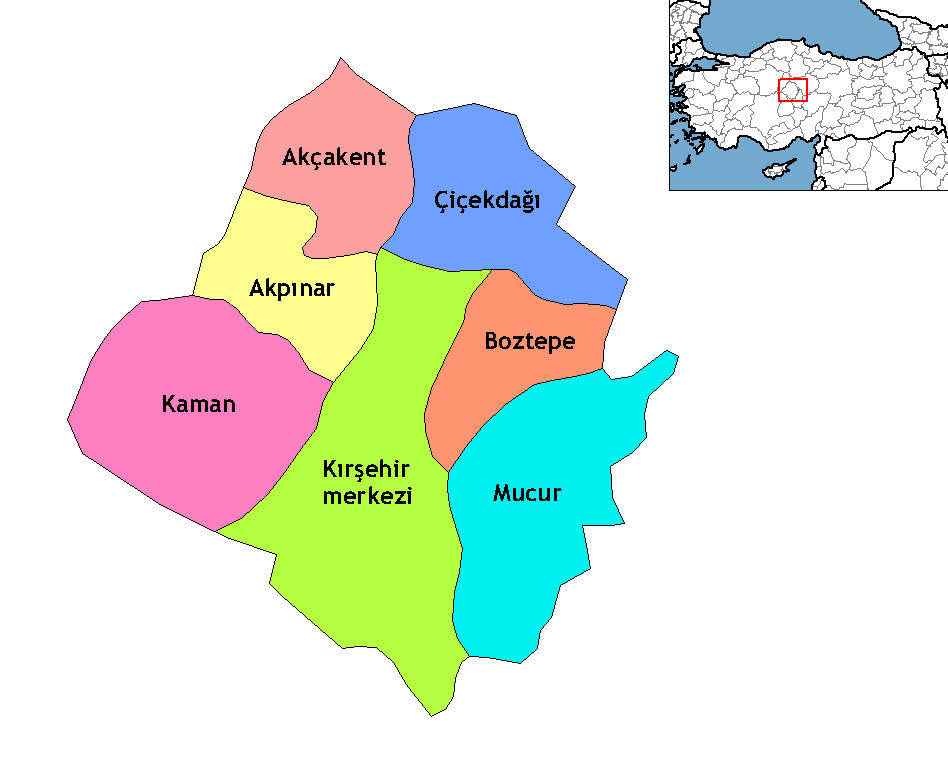
Distritos de Kırşehir

- Kırşehir: 117.164 (distrito central)
- Kaman: 44.801
- Mucur: 19.445
- Çiçekdağı: 18.038
- Akpınar: 10.755
- Boztepe: 6.706
- Akçakent: 6.261

### Província de Karabük
Total218.463

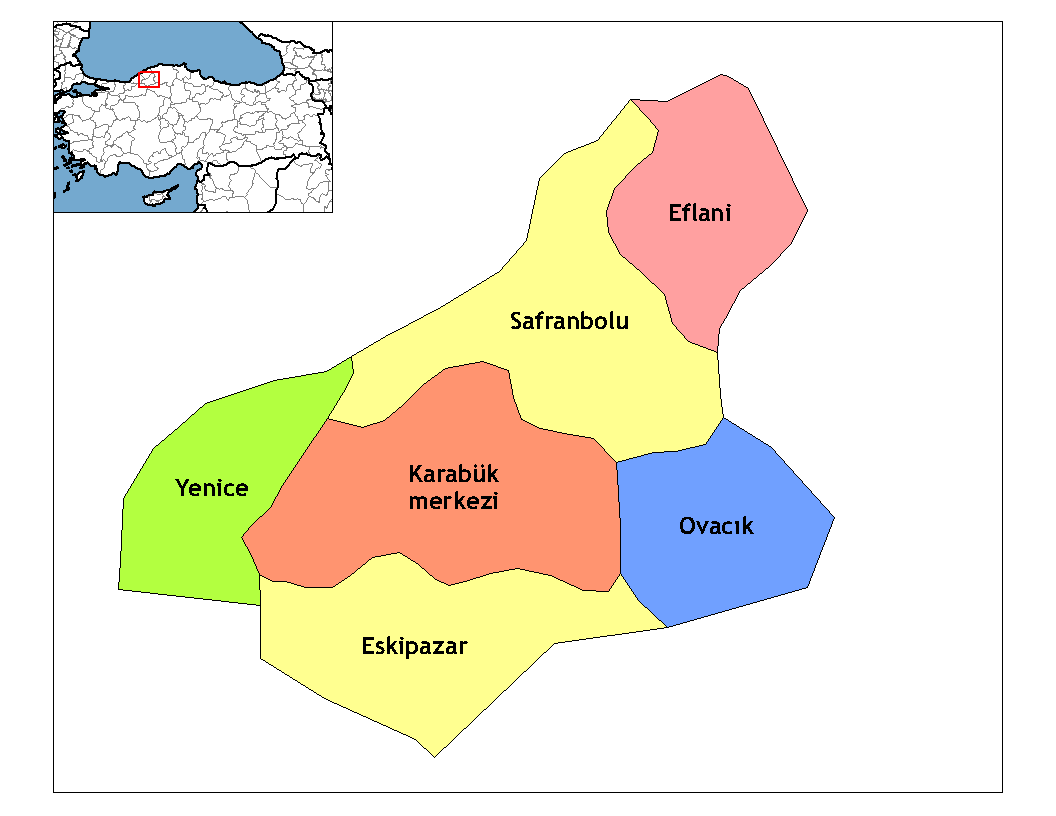
Distritos de Karabük

- Karabük: 119.084 (distrito central)
- Safranbolu: 49.821
- Yenice: 23.342
- Eskipazar: 13.217
- Eflani: 9.592
- Ovacık: 3.407

### Província de Erzinjane
Total213.538

Distritos de Erzinjane

- Erzinjane: 140.258 (distrito central)
- Terjane: 18.842
- Üzümlü: 13.313
- Çayırlı: 10.517
- Refahiye: 9.742
- Kemah: 6.855
- İliç: 6.075
- Kemaliye: 5.231
- Otlukbeli: 2.705

### Província de Bilecik
Total203.777
- Bozüyük: 64.514

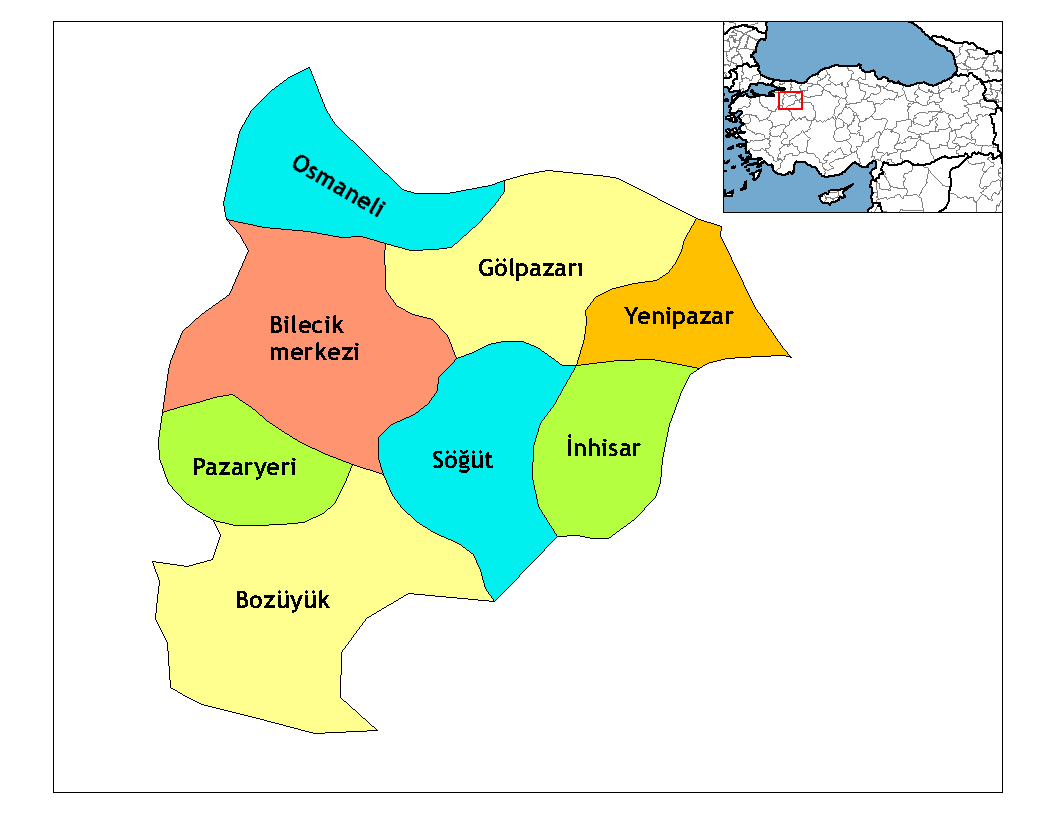
Distritos de Bilecik

- Bilecik: 63.075 (distrito central)
- Söğüt: 23.186
- Osmaneli: 21.022
- Pazaryeri: 12.283
- Gölpazarı: 11.860
- Yenipazar: 3.952
- İnhisar: 3.885

### Província de Sinope

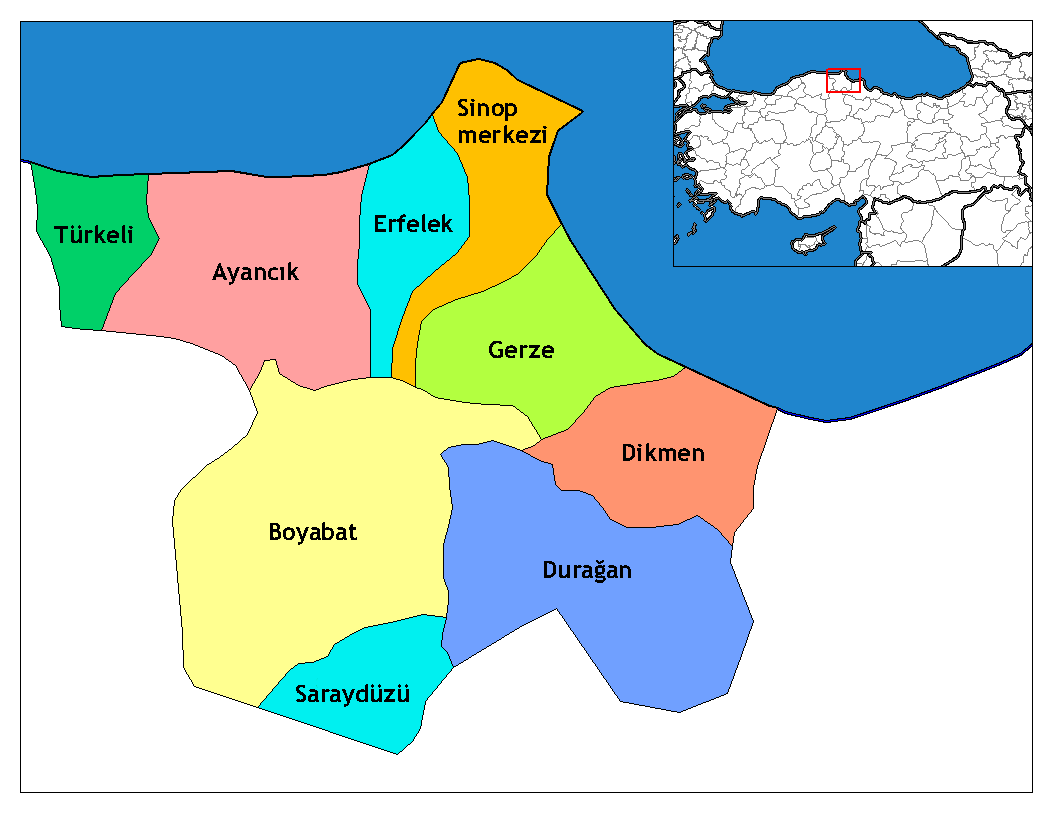
Distritos de Sinope

Total198.412
- Sinope: 52.667 (distrito central)
- Boyabat: 42.433
- Durağan: 22.854
- Ayancık: 22.748
- Gerze: 19.847
- Türkeli: 14.263
- Erfelek: 11.849
- Dikmen: 7.037
- Saraydüzü: 4.714

### Província de Bartın
Total182.131

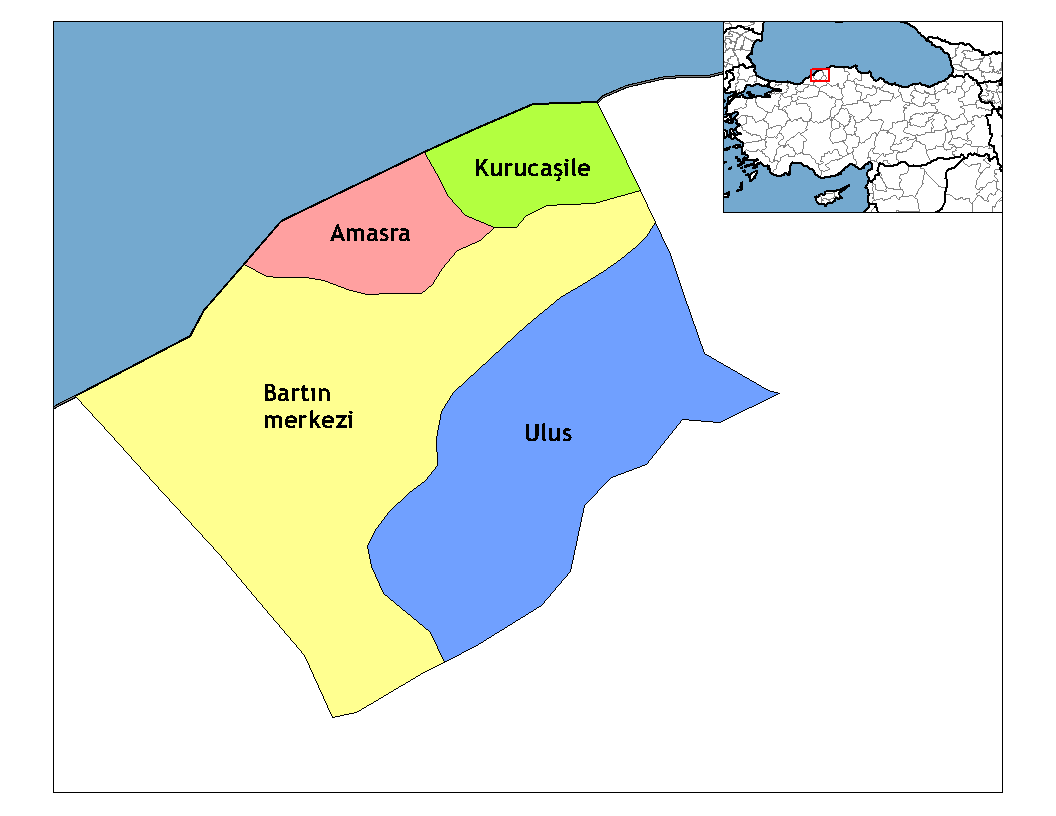
Distritos de Bartın

- Bartın: 135.051 (distrito central)
- Ulus: 24.288
- Amasra: 15.199
- Kurucaşile: 7.593

### Província de Eder

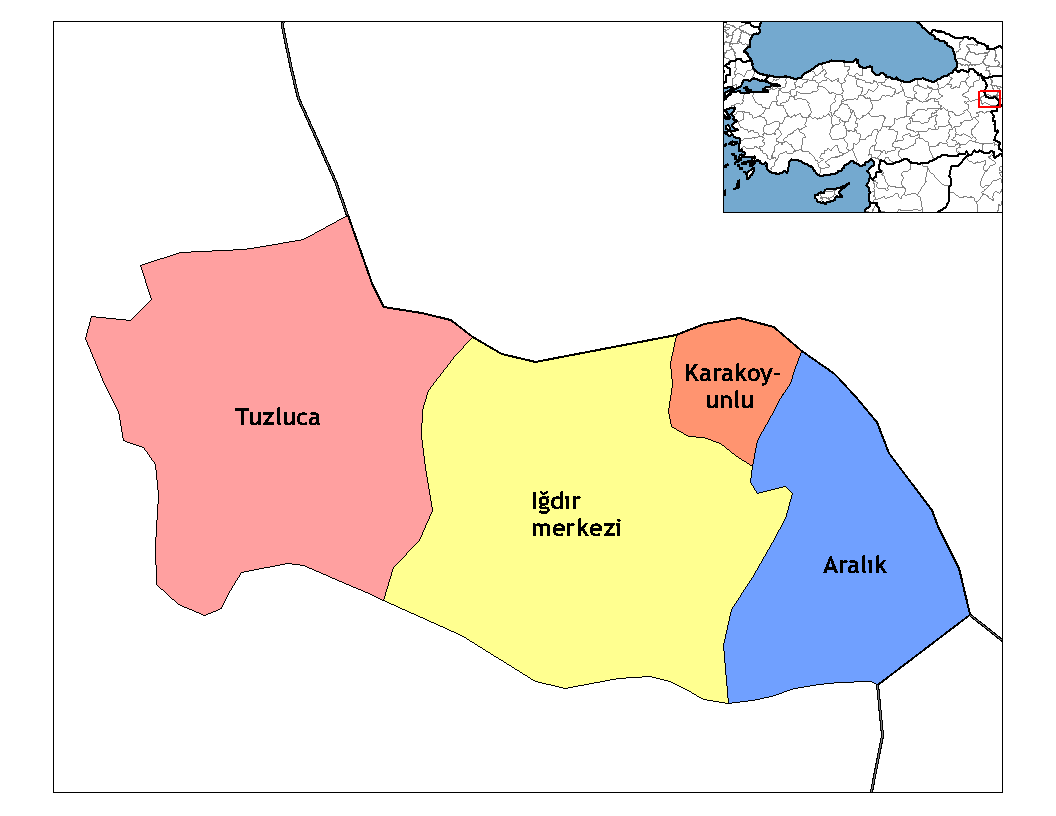
Distritos de Eder

Total181.866
- Eder: 119.432 (distrito central)
- Tuzluja: 25.682
- Aralık: 22.155
- Karakoyunlu: 14.597

### Província de Yalova
Total181.758

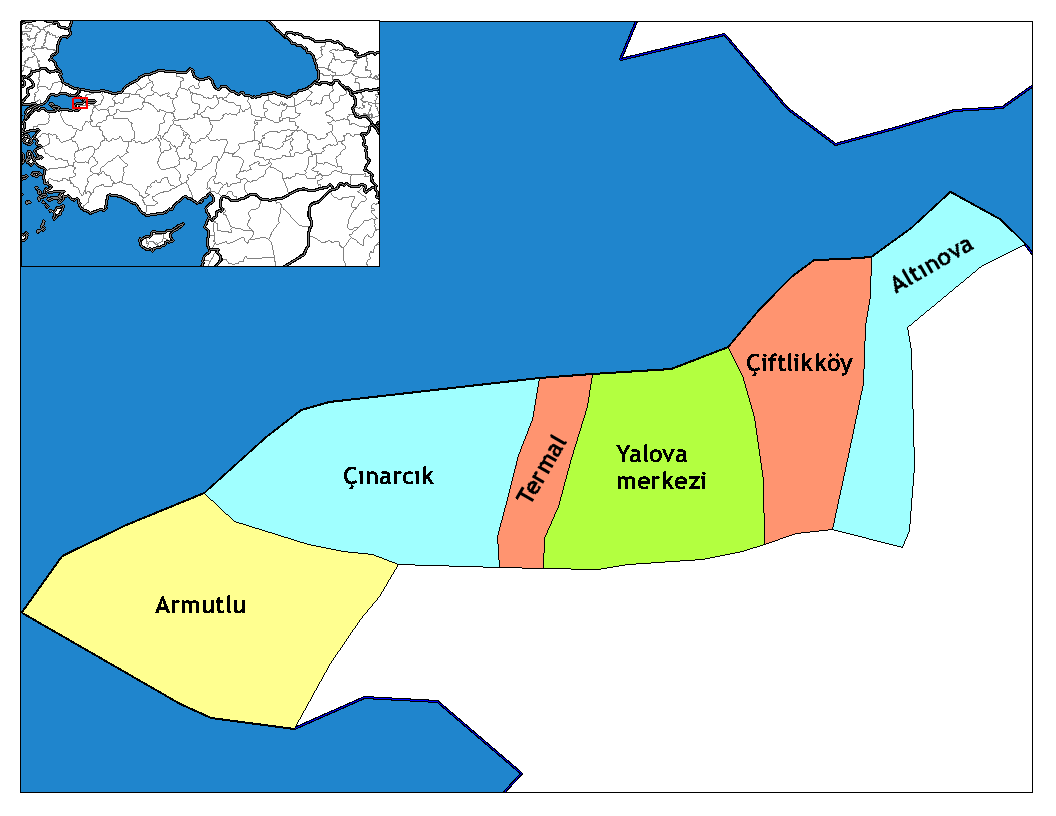
Distritos de Yalova

- Yalova: 102.871 (distrito central)
- Çiftlikköy: 24.046
- Çınarcık: 22.085
- Altınova: 20.916
- Armutlu: 7.210
- Termal: 4.630

### Província de Çankiri
Total174.012

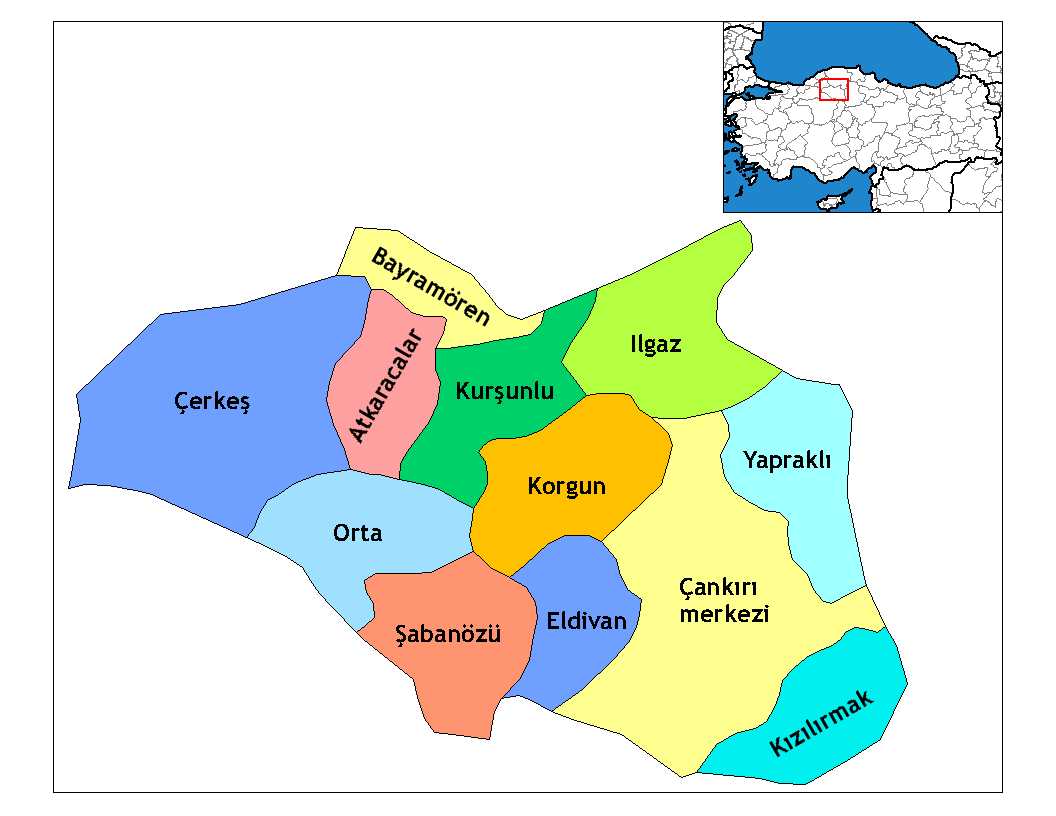
Distritos de Çankırı

- Çankırı: 80.748 (distrito central)
- Çerkeş: 14.601
- Ilgaz: 13.517
- Orta: 12.271
- Yapraklı: 10.813
- Quizil-Irmaque: 8.823
- Şabanözü: 8.763
- Kurşunlu: 8.580
- Eldivan: 5.711
- Atkaracalar: 3.964
- Korgun: 3.613
- Bayramören: 2.608

### Província de Artvin

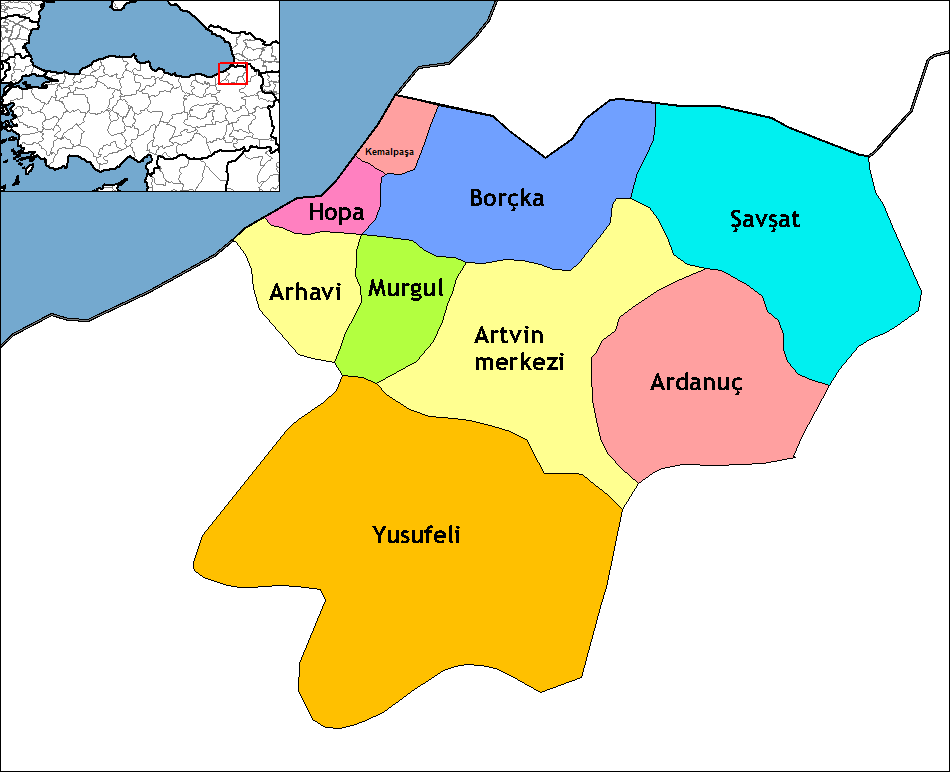
Distritos de Artvin

Total168.092
- Artvin: 32.827 (distrito central)
- Hopa: 32.209
- Borçka: 24.133
- Yusufeli: 22.945
- Arhavi: 19.136
- Şavşat: 18.780
- Ardanuç: 11.948
- Murgul: 6.114

### Província de Gümüşhane
Total130.825
- Kelkit: 41.664

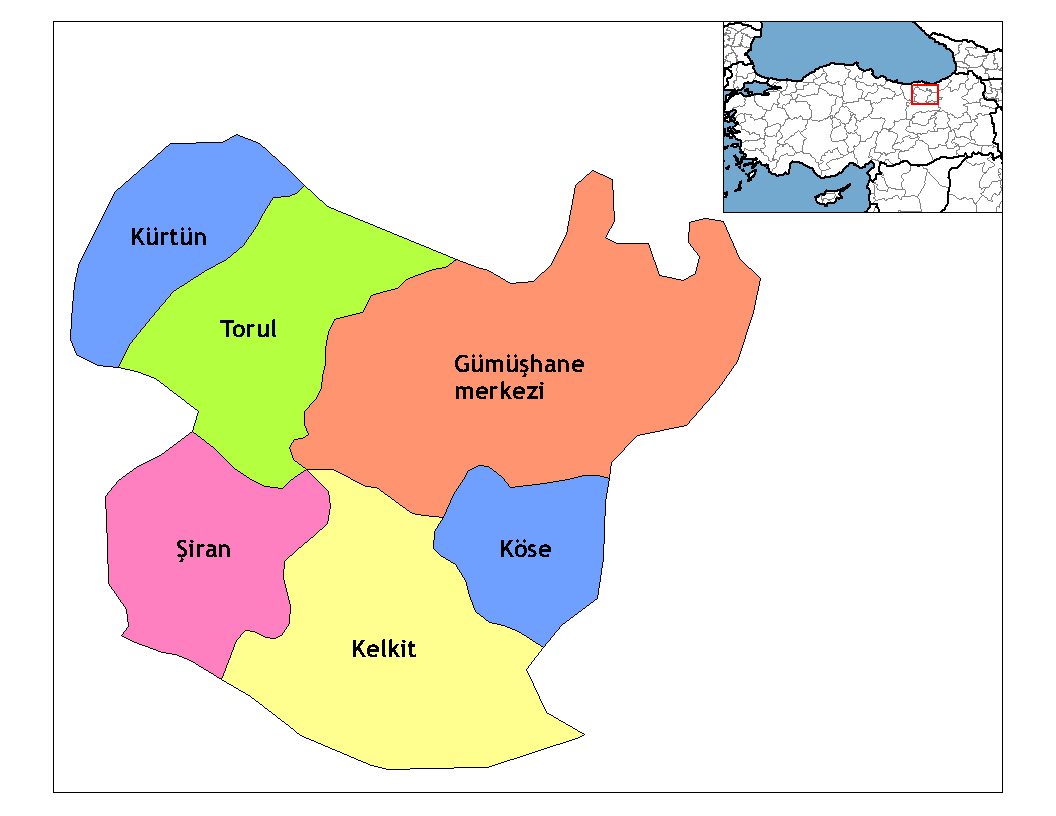
Distritos de Gümüşhane

- Gümüşhane: 37.784 (distrito central)
- Şiran: 18.595
- Torul: 13.118
- Kürtün: 12.394
- Köse: 7.270

### Província de Kilis
Total118.457
- Kilis: 92.094 (distrito central)
- Musabeyli: 14.161
- Elbeyli: 6.714
- Polateli: 5.488

### Província de Ardacane
Total112.721

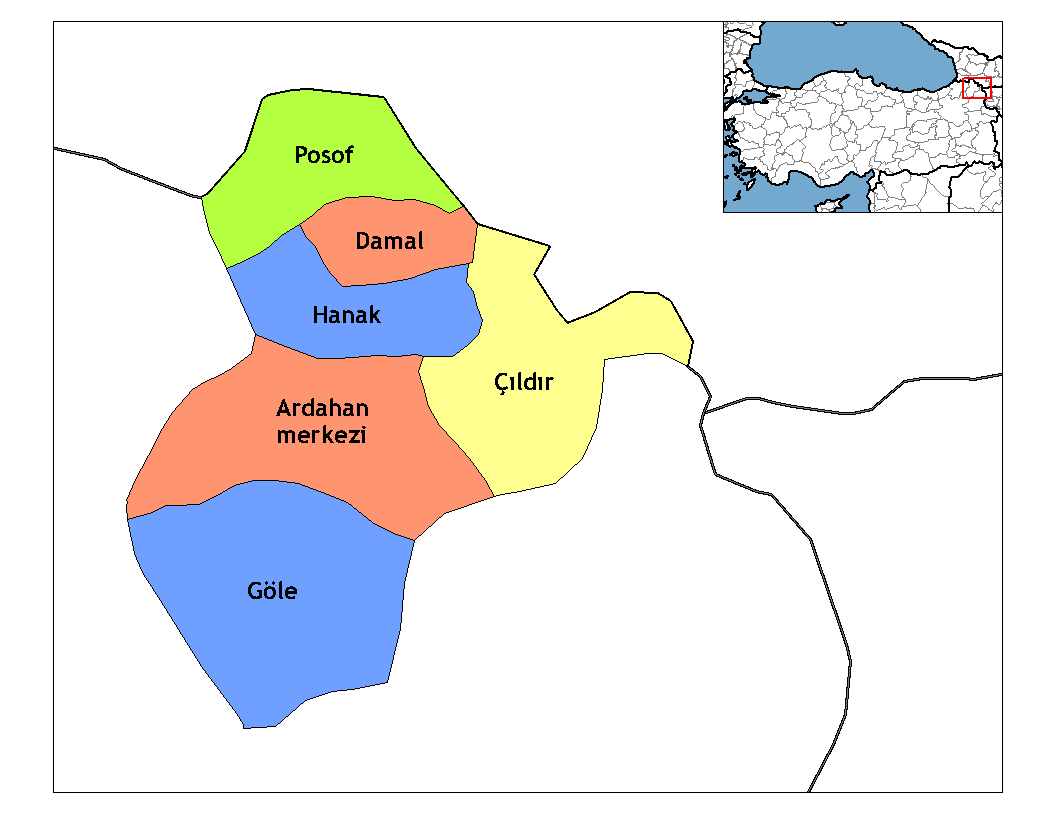
Distritos de Ardacane

- Ardacane: 40.828 (distrito central)
- Göle: 32.134
- Çıldır: 11.901
- Hanak: 10.656
- Posof: 9.596
- Damal: 7.606

### Província de Tunjeli
Total84.022

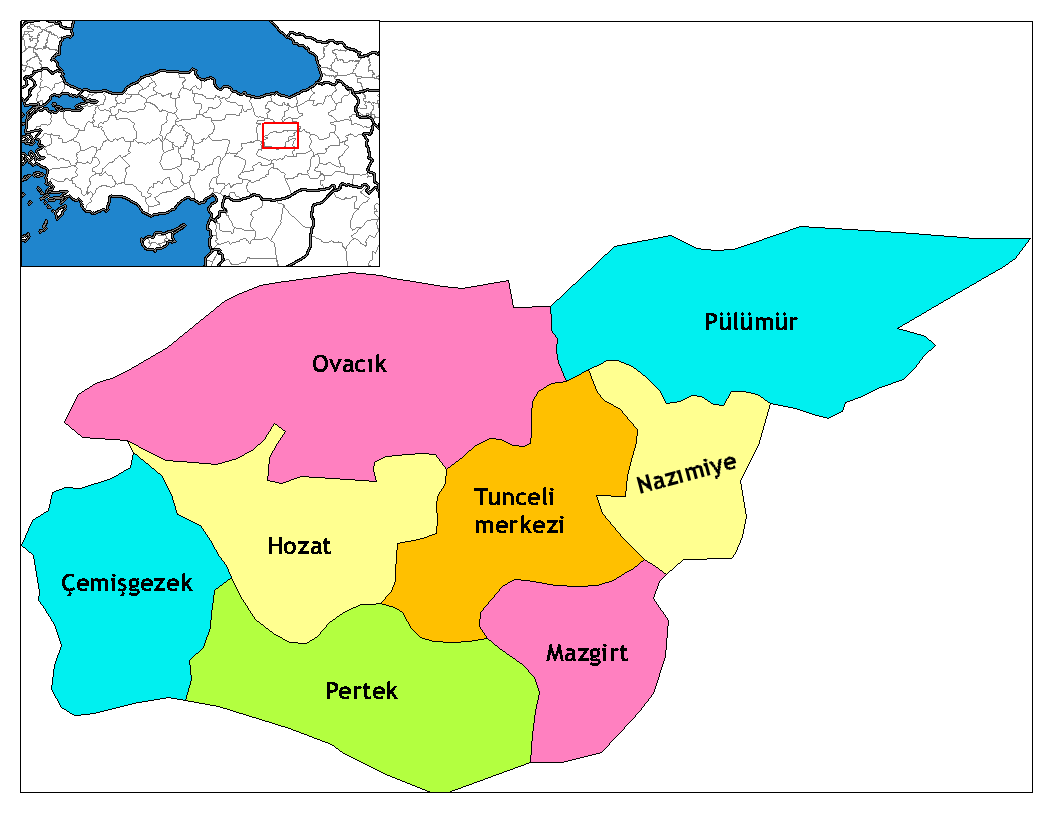
Distritos de Tunjeli

- Tunjeli: 31.147 (distrito central)
- Perteque: 11.869
- Mazgirt: 10.059
- Çemişgezek: 8.210
- Cozate: 7.823
- Ovacık: 7.200
- Nazimiye: 4.374
- Pülümür: 3.340

### Província de Bayburt
Total76.609

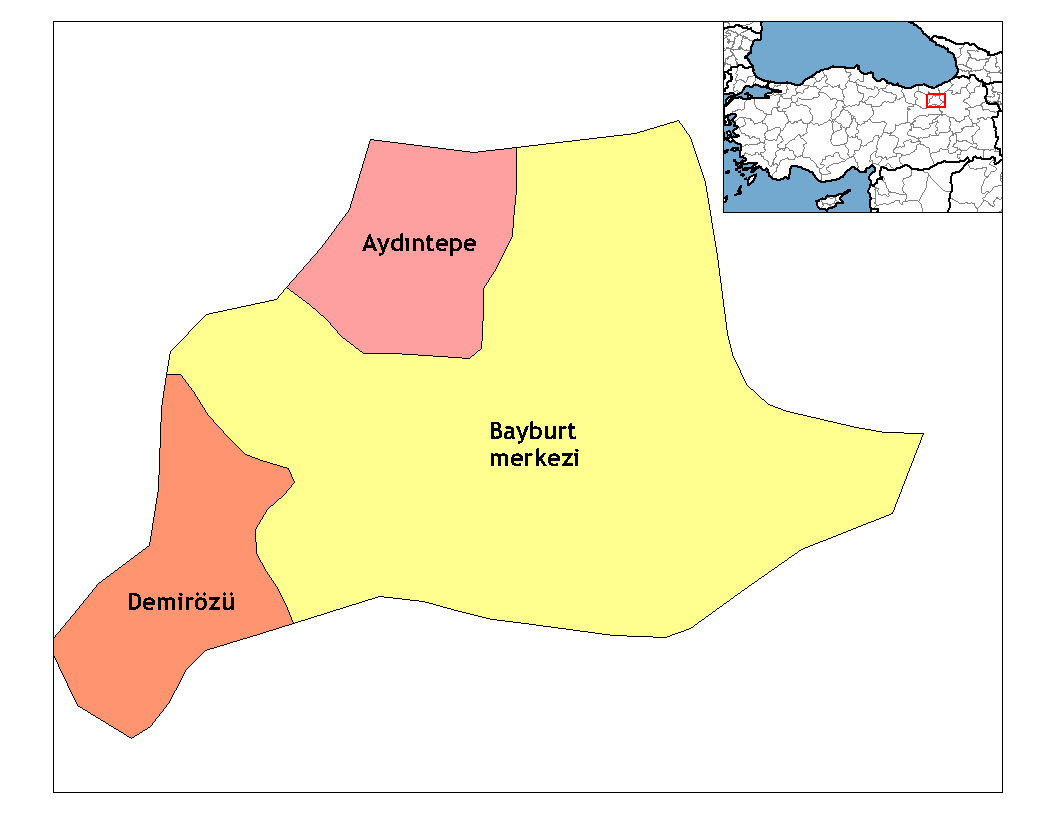
Distritos de Bayburt

- Bayburt: 59.839 (distrito central)
- Demirözü: 9.570
- Aydıntepe: 7.200